# Arte de Japón

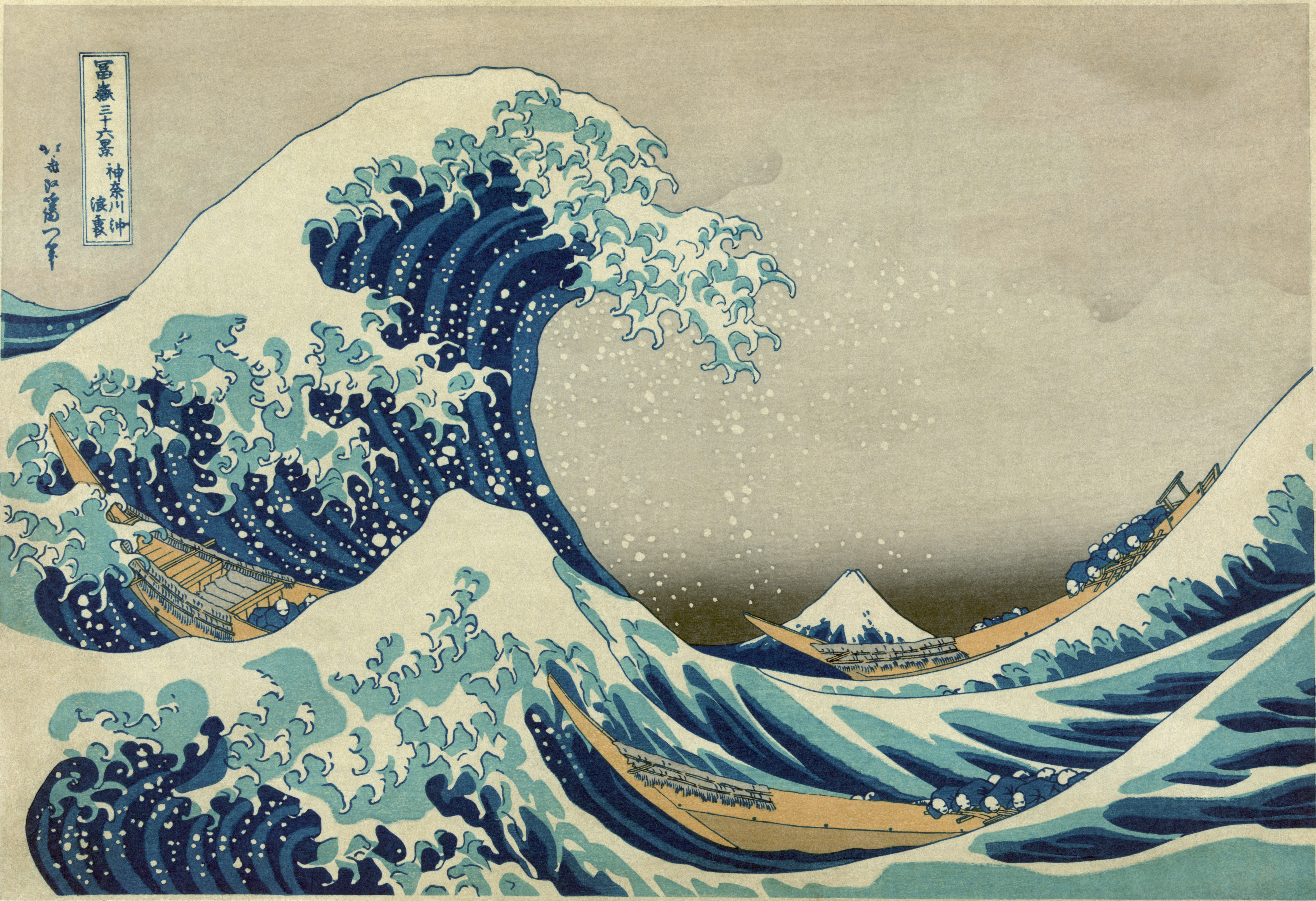
La gran ola de Kanagawa (1830 - 1833), grabado de Katsushika Hokusai, Metropolitan Museum of Art, Nueva York.

El arte de Japón es una expresión de la cultura japonesa, desarrollado a lo largo del tiempo en diversos períodos y estilos que se han ido sucediendo de forma cronológica, en paralelo al devenir histórico, social y cultural del pueblo japonés. La evolución del arte nipón ha estado marcada por el desarrollo de su tecnología, siendo una de sus señas distintivas el uso de materiales autóctonos. Como en el arte occidental, las principales manifestaciones artísticas han tenido su origen en la religión y el poder político.
Una de las principales características del arte japonés es su eclecticismo, proveniente de los diversos pueblos y culturas que han arribado a sus costas a lo largo del tiempo: los primeros pobladores instalados en Japón –conocidos como los Ainu– pertenecían a una rama caucásica procedente del norte y este de Asia, llegados posiblemente cuando Japón aún estaba unido al continente. El origen de estos pobladores es incierto, barajando los historiadores diversas hipótesis, desde una raza uralo-altaica hasta un posible origen indonesio o mongol. En todo caso, su cultura parecía corresponder al paleolítico superior o mesolítico. Posteriormente arribaron a las costas japonesas —al tiempo que a Corea y diversas zonas de China— varios grupos de raza malaya procedentes del sudeste asiático o islas del Pacífico, que se fueron introduciendo paulatinamente desde el sur, desplazando a los Ainu hacia el norte de Japón, mientras que en una posterior oleada llegaron a Japón varios grupos de la misma etnia procedentes de China y Corea. A esta mezcolanza racial se debe añadir la influencia de otras culturas: debido a su insularidad, Japón ha estado aislado buena parte de su historia, pero a intervalos ha ido recibiendo la influencia de las civilizaciones continentales, sobre todo de China y Corea, especialmente desde el siglo V. Así, a la cultura ancestral nipona derivada de las sucesivas oleadas inmigratorias se añadió la influencia foránea, forjando un arte ecléctico y abierto a la innovación y el progreso estilístico. También cabe destacar que gran parte del arte producido en Japón ha sido de tipo religioso: a la religión sintoísta, la más típicamente japonesa, formada alrededor del siglo I, se añadió el budismo en torno al siglo V, forjando un sincretismo religioso que aún hoy perdura, y que también ha dejado su reflejo en el arte.
El arte japonés es pues reflejo de estas distintas culturas y tradiciones, interpretando a su manera los estilos artísticos importados de otros países, que asumen según su concepto de la vida y el arte, reinterpretando y simplificando sus características peculiares, como los elaborados templos budistas chinos, que en Japón sufrieron un proceso de reducción de sus elementos superfluos y decorativos. Ello da muestra del carácter sincrético del arte japonés, por lo que siempre ha asumido con naturalidad cualquier innovación procedente de otros países.
El arte tiene en la cultura japonesa un gran sentido introspectivo y de interrelación entre el hombre y la naturaleza, representada igualmente en los objetos que le envuelven, desde el más ornado y enfático hasta el más simple y cotidiano. Esto se pone de manifiesto en el valor otorgado a la imperfección, al carácter efímero de las cosas, al sentido emocional que el japonés establece con su entorno. Así, por ejemplo, en la ceremonia del té los japoneses valoran la calma y la tranquilidad de ese estado de contemplación que consiguen con un sencillo ritual, basado en elementos simples y en una armonía proveniente de un espacio asimétrico e inacabado. Para los japoneses, la paz y la armonía están asociadas a la calidez y la comodidad, cualidades a su vez que son fiel reflejo de su concepto de la belleza. Incluso a la hora de comer, no importa la cantidad de alimentos o su presentación, sino la percepción sensorial de la comida y el sentido estético que otorgan a cualquier acto. De igual manera, los artistas y artesanos japoneses tienen un elevado grado de vinculación con su obra, sintiendo los materiales como parte esencial de su vida y de su comunicación con el ambiente que les rodea.

## Fundamentos del arte japonés

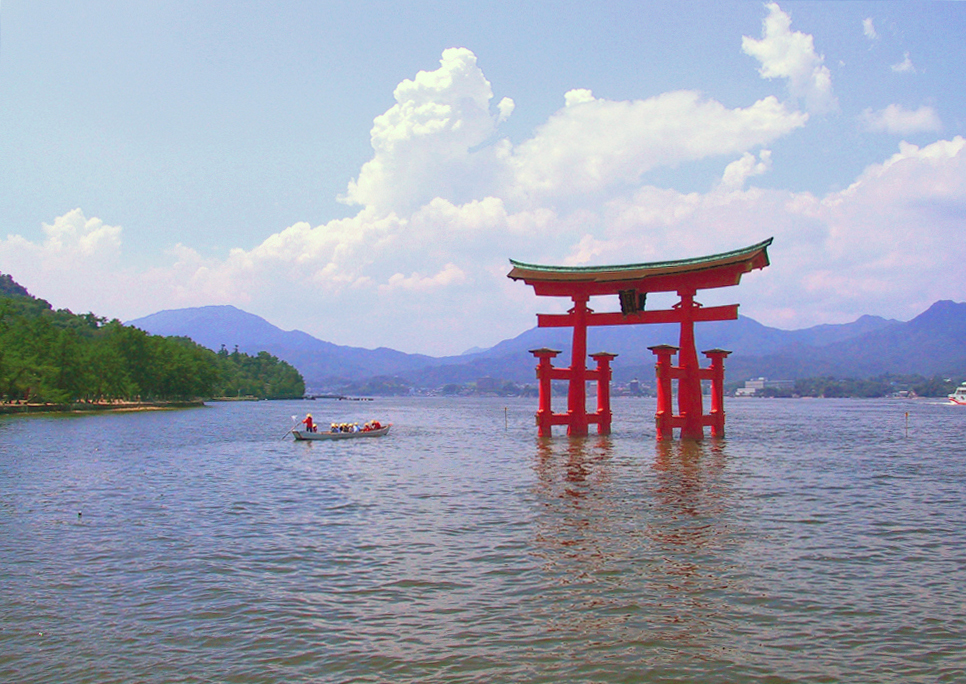
Santuario Itsukushima, con su torii (arco de acceso a un espacio sagrado) situado sobre el Mar Interior de Seto, ejemplo de integración del arte en el entorno natural.

El arte japonés, como el resto de su filosofía –o, simplemente, su forma de ver la vida– es propenso a la intuición, la falta de racionalidad, la expresión emocional y la sencillez de actos y pensamientos, expresados a menudo de forma simbólica. Dos de sus características distintivas son la simplicidad y la naturalidad: las manifestaciones artísticas son reflejo de la naturaleza, por lo que no requieren una elaborada producción, sino que se basan en una economía de medios que otorga al arte una gran trascendencia, como reflejo de algo más elevado que queda tan solo esbozado, sugerido, siendo posteriormente interpretado por el espectador. Esta simplicidad provocó en pintura una tendencia hacia el dibujo lineal, sin perspectiva, con abundancia de espacios vacíos, que sin embargo se integran armoniosamente en el conjunto. En arquitectura, queda plasmada en diseños lineales, con planos asimétricos, en una conjunción de elementos dinámicos y estáticos. A su vez, esta simplicidad está relacionada con una innata naturalidad en la relación entre el arte y la naturaleza, que para los japoneses es reflejo de su vida interior, y la sienten con un delicado sentimiento de melancolía, casi de tristeza. En especial, el transcurrir de las estaciones les provoca una sensación de transitoriedad, viendo en la evolución de la naturaleza lo efímero de la vida. Esta naturalidad se refleja especialmente en la arquitectura, que se integra de forma armoniosa en su entorno, como se denota en la utilización de materiales naturales, sin trabajar, mostrando su aspecto rugoso, áspero, inacabado. En Japón, naturaleza, vida y arte están indisolublemente unidos, y la realización artística es un símbolo de la totalidad del universo.
En Japón, el arte pretende conseguir la armonía universal, yendo más allá de la materia para encontrar el principio generador de vida. La estética japonesa busca encontrar el sentido de la vida por medio del arte: belleza equivale a armonía, a creatividad; es un impulso poético, un camino sensorial que lleva a la realización de la obra, que no tiene finalidad en sí, sino que va más allá. La belleza es una categoría ontológica, que remite a la existencia: consiste en alcanzar el sentido con el todo. Como dijo Suzuki Daisetsu: «la belleza no está en la forma exterior, sino en el significado que expresa». El arte no está basado en las cualidades sensibles, sino en las sugestivas; no ha de ser perfecto, sino expresar una cualidad que lleve a la totalidad. Se pretende captar lo esencial a través de la parte, que sugiere la totalidad: el vacío es un complemento de aquello que existe. En la filosofía oriental hay una unidad entre materia y espíritu, predominando la contemplación y comunión con la naturaleza, por vía de adhesión interior, de intuición. En Japón, el arte (gei), tiene un sentido más trascendente, más inmaterial que el concepto de arte aplicado en Occidente: es cualquier manifestación del espíritu –entendido como energía vital, como esencia que insufla vida a nuestro cuerpo–, haciendo que éste se desarrolle y evolucione, consiguiendo una unidad entre cuerpo, mente y espíritu.

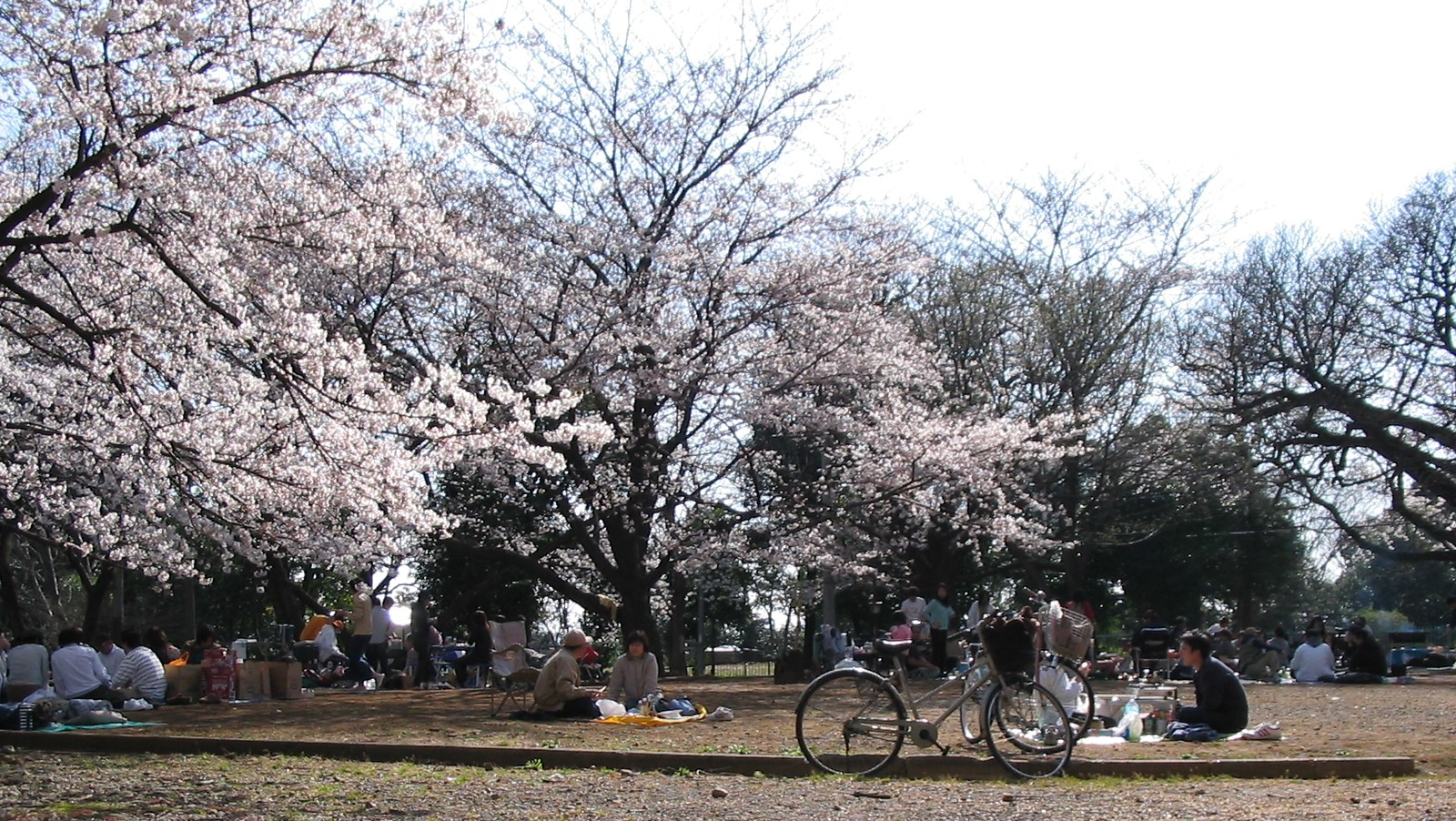
En la Fiesta del Hanami, los japoneses acuden a parques y jardines a observar la belleza de los cerezos en flor.

El sentido del arte se ha ido desarrollando en la estética japonesa a lo largo del tiempo: las primeras reflexiones sobre el arte y la belleza provienen de la antigüedad, cuando se forjaron los principios creadores de la cultura japonesa y surgieron las principales obras épicas de la literatura japonesa: el Kojiki (Relatos de cosas antiguas), el Nihonshoki (Anales de Japón) y el Man'yōshū (Colección de diez mil hojas). En esta época predominó el concepto de sayakeshi («puro, claro, fresco»), que hacía referencia a un tipo de belleza caracterizada por la simplicidad, el frescor, una cierta ingenuidad, perceptible en el uso de materiales ligeros y naturales, como la tierra cocida de las estatuillas haniwa o la madera en arquitectura. Buen ejemplo de ello es el templo sintoísta de Ise, construido en madera de ciprés, y que se reconstruye cada veinte años desde el siglo VIII para preservar su pureza y frescura. De este concepto se desprende una de las constantes del arte japonés: el valor otorgado a la belleza efímera, transitoria, fugaz, que evoluciona con el tiempo. En el Man'yōshū el sayakeshi queda reflejado en los sentimientos de fidelidad y honestidad, así como en la descripción de elementos naturales como el cielo y el mar, que inspiran una sensación de grandiosidad que sobrecoge al hombre. El sayakeshi está ligado al concepto de naru («devenir»), donde se valora el tiempo como una energía vital que confluye en el devenir, en la consumación de todos los actos y todas las vidas.
Posteriormente, durante los periodos Nara y Heian, la estética japonesa evolucionó rápidamente gracias a su contacto con la cultura china, así como a la llegada del budismo. El principal concepto de esta época fue el aware, un sentimiento emotivo que sobrecoge al espectador y le lleva a una profunda sensación de empatía o piedad. Está ligado a otros términos como el okashi, aquello que atrae por su alegría y carácter agradable; el omoshiroshi, propiedad de las cosas radiantes, que llaman la atención por su brillo y claridad; el yūbi, concepto de gracia, elegancia; el yūga, calidad de refinamiento en la belleza; el en, la atracción del encanto; el rei, la belleza propia de la calma; el yasashi, la belleza de la discreción; y el ushin, el sentido profundo de lo artístico. Un hito en la cultura japonesa de esta época fue la Historia de Genji de Murasaki Shikibu, que plasmó un nuevo concepto estético denominado mono-no-aware –término introducido por Motōri Norinaga–, que transmite un sentimiento de melancolía, de tristeza contemplativa derivada de la transitoriedad de las cosas, de la belleza efímera, que dura un instante y perdura en el recuerdo. Es un estado de recreación derivado de la fugacidad de las cosas y de una agridulce tristeza a su paso, equivalente en cierta medida al pathos griego y al término virgiliano lacrimae rerum («lágrimas de las cosas»). En palabras de Kikayama Keita: «es el sentimiento profundo que nos embarga al contemplar una hermosa mañana de primavera, y también la tristeza que nos sobrecoge al mirar un atardecer otoñal. Pero, ante todo, es un sentimiento de delicada melancolía que puede derivar en una profunda tristeza al sentir hondamente la belleza caduca de todos los seres de la naturaleza». Esta idea de una búsqueda ideal de la belleza, de un estado de contemplación donde se unen el pensamiento y el mundo de los sentidos, es característica de la innata sensibilidad japonesa para la belleza, y queda patente en la fiesta del Hanami, basada en la contemplación de los cerezos en flor.

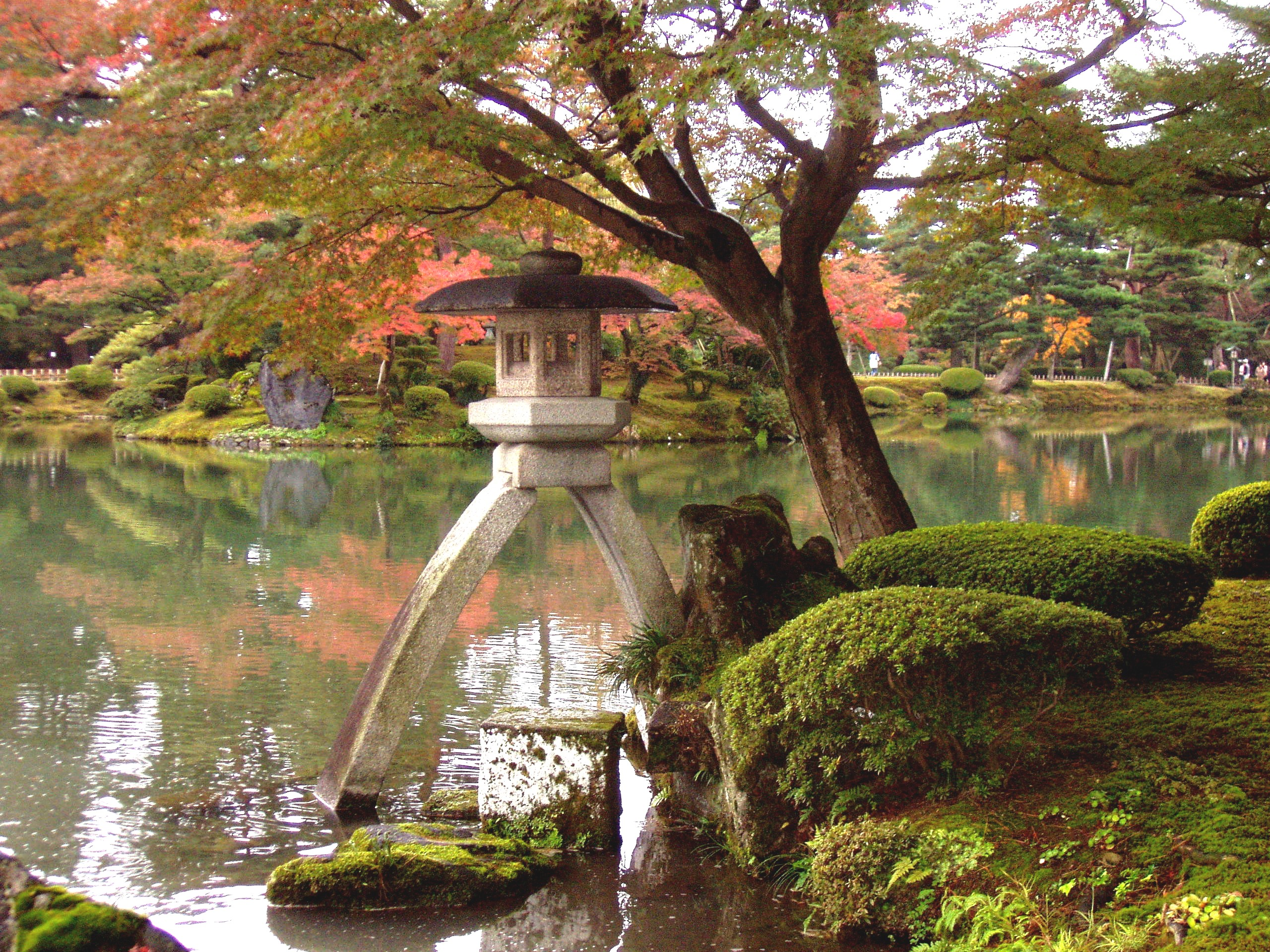
Jardín de Kenroku-en. En la meditación zen, la labor cotidiana es una manifestación espiritual, reflejada en el movimiento y el paso ritual del tiempo. Así el jardín representa la visión del cosmos, donde el gran vacío (mar) se llena con objetos (islas), plasmados en arena y rocas, y en el que la vegetación evoca el paso del tiempo.

Durante la Edad Media japonesa (periodos Kamakura, Muromachi y Momoyama), en paralelo al militarismo de la sociedad feudal japonesa, se impuso el concepto de dō («vía»), que ponía énfasis en el proceso creativo del arte, en la práctica ceremonial de los ritos sociales, como se pone de manifiesto en el shodō (caligrafía), el chadō (ceremonia del té), el kadō o ikebana (el arte de los arreglos florales) y el kōdō (ceremonia del incienso). En estas prácticas no importa el resultado, sino el proceso evolutivo, el devenir en el tiempo –nuevamente el naru–, así como el talento demostrado en la perfecta ejecución de los ritos, que denota destreza, así como un empeño espiritual de búsqueda de la perfección. En estos nuevos conceptos tuvo una influencia decisiva una variante del budismo llamada zen, que hacía hincapié en unas determinadas «reglas de vida» basadas en la meditación, donde la persona pierde la conciencia de sí mismo. Así, cualquier labor cotidiana trasciende su esencia material para significar una manifestación espiritual, la cual queda reflejada en el movimiento y el paso ritual del tiempo. Este concepto queda reflejado igualmente en la jardinería, que llega a un grado tal de trascendencia donde el jardín es una visión del cosmos, con un gran vacío (mar) que se llena con objetos (islas), plasmados en arena y rocas, y donde la vegetación es evocadora del paso del tiempo. La ambivalencia zen entre el carácter sencillo y la profundidad de una vida trascendente imbuyó de un espíritu de «elegancia sencilla» (wabi) no solo al arte, sino al comportamiento, las relaciones sociales y los aspectos más cotidianos de la vida. El maestro Sesshū decía que «el zen y el arte son uno».

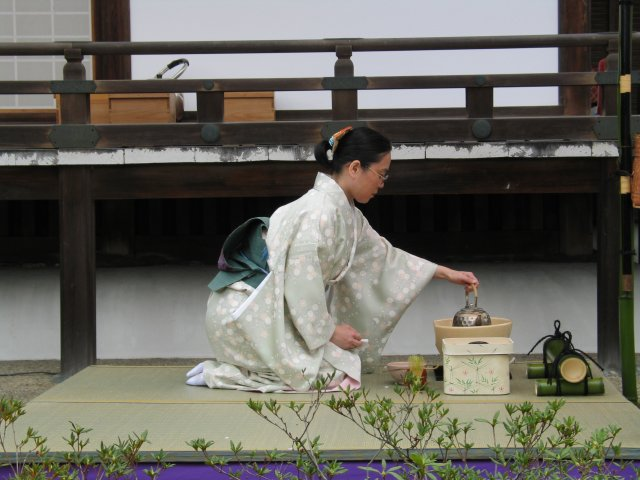
En la ceremonia del té se relacionan las cosas pequeñas con el orden cósmico, lo temporal con lo espiritual. La sala del té es una construcción efímera sin ornamentación e inacabada, pues lo imperfecto se debe completar en la imaginación. La belleza solo puede descubrirla quien mentalmente completa lo incompleto.

El zen se basa en siete principios estéticos: fukinsei (asimetría), forma de negar la perfección para conseguir el equilibrio presente en la naturaleza; kanso (austeridad), eliminar lo innecesario y superfluo para descubrir la simplicidad de la naturaleza; kokō (dignidad solitaria), cualidad que las personas y objetos adquieren con el paso del tiempo y les proporciona una mayor pureza de su esencia; shizen (naturalidad), que está ligada a la sinceridad, lo natural es auténtico e incorruptible; yūgen (profundidad), esencia verdadera de las cosas, que trasciende su mera materialidad, su aspecto superficial; datsuzoku (desapego), libertad en la práctica de las artes, cuya misión es liberar el espíritu, no controlarlo –así, el arte prescinde de todo tipo de normas y reglas–; seiyaku (serenidad interior), estado de quietud, de sosiego, necesario para que fluyan los seis principios anteriores.
Especialmente significativa es la ceremonia del té, donde se sintetiza de forma magistral el concepto japonés del arte y lo bello, creando una auténtica religión estética: el «teísmo». Esta ceremonia representa la adoración de lo bello en oposición a la vulgaridad de la existencia cotidiana. Su filosofía, tanto ética como estética, expresa la concepción integral del hombre con la naturaleza. Su simplicidad relaciona las cosas pequeñas con el orden cósmico: la vida es una expresión, y los actos reflejan siempre un pensamiento. Lo temporal es igual a lo espiritual, lo pequeño a lo grande. Este concepto queda igualmente reflejado en la sala del té (sukiya), construcción efímera debida a un impulso poético, despojada de ornamentación, donde se da culto a lo imperfecto, y siempre se deja algo inacabado, que completará la imaginación. Es característica la ausencia de simetría, por la concepción zen de que tiene más importancia la búsqueda de perfección que la propia perfección. La belleza solo puede descubrirla quien mentalmente completa lo incompleto.
Por último, en época moderna –iniciada con el período Edo–, aunque perduran los conceptos anteriores se introducen algunas nuevas categorías estéticas, relacionadas con las nuevas clases urbanas que surgen a medida que Japón se va modernizando: el sui es una determinada finura de corte espiritual, hallada principalmente en la literatura de Osaka; iki es una elegancia honesta y directa, presente sobre todo en el teatro kabuki; el karumi es un concepto que ensalza la ligereza como cualidad esencial bajo la cual se alcanza lo «profundo» de las cosas, reflejada especialmente en la poesía haiku; el shiori es una belleza nostálgica; el hosomi es una delicadeza que llega hasta la esencia de las cosas; y el sabi es la belleza simple, despojada, sin adornos ni artificios, ensalzando valores como la pobreza y la soledad. Esta última entroncó con el concepto anterior de wabi, creando una nueva noción llamada wabi-sabi, la trascendencia de la simplicidad, donde la belleza reside en la imperfección, en lo incompleto, basada en la fugacidad e impermanencia. En todos estos conceptos subyace nuevamente la idea del arte como proceso creativo, y no como realización material. Okakura Kakuzō escribió que «sólo los artistas persuadidos de la imperfección congénita a su alma son capaces de engendrar la verdadera belleza».

## Periodización
Para su estudio, el arte de Japón se divide en grandes períodos en términos de producción artística y desarrollos políticos importantes. La clasificación suele variar dependiendo del criterio del autor, además de que muchos de ellos pueden ser subdivididos. Por otro lado, también existen divergencias en cuanto al principio y final de algunos de estos periodos. La clasificación realizada por el arqueólogo Charles T. Keally es la siguiente:
| Períodos históricos en la arqueología japonesa | Períodos históricos en la arqueología japonesa | Períodos históricos en la arqueología japonesa |
| ---------------------------------------------- | ---------------------------------------------- | ---------------------------------------------- |
| Prehistoria                                    | Paleolítico                                    | 50/35.000 - 13/9.500 a. P.                     |
| Jōmon                                          | 13/9.500 - 2.500 a. P.                         |                                                |
| Yayoi                                          | 500 a. C. - 300                                |                                                |
| Kofun                                          | 300 - 710                                      |                                                |
| Antigua (古代 Kodai?)                          | Nara                                           | 710 - 794                                      |
| Heian                                          | 794 - 1185                                     |                                                |
| Medieval (中世 Chūsei?)                        | Kamakura                                       | 1185 - 1392                                    |
| Muromachi                                      | 1392 - 1573                                    |                                                |
| Moderna temprana o Premoderna (近世 Kinsei?)   | Azuchi-Momoyama                                | 1573 - 1600                                    |
| Edo                                            | 1600 - 1868                                    |                                                |
| Moderna (近代 / 現代 Kindai / Gendai?)         | Meiji                                          | 1868 - 1912                                    |
| Taishō                                         | 1912 - 1926                                    |                                                |
| Shōwa                                          | 1926 - 1989                                    |                                                |
| Heisei                                         | 1989-2019                                      |                                                |
| Reiwa                                          | 2019-presente                                  |                                                |

## Artes plásticas

### Período Jōmon(11000 a.C.-500 a.C.)

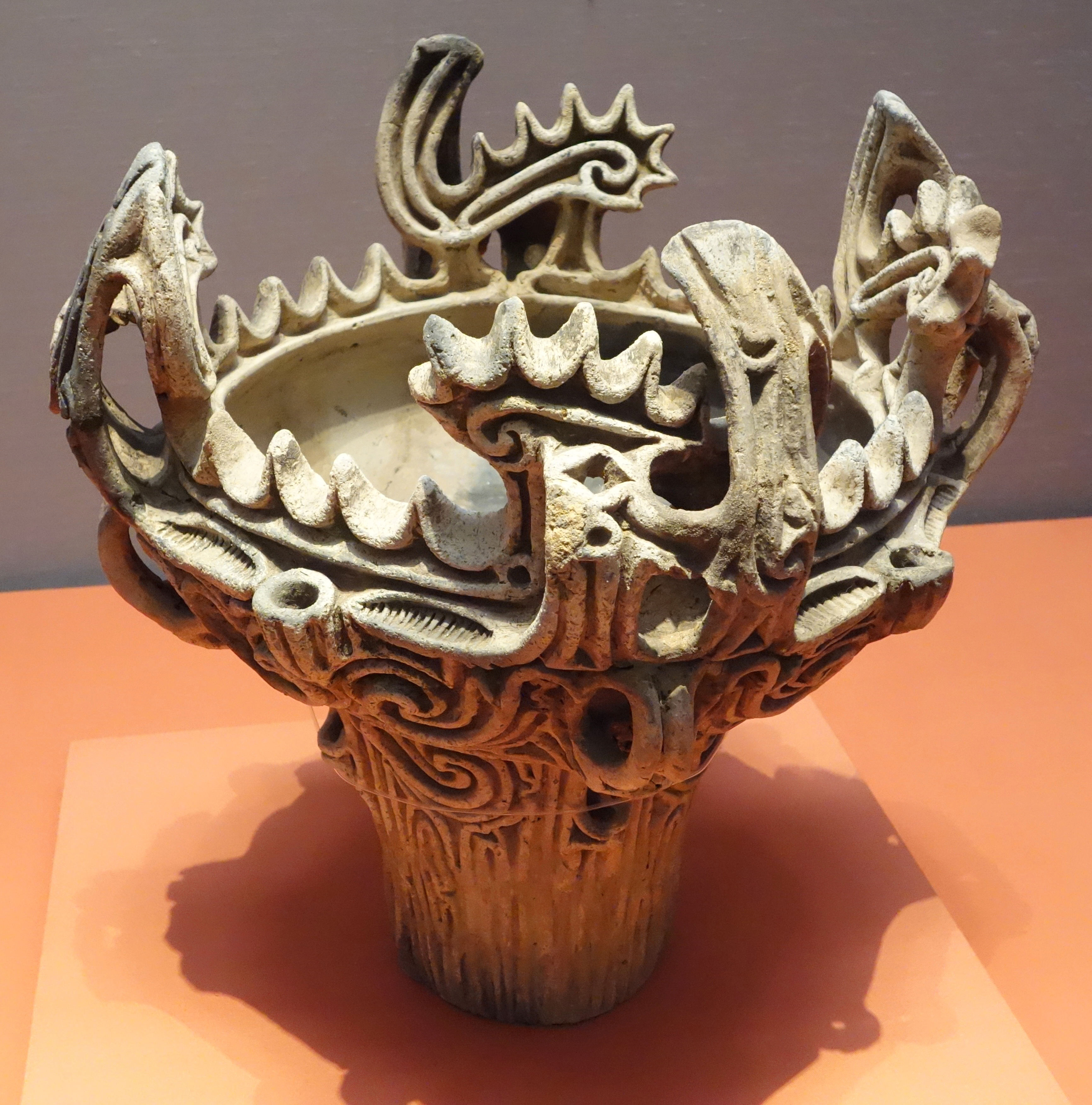
Recipiente de terracota del período Jōmon (hacia 3000-2000 a. C.).

Durante el mesolítico y el neolítico Japón se mantuvo aislado del continente, por lo que toda su producción fue autóctona, aunque de escasa relevancia. Eran sociedades semisedentarias, que habitaban en pequeñas aldeas con casas excavadas en la tierra, obteniendo sus recursos alimentarios principalmente del bosque (ciervos, jabalíes, frutos secos) y del mar (peces, crustáceos, mamíferos marinos). Estas sociedades tenían una elaborada organización del trabajo, y estaban preocupadas en la medición del tiempo, como lo demuestran diversos restos de disposiciones circulares de piedras en Oyu y Komakino, que actuaban como relojes solares. Al parecer, tenían unidades de medida estandarizadas, como dan fe diversos edificios construidos según determinados patrones.
En los diversos yacimientos Jōmon se han hallado instrumentos de hueso y piedras pulimentadas, cerámica y figuras antropomorfas. Cabe señalar que la cerámica Jōmon es la más antigua producida por el ser humano: los primeros restos de una rudimentaria alfarería datan del 11.000 a. C., en pequeños recipientes trabajados a mano, de lados pulidos e interiores amplios, con un sentido funcional y decoración austera. Estos vestigios corresponden a un período denominado «prejōmon» (11000-7500 a. C.), al que sucedió el «Jōmon arcaico» o «temprano» (7500-2500 a. C.), donde se elabora la más típica cerámica Jōmon, hecha a mano y decorada con incisiones o impresiones de cuerda, sobre una base de un tipo de vasos profundos en forma de jarra. La decoración básica consistía en impresiones hechas con cuerdas elaboradas con fibras de plantas, que se presionaban sobre la cerámica antes de cocerla. En diversas zonas estas incisiones llegaron a un elevado grado de elaboración, con bordes perfectamente cincelados, dibujando una serie de signos de corte abstracto de gran complejidad. En pocas ocasiones se han hallado restos de escenas figurativas, generalmente dibujos antropomórficos y zoomórficos (ranas, serpientes), destacando una escena de caza presente en un vaso hallado en Nirakubo, al norte de Honshū. Por último, en el «Jōmon tardío» (2500-400 a. C.), los recipientes vuelven a ser de formas más naturales, menos elaboradas, con boles y vasijas de fondo redondeado, ánforas de cuello estrecho y cuencos con asas, a menudo con pie o base elevada. Los principales yacimientos de cerámica Jōmon son: Taishakukyo, Torihama, Togari-ishi, Natsushima, Kamo y Okinohara en la isla de Honshū; Sobata en la isla de Kyūshū; y Hamanasuno y Tokoro en la isla de Hokkaidō.
Aparte de vasos, se construyeron en cerámica diversas figurillas en forma humana o animal, construidas por partes, por lo que se han hallado pocos restos de piezas enteras. Las de forma antropomórfica pueden tener atributos masculinos o femeninos, y también se han hallado algunas de signo andrógino. Algunas presentan un vientre abultado, por lo que posiblemente estaban ligadas al culto a la fertilidad. Es de remarcar la precisión en los detalles que muestran algunas figuras, como peinados elaborados, tatuajes y vestidos decorativos. Parece ser que en esas sociedades tenía gran relevancia el adorno corporal, principalmente en las orejas, con pendientes de cerámica de diversa manufactura, decorados con pigmentos rojos. En Chiamigaito (isla de Honshū) se han encontrado más de 1000 de estos adornos, lo que hace suponer un taller local de elaboración de estos productos. También datan de esta época diversas máscaras que denotan un trabajo individualizado de los rostros. Igualmente, se elaboraban diversos tipos de abalorios de jadeíta verde, y conocían el trabajo de la laca, como demuestran varias horquillas halladas en Torihama. También se han hallado restos de espadas de marfil, hueso o astas de animales.

### Período Yayoi(500 a.C.-300 d.C.)

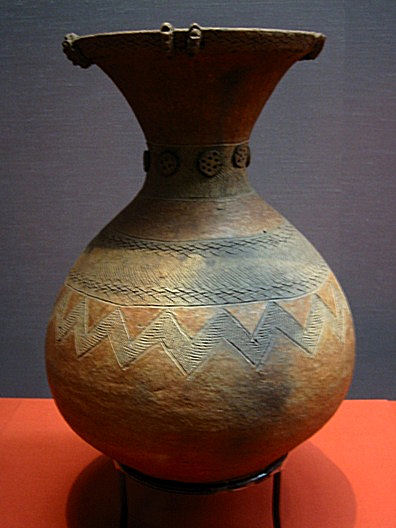
Vaso Yayoi procedente de Tokio.

Esta época supuso la implantación definitiva de la sociedad agrícola, que comportó la deforestación de amplias zonas del territorio. Esta transformación conllevó una evolución de la sociedad nipona en los terrenos tecnológico, cultural y social, con una mayor estratificación social y especialización del trabajo, y supuso el aumento de los conflictos bélicos. El archipiélago nipón estaba jalonado de pequeños estados formados en torno a clanes (uji), entre los que prevaleció el de Yamato, que dio origen a la familia imperial. Apareció entonces el sintoísmo, religión de corte mitológico que hacía descender al emperador de Amaterasu, la diosa del sol. Esta religión propició el sentido original de pureza y frescura del arte japonés, con predilección por los materiales puros, sin decorar, con un sentido de integración con la naturaleza (kami o supraconciencia). Desde el siglo I a. C. empezó a introducirse la civilización del continente, a causa de las relaciones con China y Corea.
La cultura Yayoi apareció en la isla de Kyūshū en torno al 400-300 a. C., pasando a Honshū, donde fue desplazando progresivamente a la cultura Jōmon. Durante este período se difundió un tipo de sepulturas de gran tamaño con cámara y túmulo ornamentado con cilindros de terracota con figuras humanas y de animales. Los poblados estaban cercados por zanjas, y aparecieron diversos utensilios relacionados con la agricultura (especialmente una herramienta de piedra en forma de media luna usada para la cosecha), así como diversas armas, como arcos y flechas con punta de piedra pulida. La cerámica se producía con torno, principalmente tarros de cuello ancho, botes con tapa, platos anchos, tazas con asas y botellas de cuello estrecho. Eran de superficie pulimentada, con decoración simple, principalmente de incisiones, punteados y serpentinas en zig-zag. La principal modalidad fue un vaso con forma de jarra denominado tsubo.
Destacó el trabajo con metales, principalmente el bronce, como las campanas denominadas dotaku, que servían de objetos ceremoniales, decoradas con espirales (ryusui) en forma de agua que fluye, o bien animales en relieve (principalmente ciervos, pájaros, insectos y anfibios), así como escenas de caza, pesca y trabajos agrícolas, especialmente los relacionados con el arroz. El ciervo parece ser que tenía una especial significación, quizá ligada con alguna divinidad: en muchos yacimientos se han encontrado multitud de omóplatos de ciervo con incisiones o marcas hechas con fuego, por lo que estaría ligado a algún tipo de ritual. Otros objetos decorativos hallados en yacimientos Yayoi son: espejos, espadas, diversos abalorios y magatama (piezas de jade y ágata en forma de anacardo, que servían de joyas de la fertilidad).

### Período Kofun(300-552)

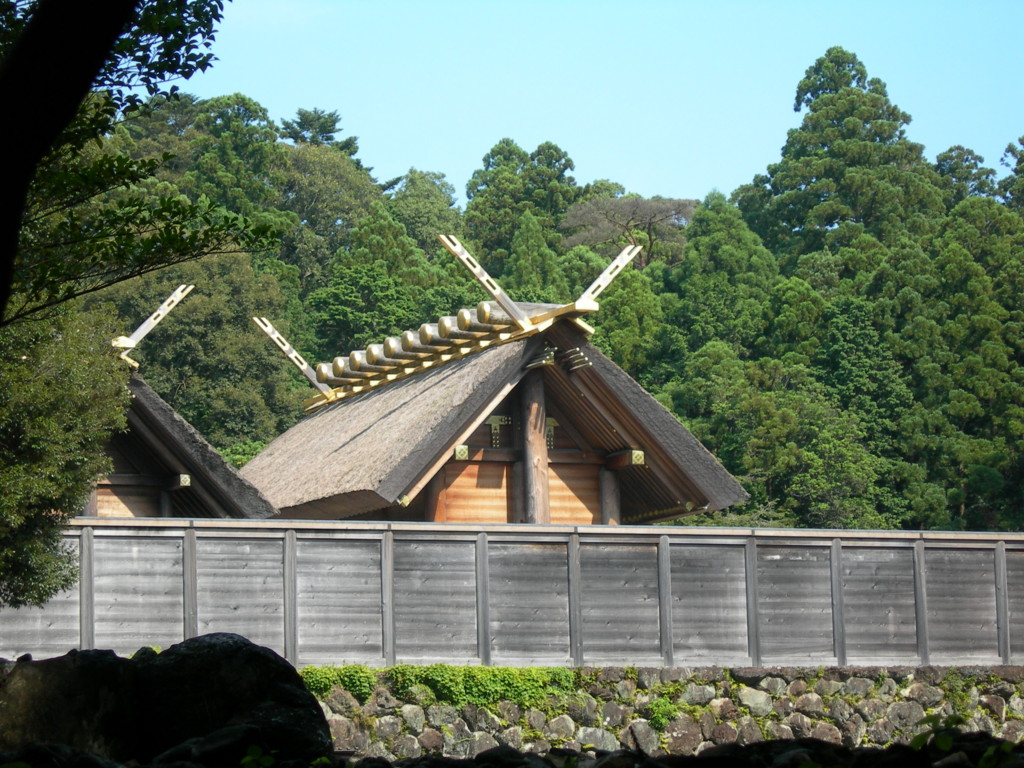
Vista del Naikū, la zona más sagrada del Santuario de Ise.

Esta era supuso la consolidación del estado central imperial, que controlaba los principales recursos, como el hierro y el oro. La arquitectura se desarrolló preferentemente en el terreno funerario, con unas características tumbas de cámara y de corredor llamadas kofun («tumba antigua»), sobre las que se elevaban túmulos de tierra de grandes proporciones. Destacan las grandes sepulturas de los emperadores Ōjin (346-395) y Nintoku (395-427), donde aparecieron diversas joyas, armas, sarcófagos de piedra o terracota, cerámica y unas figuras antropomórficas de terracota llamadas haniwa, formadas por un pedestal cilíndrico y un medio busto. Estas estatuillas eran de unos 60 centímetros, sin apenas expresión, tan solo unas hendiduras en los ojos y la boca, aunque constituyen una muestra de gran relevancia del arte de esta época. Según su vestimenta y utensilios se distinguen diversos oficios en estas figuras, como granjeros, soldados, sacerdotisas, cortesanas, músicos y bailarines. A finales de este período también aparecieron figurillas de animales, especialmente ciervos, perros, caballos, jabalís, gatos, pollos, ovejas y peces. Se han hallado gran variedad de armas (equipos de arqueros, coronas con joyas matagama, estribos de bronce), lo que denota la importancia del estamento militar en esta época, cuyos rasgos estilísticos están emparentados con la cultura Silla de Corea, al igual que un tipo de cerámica denominada Sueki, oscura y de gran finura, con accesorios tintineantes.

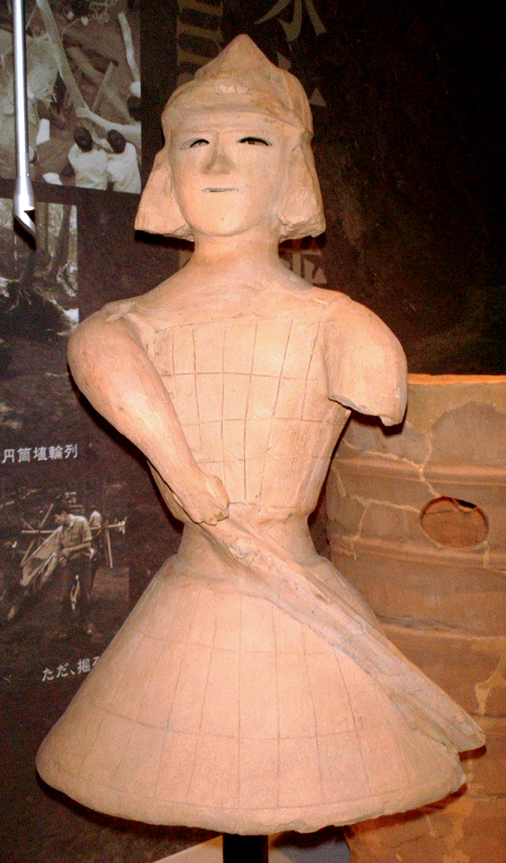
Haniwa de soldado (Funazuka Kofun).

La diferenciación social comportó el aislamiento de las clases dirigentes en recintos exclusivos dentro de las ciudades, como en Yoshinogari, para acabar segregándose definitivamente en recintos aislados como el de Mitsudera o los complejos palaciegos de Kansai, Ikaruga y Asuka-Itabuki. En cuanto a arquitectura religiosa, los primeros templos sintoístas (jinja) fueron en madera, sobre una plataforma elevada y paredes desnudas o tabiques corredizos, con pilares que sostienen el techo, que es inclinado. Uno de sus elementos característicos es el torii, arco de entrada que señala el acceso a un lugar sagrado. Cabe destacar el santuario de Ise, que se reconstruye cada veinte años desde el siglo VIII. Comprende dos complejos, el occidental (Naikū), dedicado a Amaterasu (diosa del sol), y el oriental (Gekū), dedicado a Toyouke no Ōmikami (diosa del vestido, el alimento, la vivienda, la agricultura y la industria), con un total de unos 125 santuarios. El edificio principal (Shoden) es de planta alzada y tejado a dos aguas, sobre nueve columnas, al que se accede por una escalera exterior. Es de estilo shinmeizukuri, que refleja el estilo Shintō tardío, previo a la llegada del budismo a Japón. El santuario es centro de peregrinación (o-ise-mairi), ya que, según la tradición, los practicantes del Shintō deben acudir al santuario al menos una vez en su vida.
Otro templo mítico de origen incierto es el Izumo Taisha, cerca de Matsue, fundado legendariamente por Amaterasu. Es de estilo taishazukuri, considerado el más antiguo entre los santuarios, caracterizado por la elevación del edificio sobre pilastras, con una escalinata como acceso principal, y acabados sencillos de madera sin pintura. Según las crónicas, el santuario original tenía una altura de 50 metros, pero debido a un incendio fue reconstruido con una altura de 25 metros. Sus edificios principales son el Honden («santuario interior») y el Haiden («santuario exterior»). A esta época pertenece igualmente el Kinpusen-ji, el templo principal del shugendō, una religión ascética que combina el sintoísmo, el budismo y creencias animistas. En su estructura destaca el templo principal o Zaōdō, que es la segunda construcción de madera más grande de Japón, solo superada por el Daibutsuden de Tōdai-ji; junto a la Puerta de Niō, ha sido catalogado como Tesoro Nacional de Japón.
En este período encontramos las primeras muestras de pintura, como en el enterramiento real de Ōtsuka y las tumbas en forma de dolmen de Kyūshū (siglos V-VI), decoradas con escenas de caza, guerra, caballos, pájaros y barcos, o bien con espirales y círculos concéntricos. Eran pinturas murales, elaboradas con rojo hematites, negro carbón, amarillo ocre, blanco caolín y verde clorito. Uno de los dibujos representativos de esta época es el llamado chokkomon, compuesto de líneas rectas y arcos trazados sobre diagonales o cruces, y presente en paredes de tumbas, sarcófagos, estatuas haniwa y espejos de bronce.

### Período Asuka(552-710)

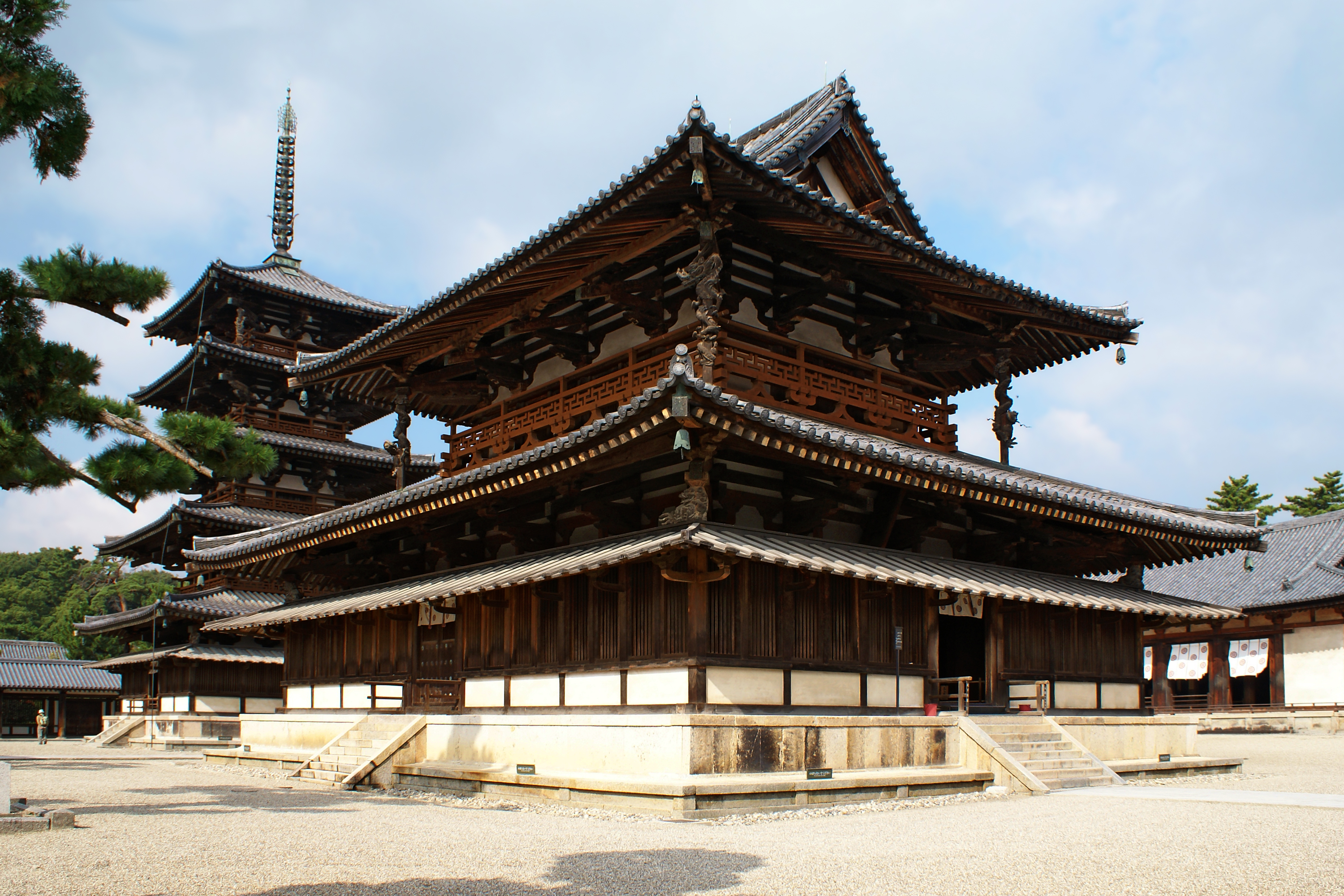
Templo de Hōryū-ji, en Nara.

El estado de Yamato forjó un reino centralizado siguiendo el modelo chino, plasmado en las leyes de Shōtoku-Taishi (604) y la Taika de 646. La llegada del budismo produjo en Japón un gran impacto a nivel artístico y estético, con fuerte influencia del arte chino. Fue especialmente fructuoso para el arte el gobierno del príncipe Shōtoku (573-621), que favoreció el budismo y la cultura en general. La arquitectura, en forma de templos y monasterios, se ha perdido en su mayoría, suponiendo la sustitución de las líneas sencillas sintoístas por la magnificencia proveniente del continente. Como edificio más destacable de este período hay que mencionar el templo de Hōryū-ji (607), representante del estilo Kudara (Paikche en Corea). Se construyó en el recinto del templo Wakakusadera, erigido por Shōtoku e incendiado por sus enemigos en 670. Construido con una planimetría axial, está formado por un conjunto de edificios donde destacan la pagoda (Tō), el Yumedomo («salón de los sueños») y el Kondō («salón dorado»). Es de estilo chino, utilizándose por vez primera un tejado de azulejos de cerámica. Otro ejemplo característico es el Santuario Itsukushima (593), construido sobre el agua, en el Mar Interior de Seto, destacando entre el conjunto de sus edificios el Gojūnotō («pagoda de los cinco niveles»), el Tahōtō («pagoda de los dos niveles») y varios honden (edificios con altares). Fue nombrado Patrimonio de la Humanidad en 1996.

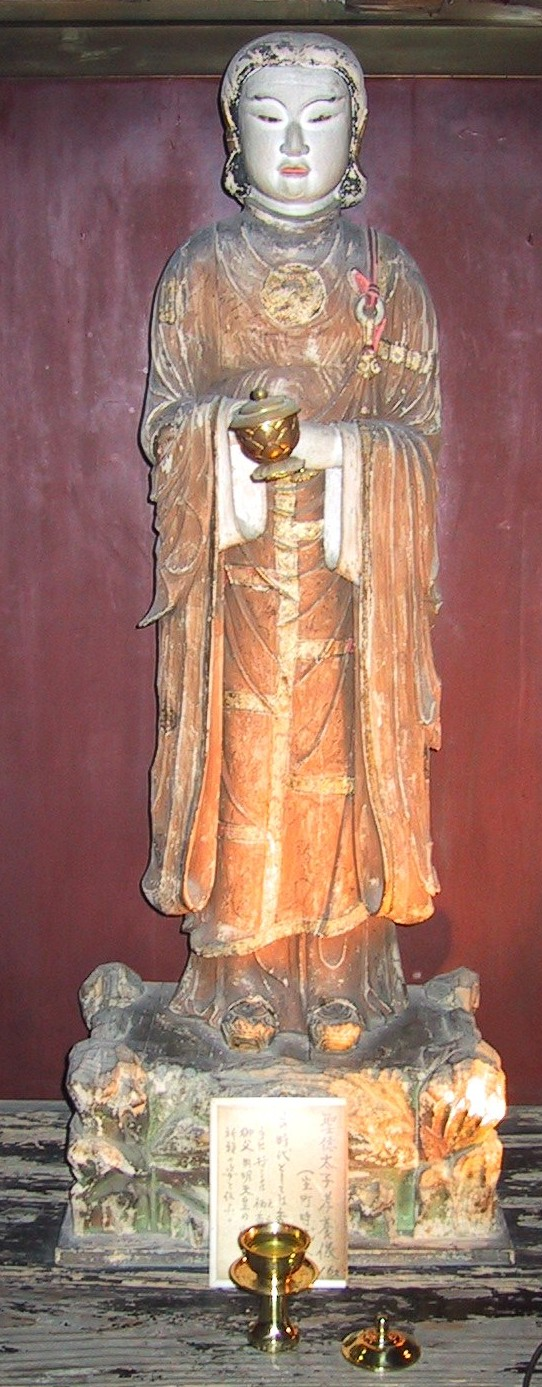
Estatua del príncipe Shōtoku en Asuka-dera (Nara).

La escultura, de tema budista, era en madera o bronce: las primeras imágenes de Buda fueron importadas del continente, pero luego se instalaron en Japón gran número de artistas chinos y coreanos. Proliferó la imagen de Kannon, nombre japonés del bodhisattva Avalokiteśvara (llamado Guanyin en chino), como el Bodhisattva Kannon, obra del coreano Tori; el Kannon situado en el Yumedomo del templo de Hōryū-ji; y el Kannon de Kudara (siglo VI), realizado por un artista desconocido. Otra obra de relevancia es la Tríada de Sâkyamuni (623), en bronce, obra de Tori Busshi instalada en el templo de Hōryū-ji. En general, eran obras de un estilo severo, anguloso y arcaizante, inspirado en el estilo coreano Koguryŏ, como se aprecia en la obra de Shiba Tori, que marcó el «estilo oficial» del período Asuka: Gran Buda Asuka (templo Hoko-ji, 606), Buda Yakushi (607), Kannon Guze (621), Tríada Shaka (623). Otro artista seguidor de este estilo fue Aya no Yamakuchi no Okuchi Atahi, autor de los Cuatro Guardianes Celestes (shitenno) del Salón Dorado de Hōryū-ji (645), que pese al aire arcaico presentan una evolución volumétrica en las formas más redondeadas, con rostros más expresivos.
La pintura seguía los patrones chinos, en tinta o pigmentos minerales sobre seda o papel, en rollos de pergamino o colgando de la pared. Denota un gran sentido del dibujo, con obras de gran originalidad, como el relicario de Tamamushi (Hōryū-ji), en madera de alcanfor y ciprés, con bandas de filigrana de bronce, presentando varias escenas en óleo sobre madera lacada, en una técnica denominada mitsuda-i procedente de Persia y relacionada con la pintura china de la dinastía Wei. En la base del relicario se muestra un jataka (relato sobre las vidas anteriores de Buda), que muestra al príncipe Mahasattva ofreciendo su propia carne a una tigresa hambrienta. En esta época empezó a cobrar relevancia la caligrafía, a la que se otorgó el mismo nivel de artisticidad que a las imágenes figurativas. También destacaron los tapices en seda, como el Mandala Tenjukoku dedicado a Shōtoku (622). La cerámica, que podía ser esmaltada o no, tuvo escasa producción local, valorándose más la de importación china.

### Período Nara(710-794)

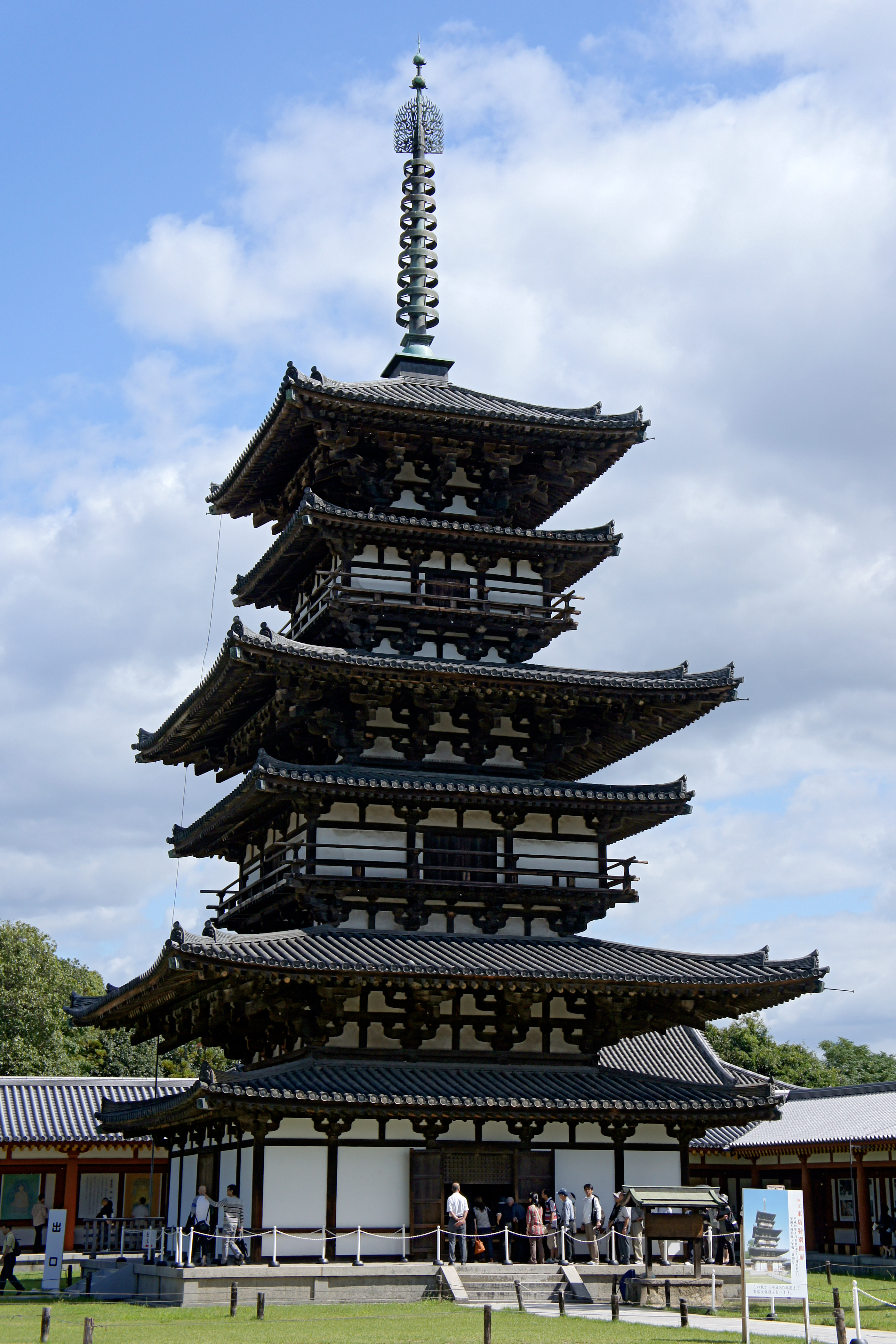
Pagoda del Este de Yakushi-ji, en Nara.

Durante este período se estableció la capital en Nara (710), primera capital fija del mikado. En esta época tuvo su apogeo el arte budista, continuando con gran intensidad la influencia china –los japoneses veían en el arte chino una armonía y perfección similares al gusto europeo por el arte clásico grecorromano–. Los escasos ejemplos de arquitectura de la época son construcciones de aire monumental, como la Pagoda del Este de Yakushi-ji, los templos de Tōshōdai-ji, Tōdai-ji y Kōfuku-ji, y el almacén imperial Shōso-in de Nara, que conserva multitud de objetos de arte de la época del emperador Shōmu (724-749), con obras procedentes de China, Persia y Asia central. La ciudad de Nara se construyó según una planimetría reticular, siguiendo el modelo de Chang'an, la capital de la dinastía Tang. Se otorgó igual importancia al palacio imperial que al monasterio principal, el Tōdai-ji (745-752), construido según un plano simétrico en un gran recinto con dos pagodas gemelas, y donde destaca el Daibutsuden, el «gran salón de Buda», con una gran estatua de bronce del Buda Vairocana (Dainichi en japonés), de 15 metros, donada por el emperador Shōmu en 743. Reconstruido en 1700, el Daibutsuden es el edificio de madera más grande del mundo. Otro importante recinto del templo es el Hokkedō («salón del loto», también llamado Sangatsudō, «salón del tercer mes»), que cuenta con otra magnífica estatua, el Kannon Fukukenjaku, un bodhisattva de ocho brazos realizado en laca, de cuatro metros de altura e influencia Tang, perceptible en la serenidad y placidez de los rasgos faciales.

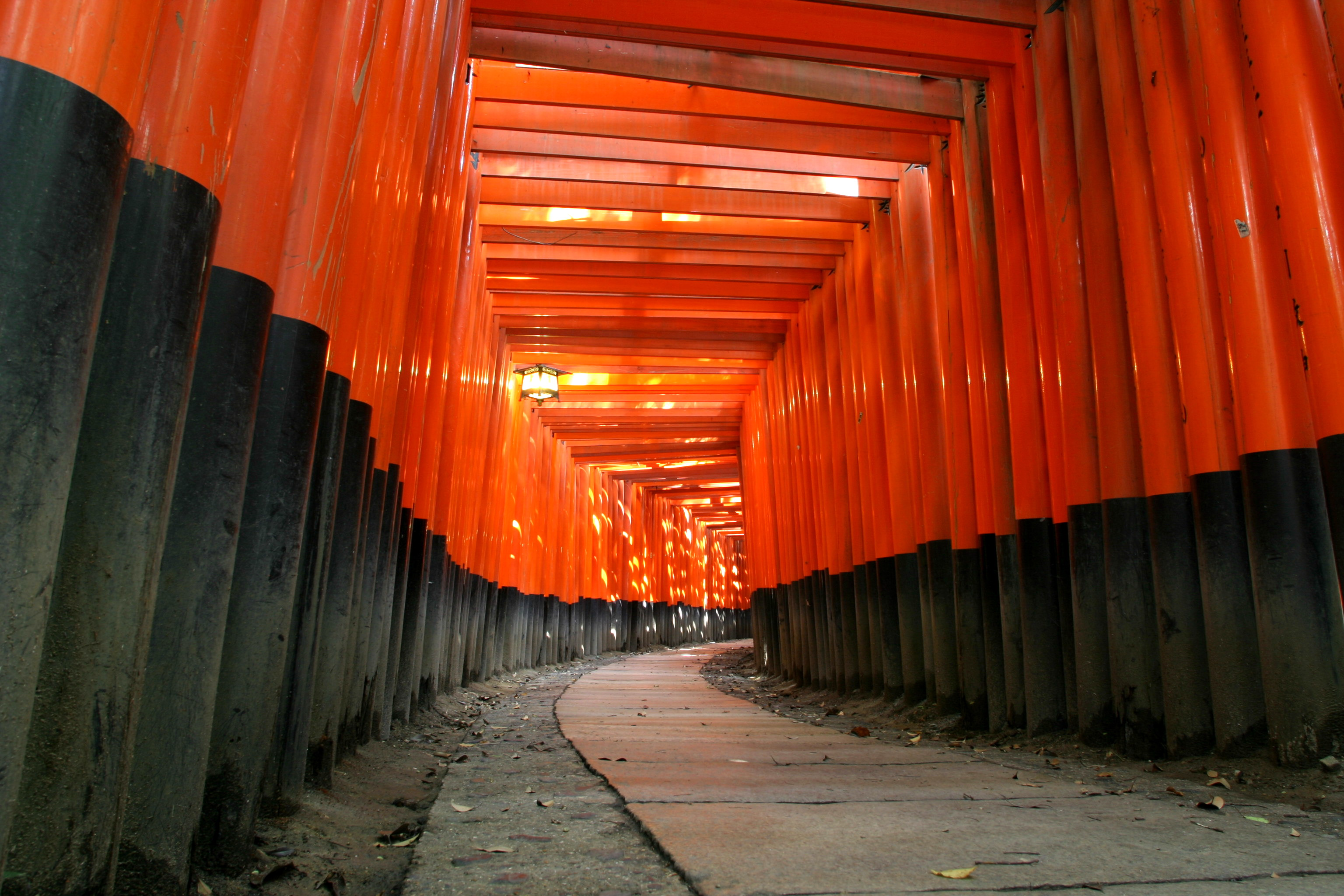
Santuario de Fushimi Inari-taisha (711), Fushimi-ku, Kioto, con sus característicos torii de color rojo.

En cambio, la Pagoda del Este de Yakushi-ji supuso el intento de los arquitectos japoneses de buscar un estilo propio, alejándose de la influencia china. Destaca por su verticalidad, con una alternancia de tejados de distinto tamaño, dándole la apariencia de un signo caligráfico. En su estructura destacan los aleros y balcones, formados por barras de madera entrelazadas, en colores blanco y marrón. En su interior alberga la imagen del Yakushi Nyorai («Buda de la Medicina»). Está inscrito como Patrimonio de la Humanidad bajo la denominación de Monumentos históricos de la antigua Nara. Igual grado de asimilación nacional tuvo el Tōshōdai-ji (759), que muestra un claro contraste entre el Kondō («salón dorado»), de una solidez, simetría y verticalidad de influencia china, y el Kodō («salón de conferencias»), de una mayor simplicidad y horizontalidad que denotan la tradición autóctona. Otro exponente fue el Kiyomizu-dera (778), cuyo edificio principal destaca por su enorme baranda, sostenida por cientos de pilares, que sobresale de la colina y ofrece impresionantes vistas de la ciudad de Kioto. Este templo fue uno de los candidatos en la lista a Nuevas Siete Maravillas del Mundo, aunque no salió elegido. Por su parte, el Rinnō-ji es famoso por el Sanbutsudō («Salón de los Tres Budas»), en donde se encuentran tres estatuas laminadas en oro de Amida, Senjūkannon (Kannon de los mil brazos) y Batōkannon (Kannon con cabeza de caballo). Como santuario sintoísta destacó el Fushimi Inari-taisha (711), dedicado al espíritu de Inari, especialmente conocido por los miles de toriis rojos que delimitan el camino por la colina en la cual se encuentra situado el santuario.

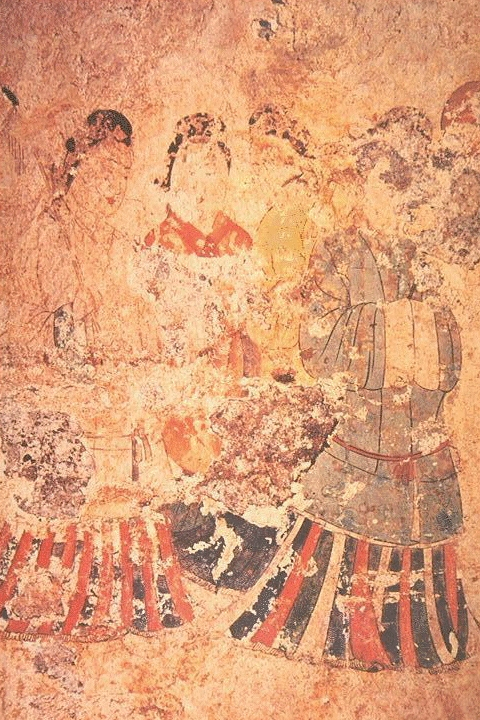
Pintura mural de la tumba Takamatsuzuka.

Obtuvo gran desarrollo en escultura la representación de Buda, con estatuas de gran belleza: Sho Kannon, Buda de Tachibana, Bodhisattva Gakko de Tōdai-ji. En el período Hakuhō (645-710), la destitución del clan Soga y el afianzamiento imperial comportó el fin de la influencia coreana y su sustitución por la china (dinastía Tang), produciéndose una serie de obras de mayor magnificencia y realismo, con formas más redondas y gráciles. Este cambio es perceptible en el grupo de estatuas de bronce dorado del Yakushi-ji, compuesto del Buda sedente (Yakushi) flanqueado de los bodhisattvas Nikko («Luz de Sol») y Gakko («Luz de Luna»), que muestran un mayor dinamismo en su postura de contrapposto, y una mayor expresividad facial. En cambio, en Hōryū-ji continuó el estilo Tori de origen coreano, como en el Kannon Yumegatai y la Tríada Amida del Relicario de la señora Tachibana. En el templo de Tōshōdai-ji se encuentra una tríada de estatuas de tamaño colosal, hechas de laca seca hueca, destacando el Buda Rushana central (759), de 3,4 metros de altura. Se encuentran también representaciones de espíritus guardianes (Meikira Taisho), reyes (Kamokuten), etc. Son obras en madera, bronce, arcilla cruda o laca seca, de gran realismo.
La pintura está representada por la decoración mural de Hōryū-ji (finales del siglo VII), como los frescos del Kondō, que muestran similitudes con los de Ajantā en la India. También surgieron diversas tipologías como el kakemono (‘pintura colgante’) y el emakimono (‘pintura en rollo’), historias pintadas en un rollo de papel o seda, con textos que explican las distintas escenas, llamados sutras. En el Shōso-in de Nara existe una serie de pinturas de tema profano, con diversos géneros y temáticas: plantas, animales, paisajes y objetos de metal. A mediados del período se puso de moda el estilo pictórico de la dinastía Tang, como se vislumbra en los murales de la tumba Takamatsuzuka, de alrededor del año 700. Por el decreto Taiho-ryo de 701 el oficio de pintor quedó regulado en gremios artesanales controlados por el Departamento de Pintores (edakumi-no-tuskasa), dependiente del Ministerio del Interior. Estos gremios eran los encargados de la decoración de palacios y templos, y su estructura perduró hasta la era Meiji. La cerámica evolucionó notablemente gracias a diversas técnicas importadas de China, como el empleo de colores brillantes aplicados sobre la arcilla.

### Período Heian(794-1185)

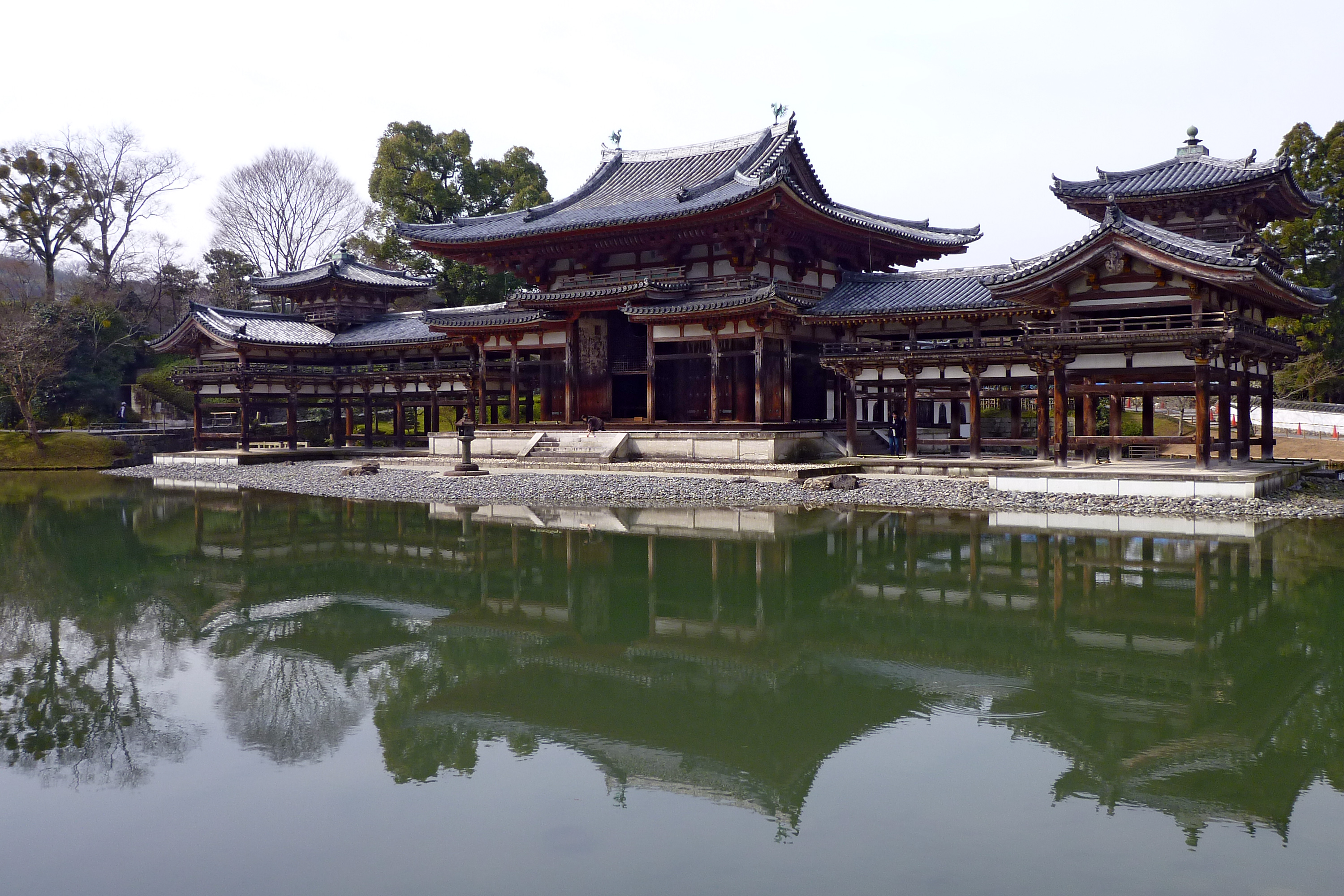
Templo de Byōdō-in, también llamado del Fénix, en Uji.

En este período se produjo el gobierno del clan Fujiwara, que implantó un estado centralizado inspirado en el gobierno chino, con capital en Heian (actual Kioto). Surgieron los grandes señores feudales (daimyō), y apareció la figura del samurái. En esta época surgió la escritura hiragana, que adaptó la caligrafía china al lenguaje polisilábico japonés, utilizando los caracteres chinos para los valores fonéticos de las sílabas. La ruptura de las relaciones con China produjo un arte más típicamente japonés, surgiendo junto al arte religioso un arte seglar que sería fiel reflejo del nacionalismo de la corte imperial. La iconografía budista tuvo un nuevo desarrollo con la importación de dos nuevas sectas del continente, Tendai y Shingon, basadas en el budismo tántrico tibetano, que incorporaron elementos sintoístas y produjeron un sincretismo religioso característico de esta época.
El Shingon era un tipo de budismo esotérico centrado en la relación entre materia y espíritu, que se reflejó en los mandalas, imágenes pictóricas o esculpidas que se centraban en el Diamante (mundo espiritual) y el Seno Materno (mundo material), así como representaciones del Dainichi Nyorai (el «Gran Sol»). Por su parte, el Tendai se centró en la salvación del hombre, con una cierta moralidad de origen confuciano y un gran sincretismo con la religión sintoísta. Otorgó gran relevancia al arte, llegándose a afirmar que el Tendai convertía «la religión en arte y el arte en religión». Uno de sus principales cultos fue al Paraíso Occidental de la Tierra Pura de Amida, del que se realizaron numerosas imágenes. Una de las que más prosperaron fue la imagen del raigo-zu, Buda transportando almas al Paraíso, que proliferó en numerosas pinturas, como el panel central del Tríptico de Amida en Hokkeji (Nara).
La arquitectura sufrió un cambio en la planta de los monasterios, que se erigían en lugares apartados, pensados para la meditación. Los templos más importantes son el Enryaku-ji (788), el Kongōbu-ji (816) y el santuario-pagoda de Murō-ji. El Enryaku-ji, situado en el entorno del monte Hiei, forma parte del conjunto de Monumentos históricos de la antigua Kioto, declarados Patrimonio de la Humanidad en 1994. Fue fundado en 788 por Saichō, que introdujo la secta budista Tendai en Japón. Enryaku-ji llegó a tener unos 3000 templos, y fue un enorme centro de poder en su época, siendo destruidos la mayoría de sus edificios por Oda Nobunaga en 1571. De la parte que sobrevivió destacan hoy día el Saitō («salón del oeste») y el Tōdō («salón del este»), donde se encuentra el Konpon chūdō, la construcción más representativa de Enryaku ji, donde se conserva una estatua de Buda esculpida por el propio Saichō, el Yakushi Nyorai.

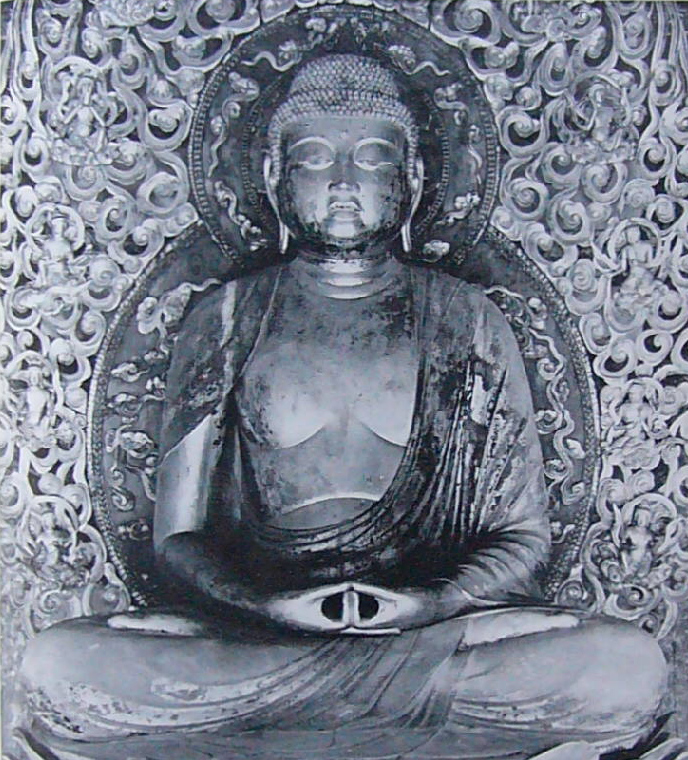
Amida Nyorai (hacia 1053), pan de oro y laca sobre madera, obra de Jōchō, en el monasterio de Byōdō-in.

En arquitectura civil destacó la construcción del Palacio Imperial, de puro estilo japonés. Durante el período Fujiwara (897-1185), el templo volvió a situarse en la ciudad, siendo centro de reunión de las clases dirigentes. La arquitectura religiosa imitó a la de los grandes palacios, con una decoración muy desarrollada, como en el monasterio de Byōdō-in –también llamado del Fénix–, en Uji (fundado en 1053). En este templo destaca el Hōōdō («Salón del Fénix»), situado al borde de un estanque que le proporciona una apariencia lírica y espiritual, con unas líneas dinámicas y elegantes donde destacan los tejados de esquinas curvilíneas, que otorgan un aire ascensional al conjunto. Este salón conserva una imagen del Buda Amida («Señor de la Luz Infinita), de 2,5 metros, en madera lacada, obra del maestro Jōchō.
La escultura sufrió un ligero descenso en comparación con las épocas anteriores. De nuevo destacan las representaciones de Buda (Nyoirin-Kannon; Yakushi Nyorai del templo de Jingo-ji en Kioto; Amida Nyorai en el monasterio de Byōdō-in), así como algunas diosas sintoístas (Kichijoten, diosa de la felicidad, equivalente de la Lakshmī india). La excesiva rigidez de la religión budista limitaba la espontaneidad del artista, que se veía circunscrito a rígidos cánones artísticos que mermaban su libertad creativa. Entre 859 y 877 se produjo el estilo Jogan, caracterizado por figuras de una severidad casi intimidatoria, con cierto aire introspectivo y misterioso, como el Shaka Nyorai de Murō-ji. Durante el período Fujiwara cobró preeminencia la escuela fundada por Jōchō en Byōdō-in, con un estilo más grácil y esbelto que la escultura Jogan, logrando unas perfectas proporciones anatómicas y un gran sentido del movimiento. El taller de Jōchō introdujo las técnicas yosegi y warihagi, consistentes en dividir la figura en dos bloques que posteriormente se unían para tallarlas, evitando así su posterior resquebrajamiento, uno de los principales problemas de las figuras de gran tamaño. Estas técnicas permitían igualmente un montaje en serie, y se desarrollaron con gran éxito en la escuela Kei del período Kamakura.

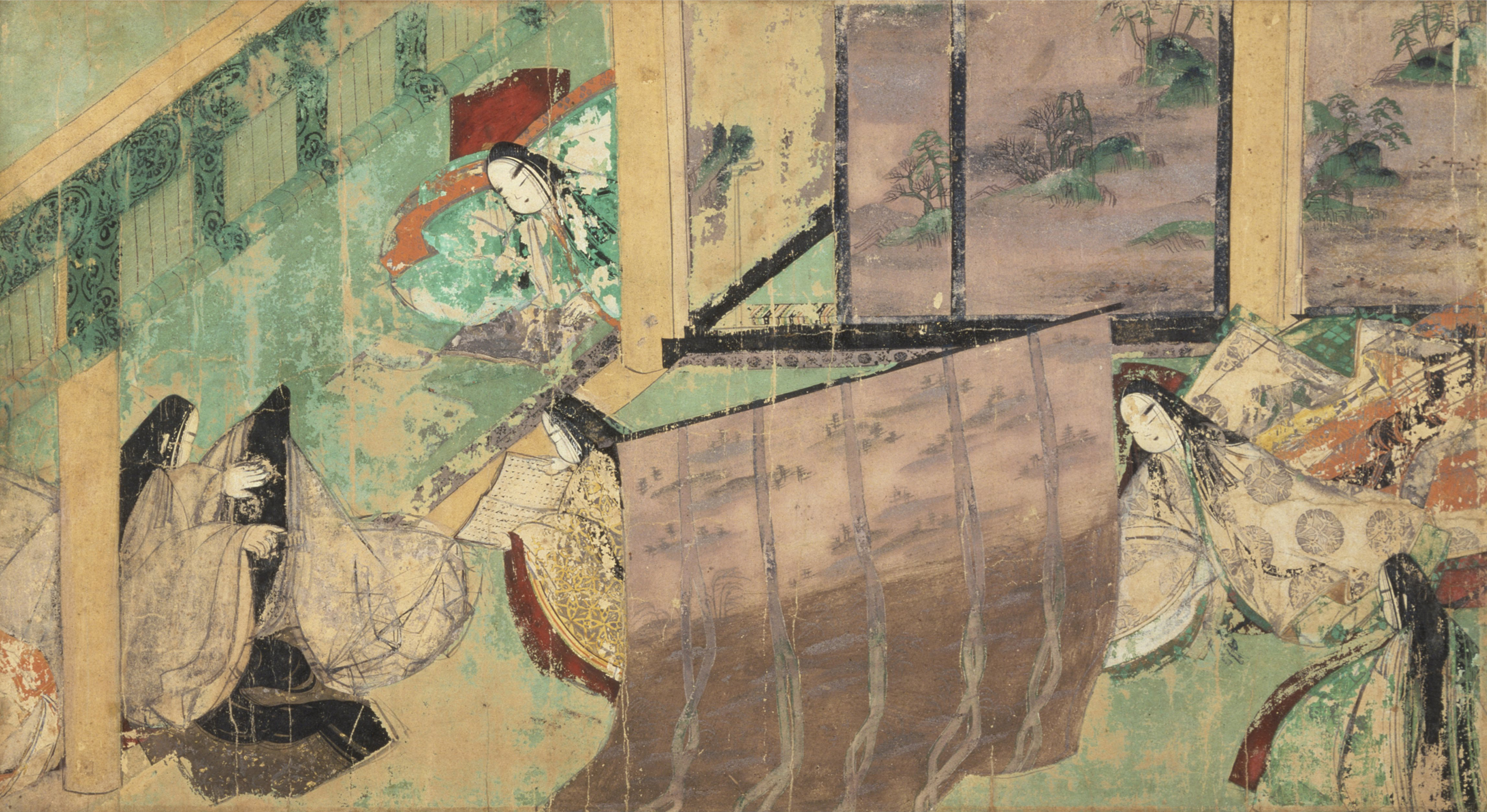
Escena del Genji Monogatari.

La pintura al inicio de este período estaba poco desarrollada, con poca libertad creativa y ausencia del concepto de espacio. La aparición de la escuela de yamato-e («pintura japonesa») supuso la independencia de la pintura japonesa de la influencia china. Se caracteriza por su armonía y su concepción diáfana y luminosa, con colores vivos y brillantes, líneas simples y decoración geométrica. Las obras principales se encuentran en los monasterios budistas (Byōdō-in, Kongōbu-ji). Son de remarcar los murales del Salón del Fénix del Byōdō-in, cuyos paisajes sintetizan por primera vez el gusto estético más propiamente japonés, con su sentido de melancólica emotividad. Se sustituyen los elementos típicos chinos por otros de gusto nipón, como los cerezos en flor en vez de los ciruelos nevados de moda en la pintura Tang, o los arrozales en vez de las elevadas cumbres montañosas chinas. Junto a otros elementos como glicinas, orquídeas, peonías, bambú, la luna, la niebla, el mar, la lluvia, etc, se creó en esta época la más típica imaginería paisajística japonesa. Igualmente, la composición asimétrica, el espacio vacío, el ambiente etéreo, el movimiento ondulado, los detalles anecdóticos, la aplicación del color más por manchas que en pinceladas, el carácter lírico y emotivo del conjunto serán típicos de la pintura japonesa, tanto mural como en grabados y biombos. Pese a ello, la influencia china continuó en edificios públicos y oficiales, ya que estaba ligada al prestigio funcionarial. Denominada kara-e, la pintura china prosperó en el círculo imperial, como se percibe en obras como el Biombo de los sabios y el Biombo del lago Kunming.
La pintura yamato-e se desarrolló notablemente en los rollos manuscritos denominados emaki, que conjugaban las escenas pictóricas con la elegante caligrafía katakana. Estos rollos narraban pasajes históricos o literarios, como la Historia de Genji, novela de finales del siglo X de Murasaki Shikibu. Mientras que el texto era obra de reputados calígrafos, las imágenes fueron ejecutadas generalmente por cortesanas de la corte, como Ki no Tsubone y Nagato no Tsubone, suponiendo una muestra de estética femenina que tendría gran relevancia en el arte japonés. Surgió entonces una distinción entre pintura femenina (onna-e) y masculina (otoko-e), que marcaba una distinción perceptible entre el mundo público, considerado masculino –cuyo arte mantenía la influencia china– y el privado, de carácter femenino y estética más propiamente nipona. En onna-e, además de la Historia de Genji, destacó el Heike Nogyo (Sūtra del loto), encargado por el clan Taira para el Santuario Itsukushima, con un total de 33 rollos sobre la salvación de las almas pregonada por el budismo. El otoko-e era más narrativo y enérgico que el onna-e, más lleno de acción, con más realismo y movimiento, como en los rollos Shigisan Engi, sobre los milagros del monje Myoren; el Ban Danaigon E-kotoba, sobre una guerra de clanes rivales en el siglo IX; y el Chōjugiga, escenas de animales de signo caricaturesco y tono satírico, criticando a la aristocracia.
En esta época, la cerámica no tuvo una especial relevancia, destacando en cambio las obras en laca –generalmente cajas para cosméticos– y los objetos de metal, donde destacan los espejos. En laca surgió la técnica maki-e, consistente en espolvorear polvo de colores, oro y plata sobre la laca húmeda, creando dibujos de gran finura y sutil tonalidad. A veces incluía incrustaciones de nácar (raden). También adquirieron relevancia los abanicos, decorados con textos de los sutras budistas y con escenas de género.

### Período Kamakura(1185-1392)

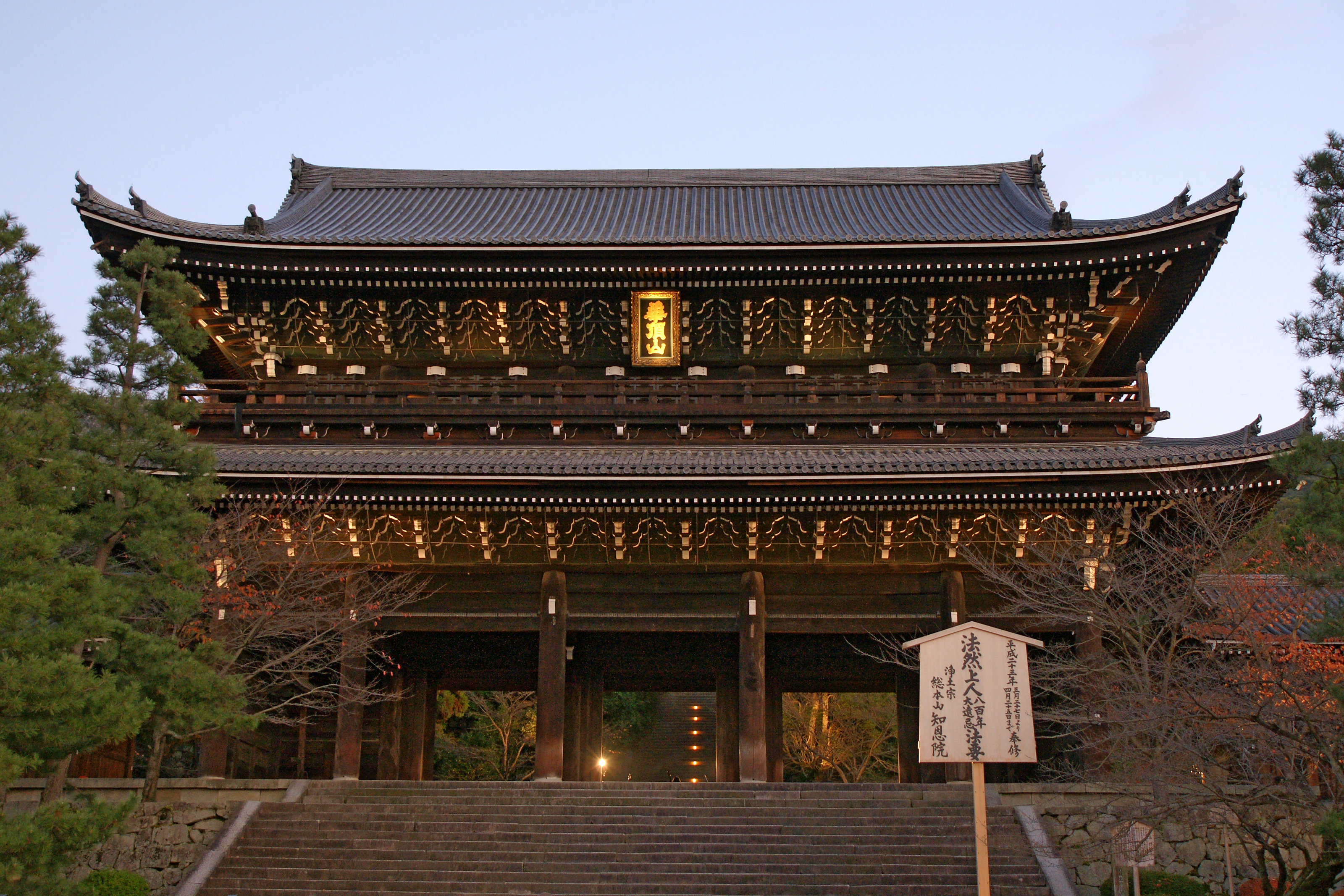
Puerta Sanmon del Chion-in, Kioto (Tesoro Nacional de Japón).

Tras diversas disputas entre los clanes feudales, se impuso el de los Minamoto, que instauraron el shogunato, un tipo de gobierno de corte militar. En esta época se introdujo en Japón la secta zen, que influiría poderosamente en el arte figurativo. La arquitectura era más sencilla, funcional, menos lujosa y recargada. La influencia zen provocó el llamado estilo Kara-yo: los monasterios zen seguían la planimetría axial china, aunque el edificio principal no era el templo, sino la sala de lectura, y el lugar de honor no lo ocupaba una estatua de Buda, sino un pequeño trono donde el abad enseñaba a sus discípulos. Destacan el conjunto de cinco grandes templos de Sanjūsangen-dō, en Kioto (1266), así como los monasterios Kennin-ji (1202) y Tōfuku-ji (1243) en Kioto, y Kenchō-ji (1253) y Engaku-ji (1282) en Kamakura. El Kōtoku-in (1252) es famoso por su estatua de bronce del Buda Amida, de 13 metros de alto y un peso de 93 toneladas, siendo el segundo Buda más grande en Japón después del de Tōdai-ji. En 1234 se construyó el templo de Chion-in, sede del budismo Jōdo shū («Secta de la Tierra Pura»), que destaca por su colosal puerta principal (Sanmon), que es la estructura más grande de su tipo en Japón. Uno de los últimos exponentes de este período fue el Hongan-ji (1321), formado por dos templos principales: el Nishi Hongan-ji, que incluye los salones Goei-dō («salón del fundador») y Amida-dō («salón del Buda»), junto a un pabellón de té y dos escenarios de teatro nō, uno de los cuales presume de ser el más viejo que se conserva; y el Higashi Hongan-ji, donde se encuentra el famoso el jardín de Shosei-en.

Estatua de bronce del Buda Amida en el templo Kōtoku-in, Kamakura (1252).

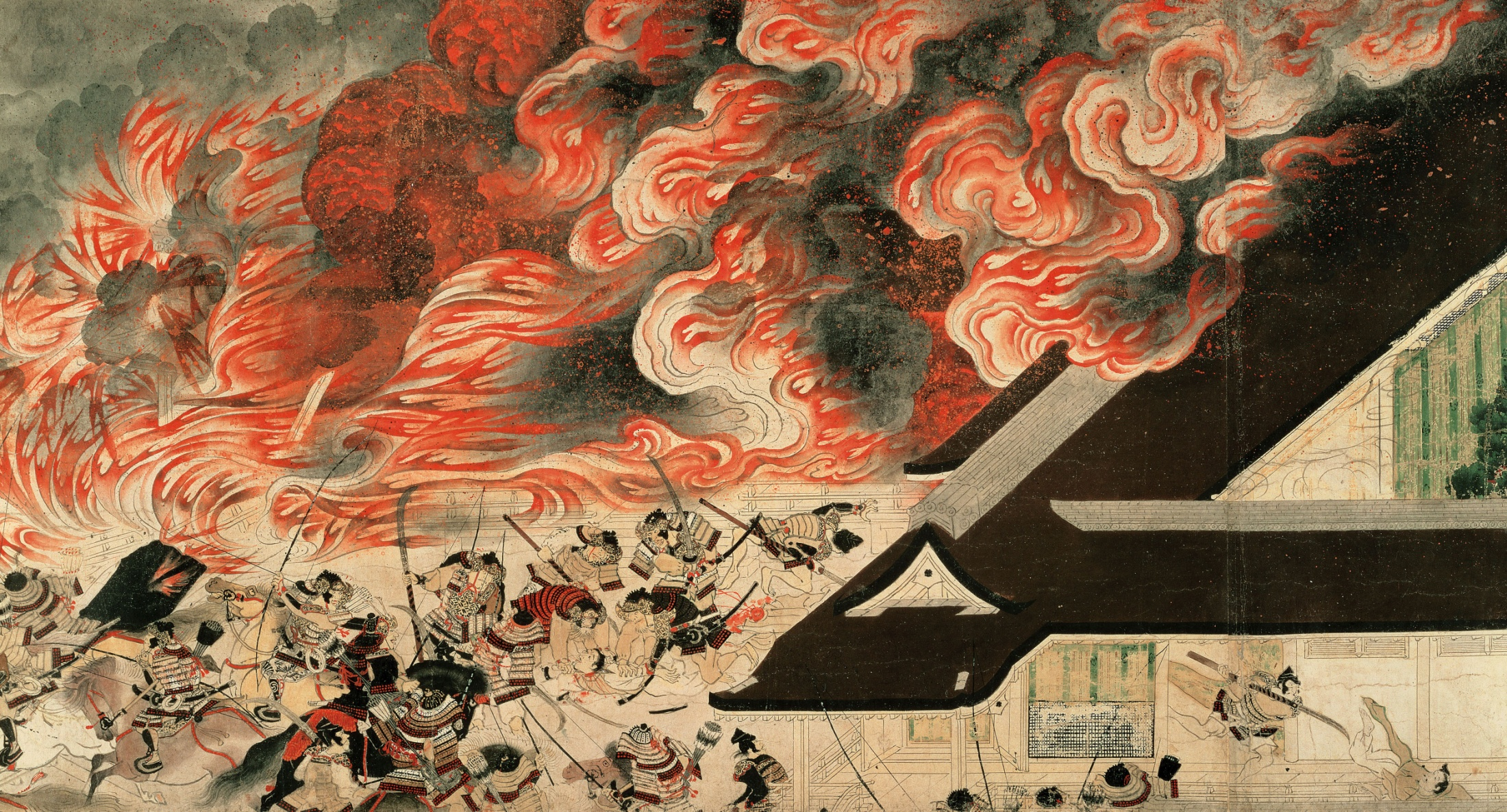
Rollo con descripciones del ataque nocturno al palacio Sanjō, detalle de los Rollos ilustrados de los sucesos de la era Heiji (siglo XIII), anónimo, Museum of Fine Arts, Boston.

La escultura adquirió gran realismo, encontrando el artista mayor libertad creativa, como se denota en los retratos de nobles y militares, como el de Uesugi Shigefusa (de artista anónimo), un militar del siglo XIV. Las obras zen se centraron en la representación de sus maestros, en un tipo de estatua llamada chinzo, como la del maestro Muji Ichien (1312, de autor anónimo), en madera policromada, que representa al maestro zen sentado en un trono, en actitud de relajada meditación. Cobró especial importancia por la calidad de sus obras la escuela Kei de Nara, heredera de la escuela Jōchō del período Heian, donde destacó el escultor Unkei, autor de las estatuas de los monjes Muchaku y Seshin (Kōfuku-ji de Nara), así como imágenes de los Kongo Rikishi (espíritus guardianes), como las dos colosales estatuas situadas en la entrada del templo Tōdai-ji (1199), de 8 metros de altura. El estilo de Unkei, influido por la escultura china de la dinastía Song,  era de gran realismo, captando a la vez el más detallado estudio fisonómico con la expresión emotiva y la espiritualidad interior del individuo retratado. Se llegó incluso a incrustar cristales oscuros en los ojos, para dar mayor expresividad. La obra de Unkei supuso el inicio del retratismo japonés. Continuó su obra su hijo Tankei, autor del Kannon Senju para el Sanjūsangen-dō.
La pintura se caracterizó por un mayor realismo y por su introspección psicológica. Se desarrolló principalmente el paisajismo (La catarata de Nachi) y el retratismo (El monje Myoe en contemplación, de Enichi-bo Jonin; conjunto de retratos del templo Jingo-ji de Kioto, obra de Fujiwara Takanobu; retrato del emperador Hanazono, de Fujiwara Gōshin). Continuó el estilo yamato-e y la pintura narrativa en rollos, algunos de hasta 9 metros de longitud. Estos rollos reflejaban aspectos de la vida cotidiana, escenas urbanas o rurales, o bien ilustraban acontecimientos históricos, como la guerra de 1159 en Kioto entre ramas rivales de la familia imperial. Se presentaban en escenas sucesivas, siguiendo un orden narrativo, con una panorámica elevada, como a vista de pájaro. Destacan los Rollos ilustrados de los sucesos de la era Heiji (Heiji monogatari) y los rollos Kegon Engi, de Enichi-bo Jonin.  La pintura relacionada con la secta zen era de influencia más directamente china, trazada en sencillas líneas de tinta china siguiendo la máxima zen de que «demasiados colores ciegan la visión».
En esta época se inició la producción de la que sería la cerámica más típicamente japonesa, destacando la figura de Toshiro. Creció la artesanía destinada a la vida militar, especialmente armaduras y espadas (katana) confeccionadas con dos capas de hierro y acero sometidas a ignición e inmersión, con una característica marca templada al vapor denominada ni-e.

### Período Muromachi(1392-1573)

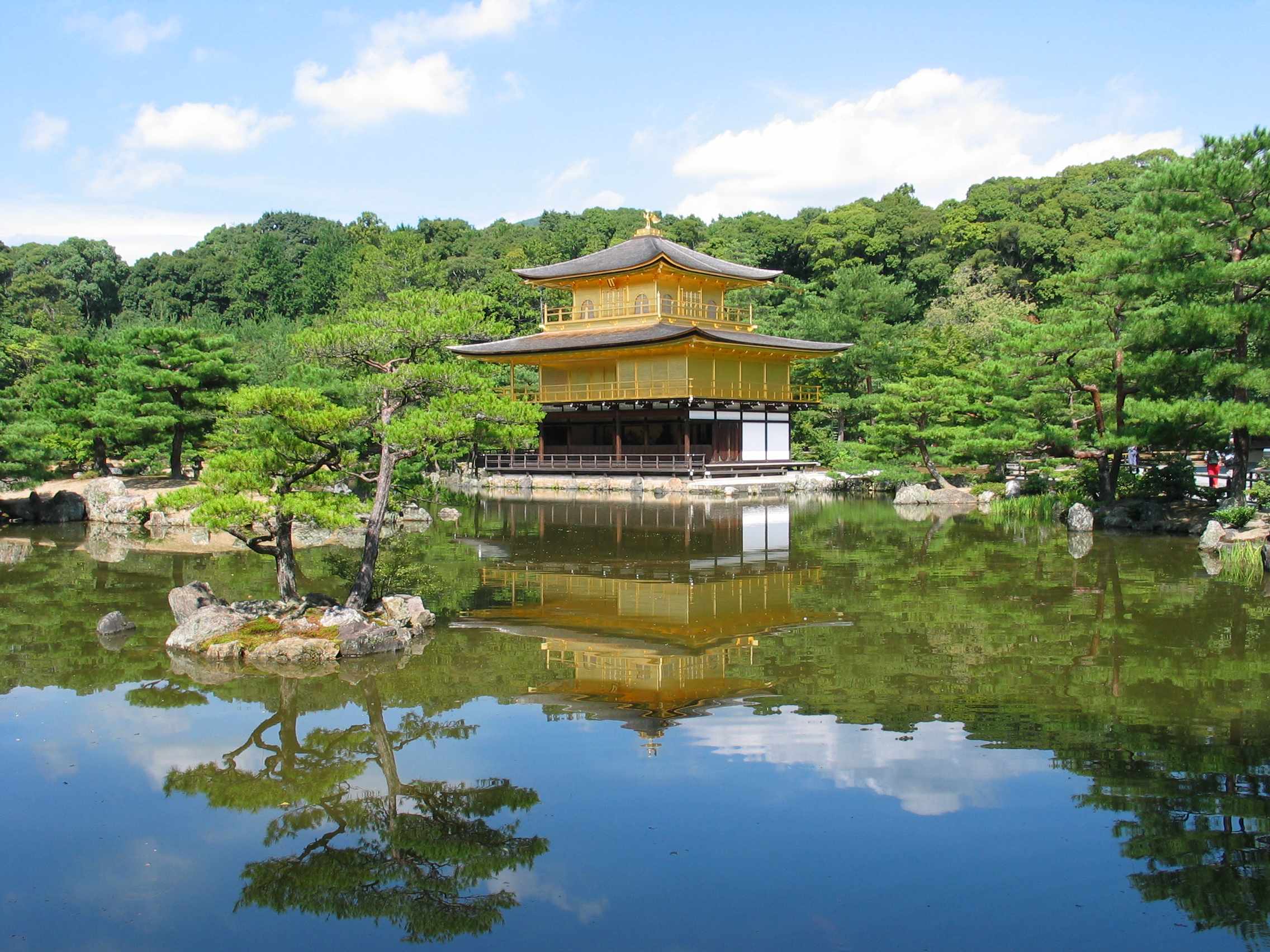
Templo de Kinkaku-ji, Kioto 1397.

Durante este periodo el shōgunato fue ostentado por los Ashikaga, cuyas luchas internas favorecieron el creciente poder de los daimyō, que se repartieron el territorio. La arquitectura era más elegante y típicamente japonesa, destacando las mansiones señoriales, monasterios como el de Zuiho-ji, y templos como los de Shōkoku-ji (1382), Kinkaku-ji o Pabellón de Oro (1397) y Ginkaku-ji o Pabellón de Plata (1489), en Kioto. El Kinkaku-ji fue construido como villa de descanso del shōgun Ashikaga Yoshimitsu, como parte de su propiedad llamada Kitayama. Su hijo transformó el edificio en un templo de la secta Rinzai. Es un edificio de tres plantas, con las dos superiores recubiertas con hojas de oro puro. El pabellón funciona como un shariden, guardando las reliquias de Buda. También contiene varias estatuas de Buda y figuras de bodhisattvas, y en el techo está ubicado un fenghuang o «fénix chino» dorado. También posee un magnífico jardín adyacente, con un estanque llamado Kyōko-chi («espejo de agua»), con numerosas islas y piedras que representan la historia de la creación budista. Por su parte, el Ginkaku-ji fue construido por el shōgun Ashikaga Yoshimasa, quien buscaba emular el Kinkaku-ji construido por su abuelo Yoshimitsu, pero lamentablemente no pudo recubrir el edificio con plata tal y como lo había planeado. También es característica de la arquitectura de esta época la aparición del tokonoma, habitación reservada a la contemplación de una pintura o un arreglo floral, en consonancia con la estética zen. De igual forma, se introdujo el tatami, un tipo de alfombra confeccionada con paja de arroz, que hizo más agradable el interior de la vivienda japonesa.

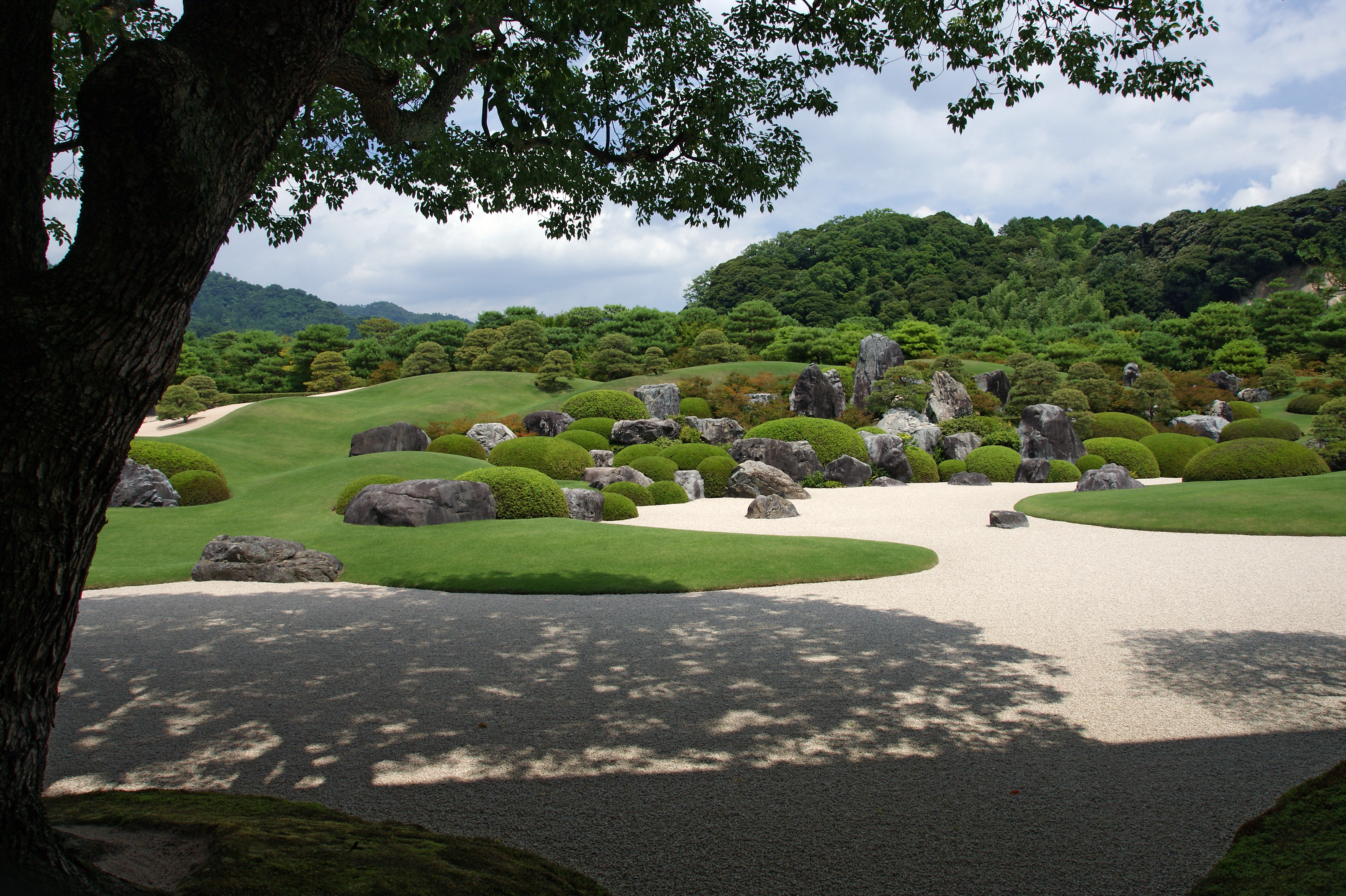
Jardín japonés del Museo de Adachi.

En esta época se desarrolló notablemente el arte de la jardinería, sentando las bases artísticas y estéticas del jardín japonés. Surgieron dos principales modalidades: tsukiyama, alrededor de una colina y un lago; y hiraniwa, jardín plano de arena rastrillada, con piedras, árboles y pozos. La vegetación más habitual consiste en bambú y diversos géneros de flores y árboles, ya sean de hoja perenne, como el pino negro japonés, o de hoja caduca, como el arce japonés, siendo igualmente valorados elementos como helechos y musgos. Otro elemento típico de la jardinería y el interiorismo es el bonsái. A menudo los jardines incluyen un lago o estanque, diversos tipos de pabellones (generalmente para la ceremonia del té) y linternas de piedra. Uno de los rasgos típicos del jardín japonés –como en el resto de su arte– es el aspecto imperfecto, inacabado, asimétrico. Hay diversos tipos de jardines: de «paseo», que se contemplan caminando por un sendero o en torno a un estanque; de «aposento», que se disfrutan desde un lugar fijo, generalmente un pabellón o cabaña tipo machiya; de «té» (rōji), alrededor de un camino que conduce a la casa de té, con baldosas o piedras para marcar el camino; y de «contemplación» (karesansui, «paisaje de montaña y agua»), que es el más típico jardín zen, que se contempla desde una plataforma ubicada en los monasterios zen. Un buen ejemplo es el denominado Paisaje sin agua del jardín de Ryōan-ji, en Kioto, obra del pintor y poeta Sōami (1480), que representa un mar –hecho con arena rastrillada– plagado de islas –que son rocas–, elaborando un conjunto que aúna realidad e ilusión y que invita a la quietud y la reflexión.
También floreció la pintura, enmarcada dentro de la estética zen, que recibió la influencia china de las dinastías Yuan y Ming, reflejada principalmente en el decorativismo. Se introdujo la técnica de la aguada, perfecta trascripción de la doctrina zen, que pretende reflejar en los paisajes lo que significan, más que lo que representan. Surgió la figura del bunjinso, el «monje intelectual» creador de sus propias obras, estudiosos y seguidores de las técnicas chinas en tinta monocroma, en pinceladas breves y difusas, que reflejaron en sus obras elementos naturales como pinos, juncos, orquídeas, bambúes, rocas, árboles, pájaros y figuras humanas inmersas en la naturaleza, en actitud de meditación. Algunos de estos monjes-artistas fueron: Mokuan Reien, Gyokuen Bompo, Ue Gukei, etc.

Vista de Ama-no-hashidate, de Sesshū Tōyō.

En Japón, esta técnica con tinta china recibió el nombre de sumi-e. Basado en los siete principios estéticos del zen (véase el apartado Teoría y estética), el sumi-e («pintura a tinta») pretendía reflejar las más intensas emociones interiores por medio de la sencillez y la elegancia, en líneas simples y modestas que trascienden su aspecto externo para significar un estado de comunión con la naturaleza. Para los monjes zen, el sumi-e era una vía (dō) para buscar la paz interior, la realización espiritual. Las propiedades tonales de la tinta, sutiles y difusas, permitían al artista captar la esencia de las cosas, en una impresión sencilla y natural, pero a la vez profunda y trascendente. Es un arte espontáneo y de rápida ejecución, imposible de retocar, hecho que lo vincula con la vida, donde es imposible volver al pasado. Cada pincelada expresa la energía vital (ki), ya que es un acto de creación, donde se pone el espíritu en acción, y donde importa más el proceso que no el resultado.
Los principales artistas del sumi-e fueron: Muto Shui, Josetsu, Shūbun, Sesson Shukei y, sobre todo, Sesshū Tōyō, autor de retratos y paisajes, primer artista que pintó del natural. Sesshū era un gaso, un monje-pintor, que viajó a China entre 1467 y 1469, donde estudió el arte y el paisaje natural. Sus paisajes están compuestos por estructuras lineales, iluminados por una luz súbita que refleja el concepto zen del instante trascendental. Son paisajes con presencia de elementos anecdóticos, como templos en la lejanía o pequeñas figuras humanas, enmarcados en parajes recónditos como acantilados.
Surgió igualmente un nuevo género de pintura-poema, el shigajiku, donde un paisaje ilustra un poema de inspiración naturalista. Cabe mencionar también la escuela Kanō, fundada por Kanō Masanobu, que aplicó la técnica de la aguada a temas tradicionales, ilustrando de esta manera temas sagrados, nacionales y paisajes. La aguada también se aplicó en biombos y en paneles pintados en las puertas correderas fusuma, características del interiorismo japonés. En cerámica destacó la escuela de Seto, siendo la tipología más popular el llamado temmoku. También son muestras remarcables de esta época los objetos de laca y metal.

### Período Azuchi-Momoyama(1573-1603)

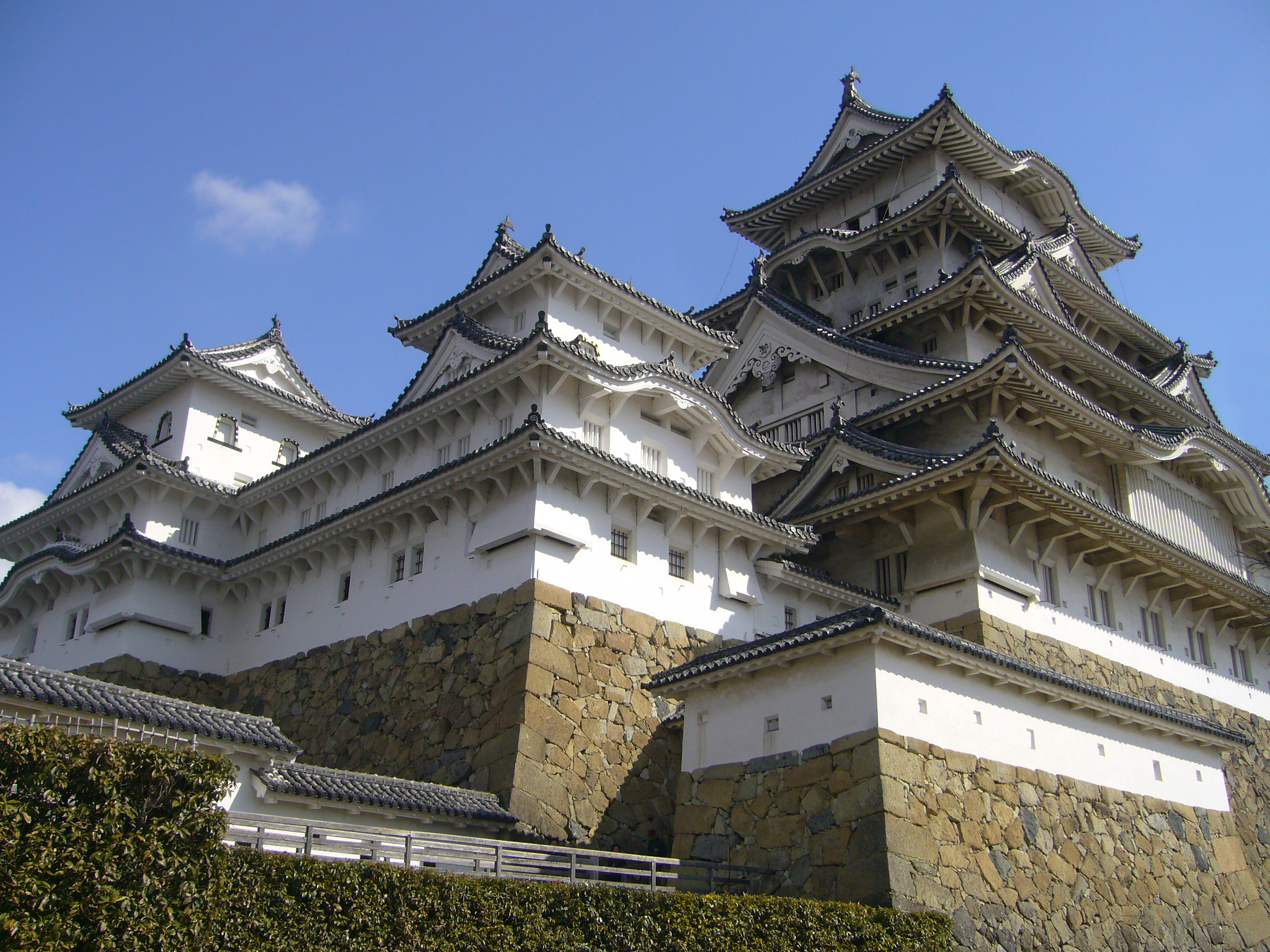
Castillo Himeji, Himeji (1601-1608).

En esta época Japón fue de nuevo unificado por Oda Nobunaga, Toyotomi Hideyoshi y Tokugawa Ieyasu, que eliminaron a los daimyō y se sucedieron en el poder. Su mandato coincidió con la llegada de comerciantes portugueses y de misioneros jesuitas, que introdujeron el cristianismo en el país, aunque llegando solo a una minoría. La producción artística de esta época se alejó de la estética budista, remarcando los valores tradicionales japoneses, con un estilo grandilocuente. La invasión de Corea en 1592 comportó el traslado forzoso de numerosos artistas coreanos a Japón, instalados en centros productores de cerámica aislados del resto. Asimismo, durante este período se recibieron las primeras influencias de Occidente, reflejadas en el estilo Nanban («bárbaros del sur», nombre dado a los europeos), desarrollado en la escultura miniaturista, de tema profano, objetos decorativos en porcelana y biombos decorados en estilo yamato-e, con colores brillantes y pan de oro, en escenas que narran la llegada de los europeos a las costas japonesas. La influencia occidental introdujo la pintura al óleo y el uso de la perspectiva, aunque en general no tuvieron mucho éxito en el arte tradicional japonés.
En arquitectura destacó la construcción de grandes castillos (shiro), que fueron fortificados por la introducción en Japón de armas de fuego de origen occidental. Buenas muestras de ello son los castillos de Himeji, Azuchi, Matsumoto, Nijō y Fushimi-Momoyama. El castillo de Himeji, una de las principales construcciones de la época, combina unas macizas fortificaciones con la elegancia de una estructura de aspecto vertical, en cinco pisos construidos en madera y yeso, con tejados de suaves formas curvilíneas similares a los de los tradicionales templos japoneses. También proliferaron las villas rústicas para la ceremonia del té, compuestas de pequeñas villas o palacios y amplios jardines,  y se construyeron en algunas ciudades teatros de madera para las representaciones de kabuki.

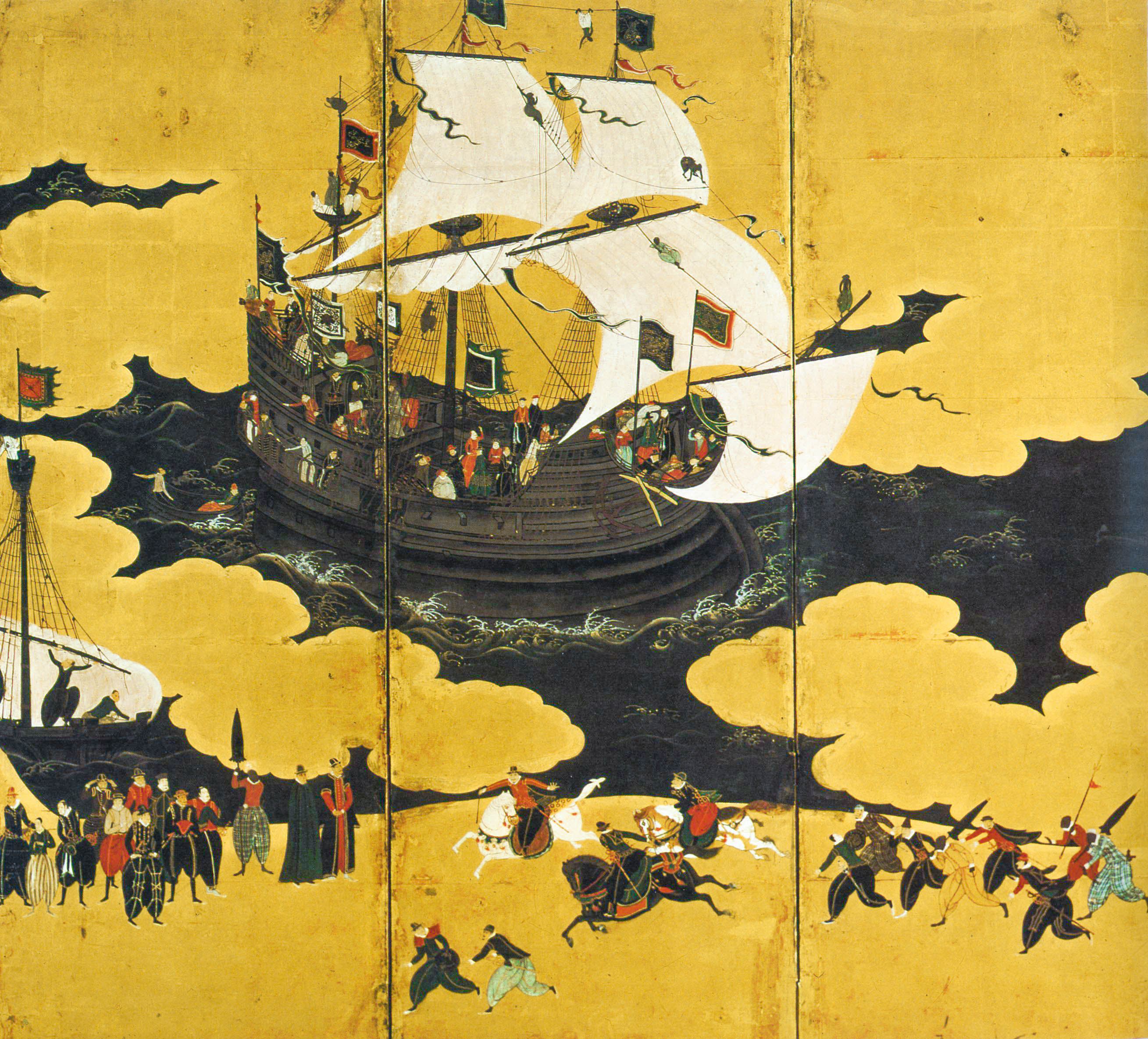
La llegada de los portugueses, de Kanō Naizen, Kōbe Shiritsu Nanban Bijutsukan, Kōbe.

En pintura, la escuela Kanō recibió la mayoría de encargos oficiales, desarrollando la pintura mural de los principales castillos japoneses. Figuras destacadas son los nombres de Kanō Eitoku y Kanō Sanraku. Para los castillos, con poca iluminación debido a sus estrechas aberturas defensivas, se creó un tipo de mamparas con fondo dorado que reflejaban la luz y la esparcían por toda la estancia, con grandes murales decorados con escenas heroicas, animales como tigres y dragones, o bien paisajes con presencia de jardines, estanques y puentes, o sobre las cuatro estaciones, un tema bastante frecuente en la época. Continuó el estilo yamato-e principalmente entre la clase burguesa, representada por la escuela Tosa, que continuó la tradición épica japonesa de escenas históricas y paisajes, destacando las figuras de Tosa Mitsuyoshi y Tosa Mitsunori. También se desarrolló notablemente la pintura en biombos, generalmente en tintas aguadas, siguiendo el estilo sumi-e, como se aprecia en la obra de Hasegawa Tōhaku (Bosque de pinos) y Kaihō Yūshō (Pino y ciruelo a la luz de la luna). Destacó igualmente la figura de Tawaraya Sōtatsu, autor de obras de gran dinamismo, en rollos manuscritos, biombos y abanicos. Creó un estilo lírico y decorativo inspirado en la escritura waka de la época Heian, que fue llamado rinpa, produciendo obras de gran belleza visual e intensidad emocional, como Historia de Genji, La senda de la hiedra, Los dioses del trueno y del viento, etc.
La alfarería alcanzó un momento de gran esplendor, desarrollándose la cerámica destinada a la ceremonia del té, inspirada en la cerámica coreana, cuya rusticidad y aspecto inacabado traducían perfectamente la estética zen que impregna el rito del té. Surgieron nuevos diseños como los platos nezumi y las jarras de agua kogan, generalmente de cuerpo blanco bañado en una capa de feldespato y decorado con sencillos dibujos realizados con una barbotina de hierro. Era una cerámica gruesa y de aspecto vidriado, con un tratamiento inacabado, dando una sensación de imperfección y vulnerabilidad. Seto continuó siendo uno de los principales centros de producción, mientras que en la localidad de Mino nacieron dos importantes escuelas: Shino y Oribe. También destacaron la escuela de Karatsu y dos originales tipos de cerámica: Iga, de burda textura y una espesa capa de vidriado, con profundas rajaduras; y Bizen, loza de un marrón rojizo y sin vidriar, retirada aún tierna del torno para producir unas pequeñas grietas e incisiones naturales que le daban un aspecto quebradizo, nuevamente según la estética zen de imperfección.
Uno de los mejores artistas de esta época fue Honami Kōetsu, que destacó tanto en pintura como en poesía, jardinería, laca, etc. Educado en la tradición artística procedente del período Heian y en la escuela Shorenin de caligrafía, fundó una colonia de artesanos en Takagamine, cerca de Kioto, gracias a unos terrenos cedidos por Tokugawa Ieyasu. La colonia se nutrió de artesanos de la escuela budista Nichiren, y produjo una serie de obras de gran calidad. Se especializaron en objetos de laca, principalmente accesorios de escritorio, decorados con incrustaciones de oro y nácar, así como en diversos utensilios y vajillas para la ceremonia del té, destacando el cuenco fujisan, con un cuerpo rojizo cubierto de una barbotina negra y, en la parte superior, un blanco vidriado opaco que da el efecto de nieve que cae.

### Período Edo(1603-1868)

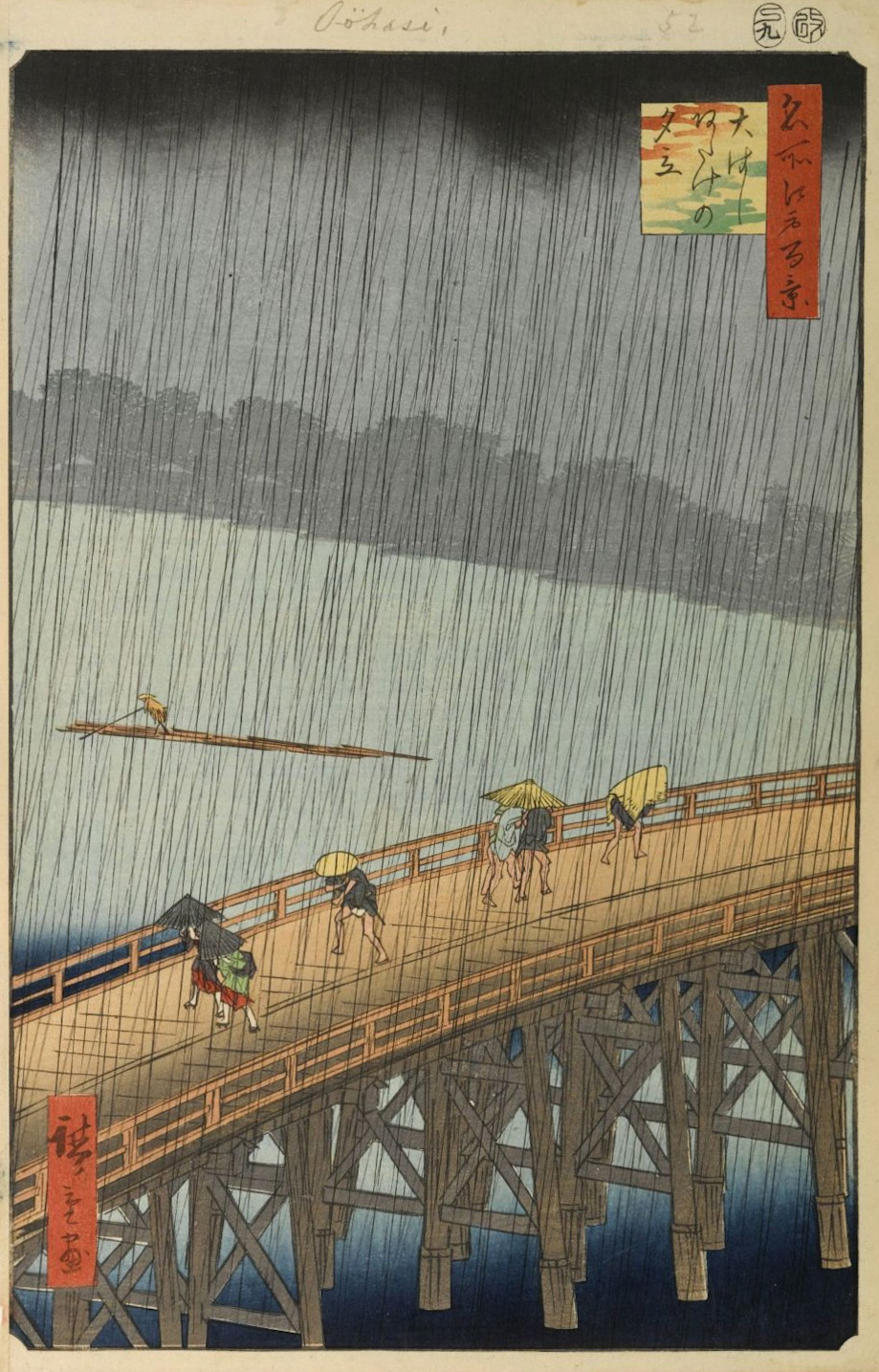
El puente Ōhashi en Atake bajo una lluvia repentina (1857), de Utagawa Hiroshige, Brooklyn Museum of Art, Nueva York.

Este período artístico se corresponde con el histórico de Tokugawa, en el que Japón se cerró a todo contacto exterior. La capital se estableció en Edo, futura Tokio. Los cristianos fueron perseguidos y los comerciantes europeos expulsados. Pese al sistema de vasallaje, proliferó el comercio y la artesanía, apareciendo una clase burguesa que fue creciendo en poder e influencia, y que se dedicó al fomento de las artes, especialmente grabados, cerámica, lacas y productos textiles.
Los edificios más importantes son el Palacio de Katsura de Kioto y el mausoleo de Tōshō-gū en Nikkō (1636), que forma parte de los «Santuarios y Templos de Nikkō», Patrimonio de la Humanidad reconocido por la UNESCO en 1999. De formas híbridas sinto-budistas, es el mausoleo del shōgun Tokugawa Ieyasu. El templo es una estructura rígidamente simétrica con relieves coloreados que cubren toda la superficie visible. Destacan sus edificios coloristas y adornos sobrecargados que se distancian de los estilos de los templos de aquella época. Los interiores están adornados con laqueados, minuciosas esculturas de vivo colorido y magistrales paneles pintados. El Palacio de Katsura (1615-1662) fue construido con un plano asimétrico de inspiración zen, donde las líneas rectas de la fachada exterior contrastan con la sinuosidad del jardín circundante. Villa de descanso de la familia imperial, incluye un edificio principal (Shoin), varios pabellones, casas de té y un parque de siete hectáreas. El palacio principal, que tiene una sola planta, se divide en cuatro pabellones unidos por las esquinas: Shōkintei, Shōkatei, Shōiken y Gepparō. Todos están elevados sobre pilares y construidos en madera con paredes encaladas y puertas deslizantes que conducen al jardín, y contienen pinturas de Kanō Tan'yū. También son características de esta época las casas de té (chashitsu), generalmente pequeñas construcciones de madera con tejado de bálago, rodeadas de jardines en un estado de aparente abandono, con líquenes, musgo y hojas caídas, siguiendo el concepto zen de imperfección trascendente.
Se desarrolló notablemente la pintura, que adquirió gran vitalidad. Se trabajaba en diferentes formatos, desde paneles murales y biombos hasta pergaminos, abanicos y pequeños álbumes. Cobró un gran auge el grabado en madera, surgiendo una importante industria en núcleos urbanos especializada en textos ilustrados y estampas. Inicialmente eran grabados en tinta negra sobre papel coloreado a mano, pero a mediados del siglo XVIII surgió la impresión en color (nishiki-e).

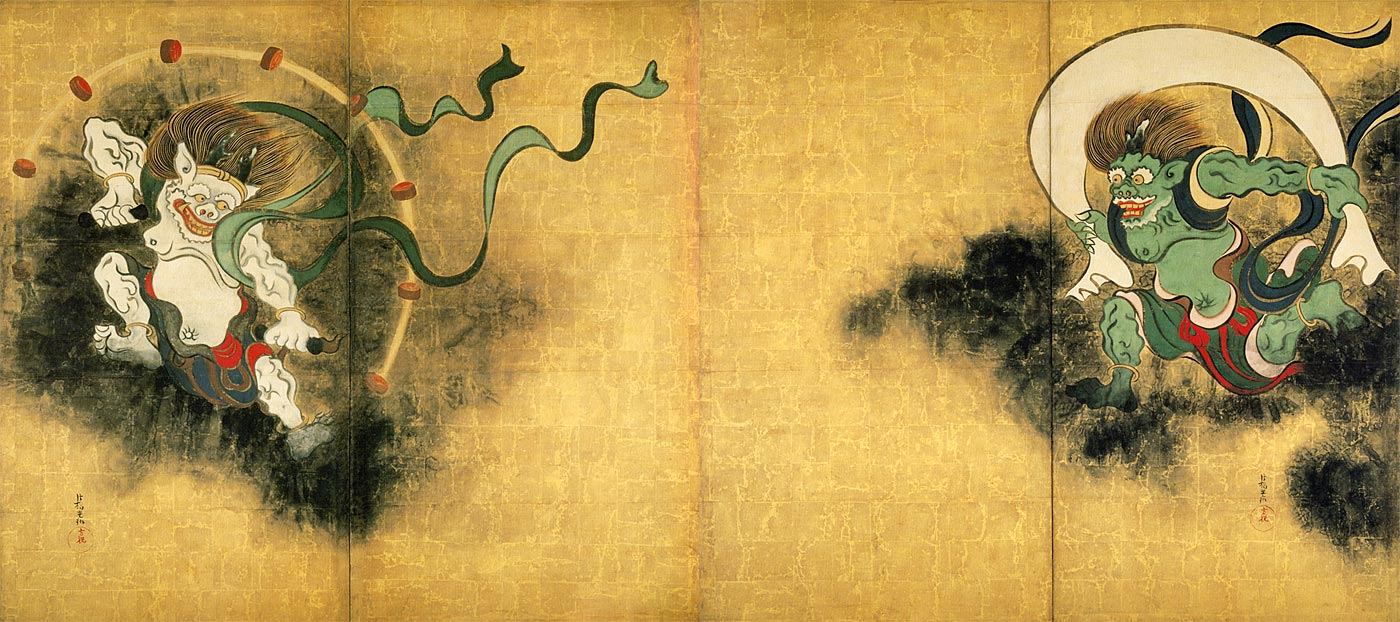
Dios del Viento, Dios del Trueno, de Ōgata Kōrin. En esta pintura se muestra a los dioses del trueno (izquierda) y del viento (derecha), al inicio de un combate celestial.

Continuó el estilo rinpa iniciado por Sōtatsu en la obra de Ōgata Kōrin, uno de los más grandes artistas de la época. Su producción, alegre y sardónica, se dirigió a las clases mercantiles, con obras de una elegancia urbana y un realismo un tanto irreverente, aunque con un gran virtuosismo y un profundo conocimiento de los maestros clásicos, como demuestra en los biombos Ciruelos rojos y blancos, Olas, Lirios y La historia de Ise. La escuela Kanō recibió los principales encargos oficiales del gobierno, con un estilo de estética zen de fuertes pinceladas. Su principal representante fue Kanō Tan'yū, nieto de Kanō Eitoku, que trabajó en el palacio imperial y en el castillo Nagoya, al tiempo que realizó una notable labor erudita recogiendo notas sobre todo tipo de obras de arte, con comentarios y esbozos (shukuzu) de las obras, gran fuente de información para la historiografía del arte. Por su parte, la escuela Tosa estuvo representada por Tosa Mitsuoki, que continuó la tradición épica del yamato-e.
En el siglo XVIII apareció la escuela nanga o «pintura idealista», de signo confuciano patrocinado por el shogunato Tokugawa, muy influida por el arte chino, que consideraban la cuna de su civilización. Se adoptó el estilo wenren de los eruditos-pintores aficionados chinos, reducido a pequeños círculos intelectuales formados por profesionales de diversa procedencia, desde samuráis hasta monjes, mercaderes y funcionarios. Su principal punto de referencia fue la escuela de Li Guo de la dinastía Song, de pincelada ancha y curvilínea, que llegó a Japón a través de la escuela coreana de An Kyon. El centro neurálgico del nanga fue el monasterio Mampuku-ji, fundado en 1661 a las afueras de Kioto, que se convirtió en el centro de la cultura china en Japón. El principal tema representado fue el paisaje, a menudo con elementos como flores y pájaros, y era usual la combinación de pintura y poesía (haiga). Esta escuela dio varios artistas de gran calidad: Ikeno Taiga, Yosa Buson, Uragami Gyokudō, Aoki Mokubei, Tani Bunchō, Gibon Sengai, Hakuin Ekaku, etc.

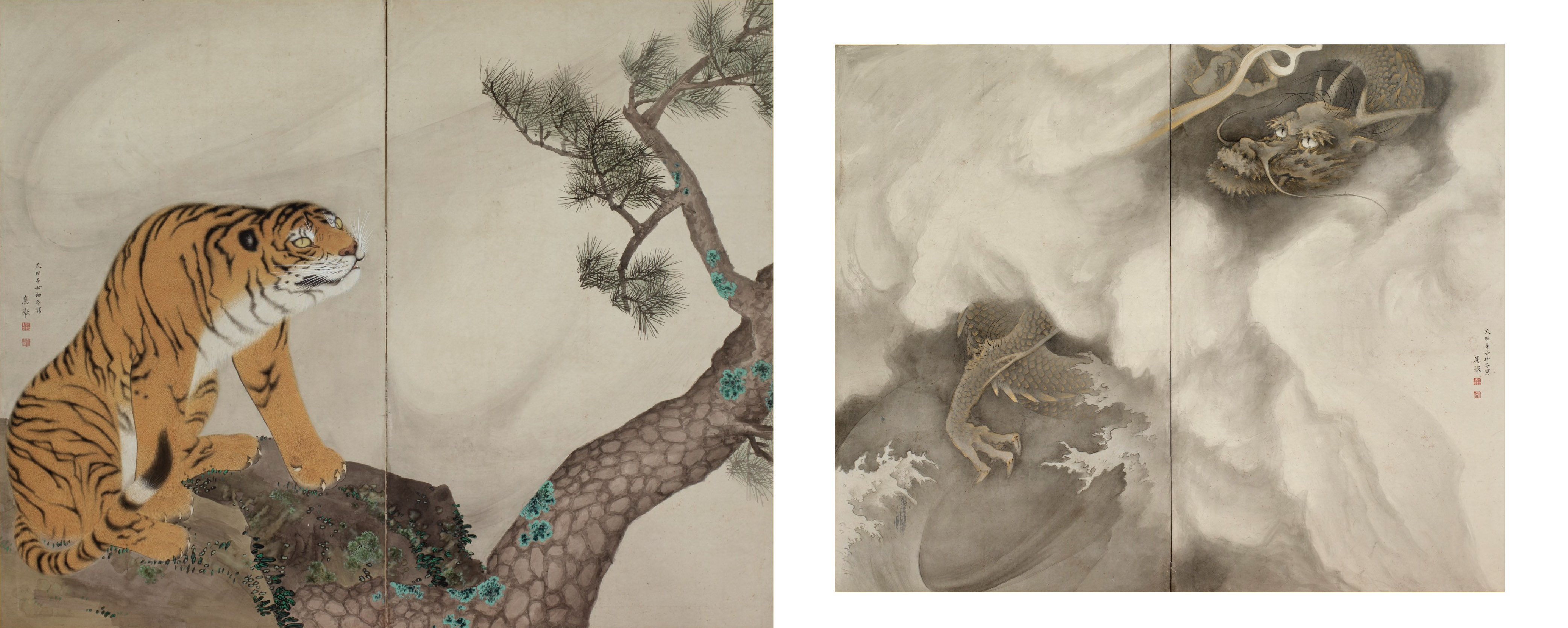
Tigre y dragón (1781), biombo de dos pantallas, de Maruyama Ōkyo, Detroit Institute of Arts.

En Kioto nació otra interesante escuela pictórica, fundada por Maruyama Ōkyo, que combinó diversas técnicas e influencias, desde la china hasta la occidental, que conoció a través de grabados holandeses. Realizó rollos y biombos con paisajes y fondos dorados, siendo una característica de su estilo la plasmación del paisaje con apuntes tomados directamente de la naturaleza. Fueron discípulos suyos Matsumura Goshun, cofundador con Ōkyo de la escuela Maruyama-Shijō; Itō Jakuchū, artista de gran personalidad que se dedicó al género de la naturaleza muerta, poco frecuente hasta entonces en Japón; y Nagasawa Rosetsu, que llegó a dominar con maestría las técnicas occidentales de la perspectiva y el claroscuro.
La escuela más conocida y notable fue la de ukiyo-e («estampas del mundo que fluye»), que destacó por la representación de tipos y escenas populares. Desarrollada alrededor de la técnica del grabado –principalmente xilografía–, fue un estilo de corte laico y plebeyo, eminentemente urbano, que inspirándose en temas anecdóticos y escenas de género les otorgaba un lirismo y una belleza extraordinarias, con una sutil sensibilidad y un gusto refinado de gran modernidad. El fundador fue Hishikawa Moronobu, al que siguieron figuras como Okumura Masanobu, Suzuki Harunobu, Isoda Koryūsai y Torii Kiyonobu, fundador de la escuela Torii. Varios artistas se especializaron en la reproducción de los actores del teatro popular japonés kabuki (yakusha-e, «cuadros de actores»), con un cierto aire caricaturesco, entre ellos Torii Kiyomasu, Torii Kiyomitsu y, sobre todo, Tōshūsai Sharaku. Otro género bastante corriente fue el bijin-ga («cuadros de mujeres hermosas»), que representaba a geishas y cortesanas en actitudes íntimas y escenas de tocador, con gran detallismo, principalmente en sus ropajes, como se denota en la obra de Torii Kiyonaga, Kitagawa Utamaro y Keisai Eisen. Otra variante fue el shunga («estampas primaverales»), de contenido más explícitamente erótico. El paisajismo fue introducido por Utagawa Toyoharu –fundador de la escuela Utagawa–, que aplicó la perspectiva occidental al paisaje japonés.

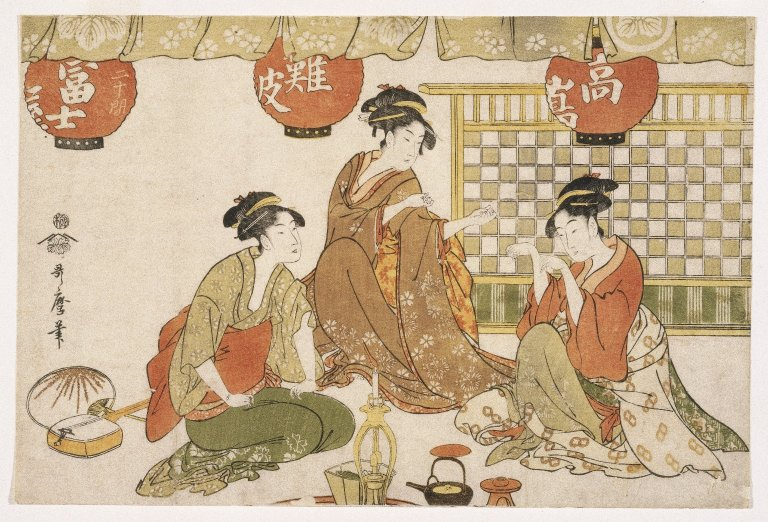
Tres señoras sentadas con linternas, tetera, candelero e instrumento de cuerda (siglo XVIII), de Kitagawa Utamaro, Brooklyn Museum of Art, Nueva York.
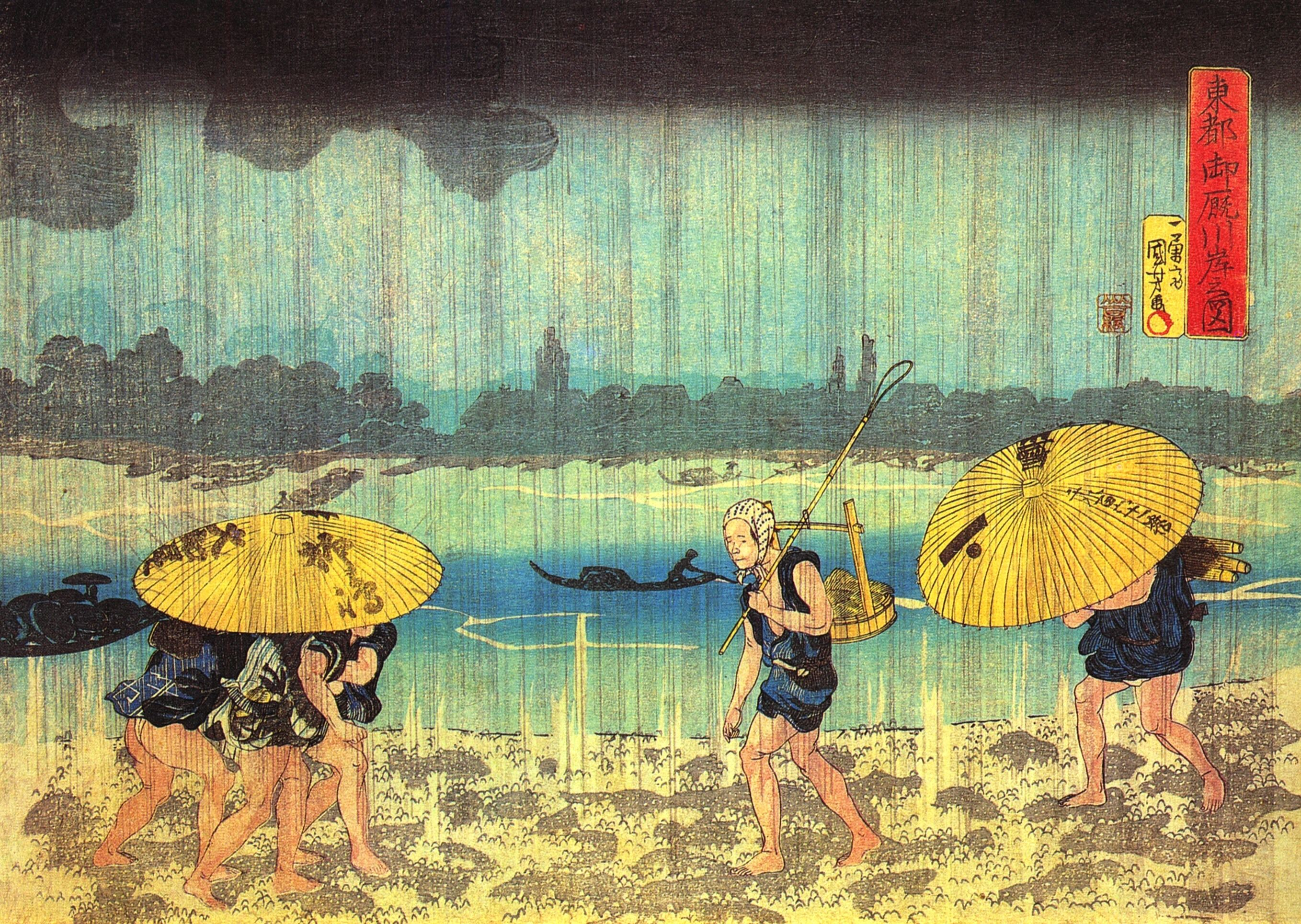
En la orilla del río Sumida, de Utagawa Kuniyoshi, siglo XIX.
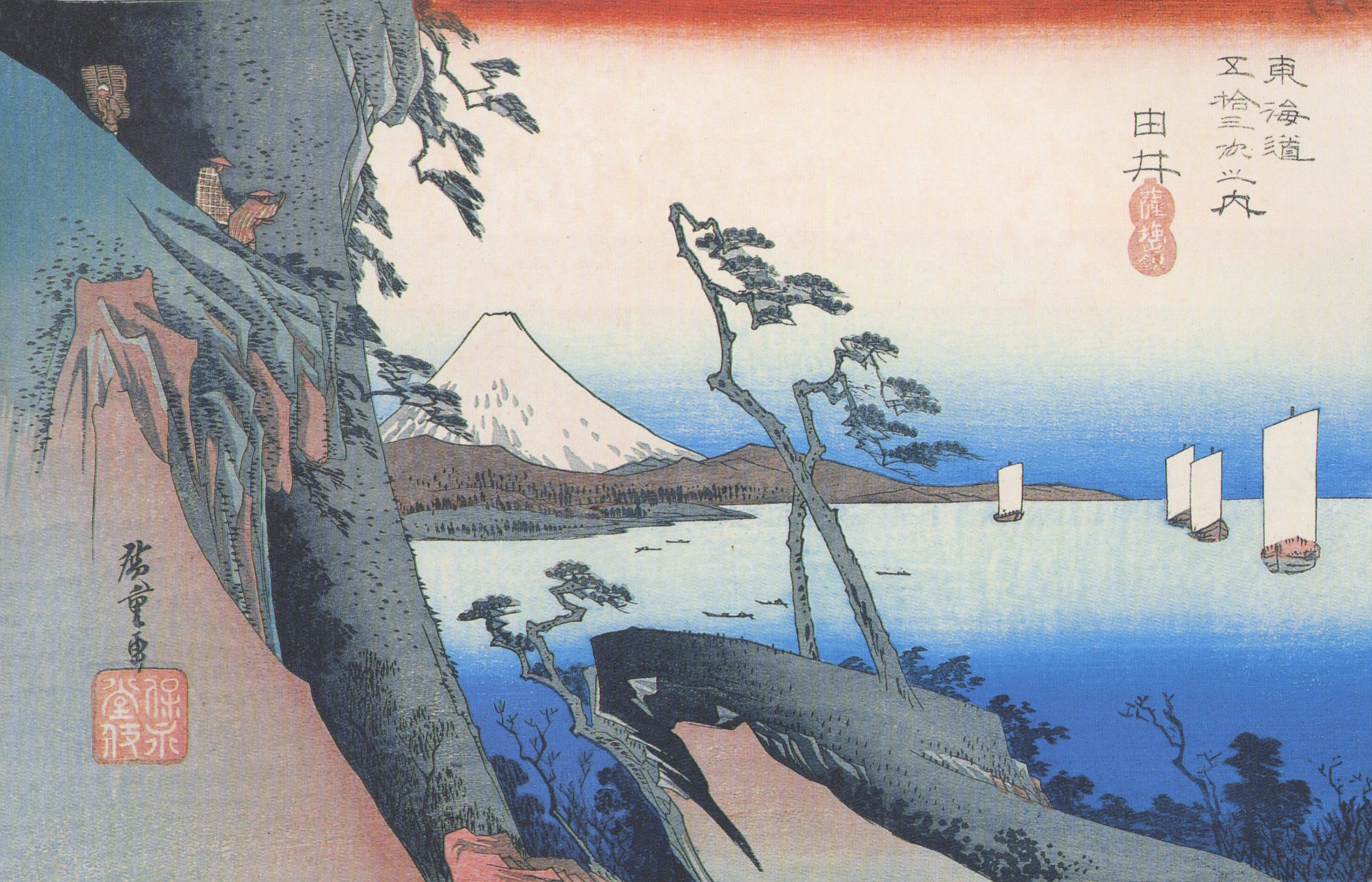
Estación 16: Yui, de la serie 53 Estaciones de Tōkaidō, de Utagawa Hiroshige.
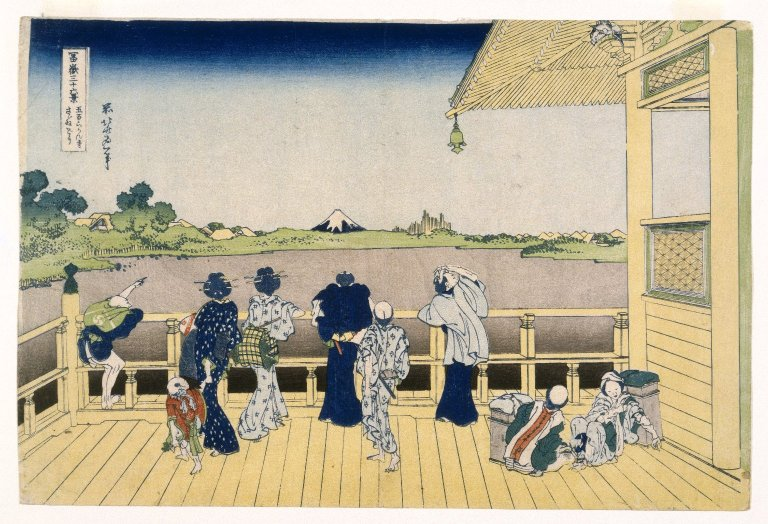
El Fuji visto desde el mirador de Sasayedo, de Katsushika Hokusai, Brooklyn Museum of Art, Nueva York.

A principios del siglo XIX, cuando el arte ukiyo-e parecía declinar, apareció la gran figura de Katsushika Hokusai, autor de unos 30.000 dibujos que recopiló en 15 volúmenes, que tituló Manga (1814). Reflejó especialmente la vida urbana de Edo, con un cierto toque humorístico, en un estilo enérgico de fuertes trazos. También fue un gran representante del paisajismo, siendo uno de sus motivos fundamentales el monte Fuji, en escenas de gran colorido, con un sello fuertemente personal, ni realista ni idealizado, reflejando siempre la visión interna del artista. Uno de sus últimos exponentes y gran maestro de la escuela fue Utagawa Hiroshige, igualmente un gran paisajista, como denota en sus Cien famosas vistas de Edo. Tenía un estilo más realista que Hokusai, pero más lírico y evocador, utilizando a menudo una perspectiva de fondos encuadrados en un primer plano de ramas, hojas u otros objetos.

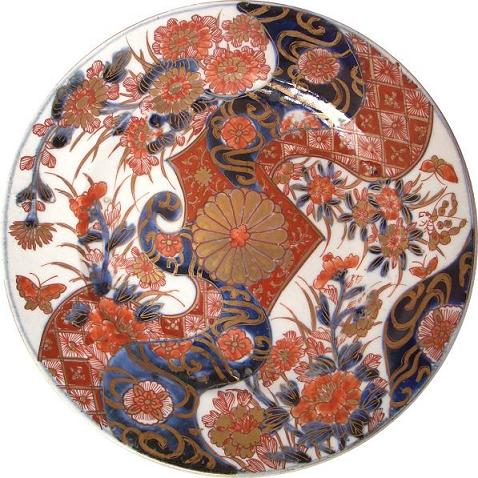
Porcelana de Imari hecha en el.

La cerámica tuvo uno de sus mayores centros de producción en Kioto, con influencia del arte chino y coreano; su principal artista fue Nonomura Ninsei. En Hagi surgió una escuela de influencia coreana, caracterizada por el uso de formas sencillas y tonalidades claras, destacando la figura de Ōgata Kenzan, hermano de Ōgata Kōrin. Continuó la cerámica destinada a la ceremonia del té, decorada con elementos aparentemente irregulares y asimétricos, como signos y líneas de corte casi abstracto, según el ideal de imperfección de la estética zen. En este período se produjeron las primeras porcelanas, con un primer centro productor en Arita, en la prefectura de Saga (llamada porcelana de Imari), donde el alfarero coreano Yi Sam-pyeong halló en 1616 un tipo de arcilla blanca ideal para porcelana. Destacaron las escuelas de Kakiemon, Nabeshima y Ko-Kutami, que produjeron una serie de platos, cuencos y botellas de sake de gran calidad y refinamiento, con vidriado de esmalte decorado en color azul, verde, amarillo, rojo, beige y berenjena pálido. También proliferaron los objetos de laca, metal, marfil y nácar, y alcanzaron gran calidad artística objetos como los inro (cajas de medicamentos), los netsuke (dijes esculpidos) y los tsuba (guardias de sable).

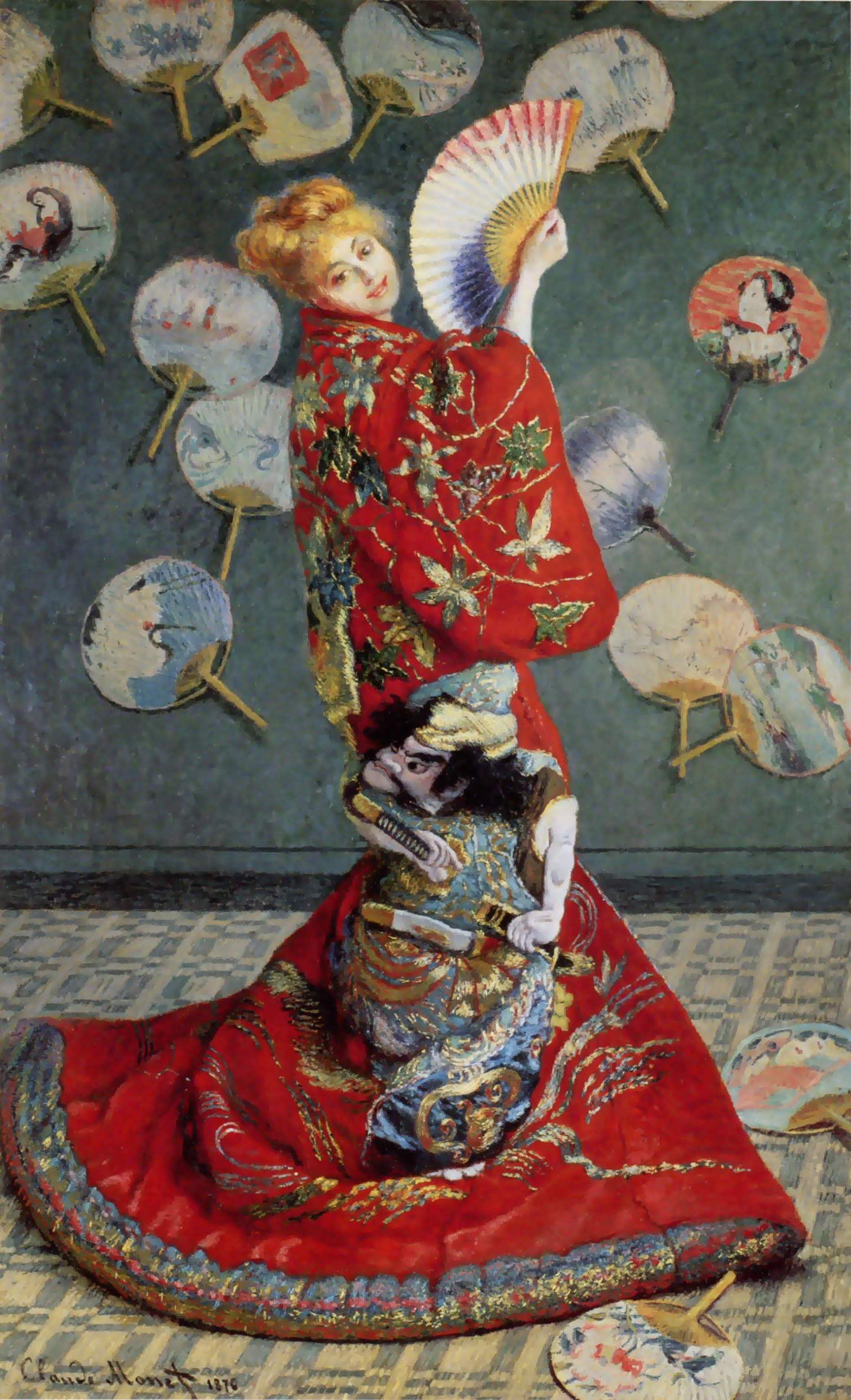
Camille Monet vestida de japonesa (1876), de Claude Monet, Museum of Fine Arts, Boston.

De igual manera, cobró gran relevancia el arte textil, principalmente en seda, que llegó a cotas de altísima calidad, de tal manera que a menudo las túnicas (kimono) en seda con brillantes colores y refinados dibujos eran colgadas para separar habitaciones, como si fuesen biombos. Se usaban diversas técnicas, como el tinte, el bordado, el brocado, el repujado, los apliques y el pintado a mano. La seda estaba al alcance tan solo de las clases altas, mientras el pueblo vestía en algodón, confeccionado según la técnica indonesia ikat, hilado por secciones y teñido en color añil alternado con el blanco. Otra técnica de menor calidad era el entrecruzamiento de hilos de algodón de diversos colores, con tintes caseros aplicados al modo del batik mediante una pasta de arroz y salvado de arroz hervido y apelmazado.
Cabe destacar que, así como en el siglo XIX el arte japonés recibió la influencia del arte occidental, también éste se vio influido por el exotismo y la naturalidad del arte nipón. Surgió así en Occidente el llamado japonismo, desarrollado principalmente en la segunda mitad del siglo XIX sobre todo en Francia y Gran Bretaña. Se puso de manifiesto en las llamadas japonaiseries, objetos inspirados en las estampas, porcelanas, lacas, abanicos y objetos de bambú japoneses, que se pusieron de moda tanto en la decoración interior como en numerosas prendas personales que recogían la fantasía y el decorativismo de la estética japonesa. En pintura, se recibió con entusiasmo el estilo de la escuela ukiyo-e, siendo muy apreciadas las obras de Utamaro, Hiroshige y Hokusai. Los artistas occidentales imitaron la simplificada construcción espacial, los contornos sencillos, el estilo caligráfico y la sensibilidad naturalista de la pintura japonesa. Algunos de los principales artistas que recibieron esta influencia fueron: Édouard Manet, James Abbott McNeill Whistler, James Tissot, Mary Cassatt, Pierre Bonnard, Georges Ferdinand Bigot, Claude Monet, Edgar Degas, Pierre-Auguste Renoir, Camille Pissarro, Paul Gauguin, Henri de Toulouse-Lautrec, Vincent van Gogh, Gustav Klimt, etc.

### Época contemporánea (desde 1868)

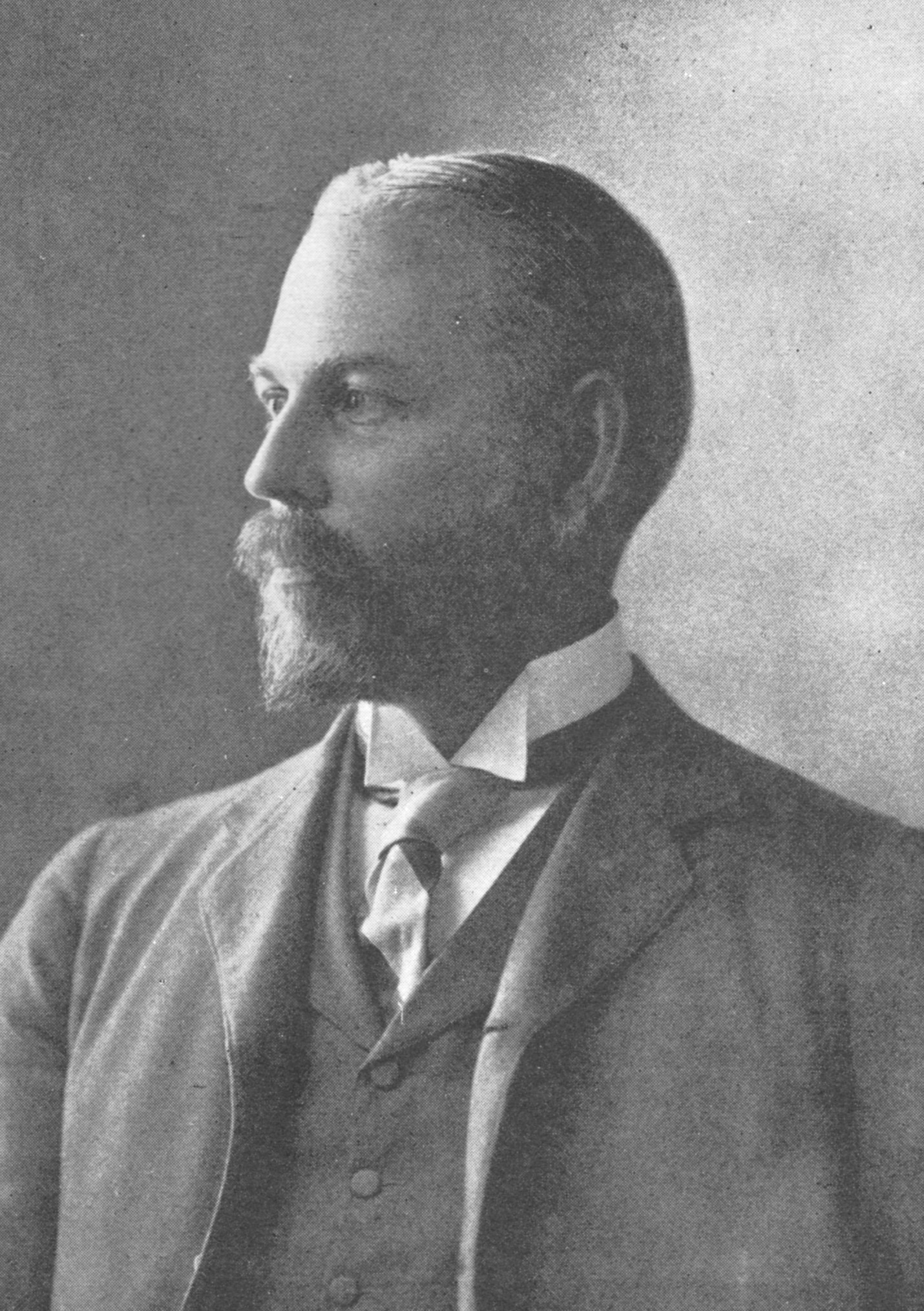
El erudito estadounidense Ernest Fenollosa es considerado, según los estándares occidentales, el fundador de la moderna historia del arte japonés.

En el período Meiji (1868-1912) se inició una profunda renovación cultural, social y tecnológica en Japón, que se abrió más al exterior y empezó a incorporar los nuevos adelantos conseguidos en Occidente. La Carta de 1868 abolió los privilegios feudales y las diferencias de clase, lo cual no propició una mejora de las clases proletarias, sumidas en la miseria. Se inició una época de fuerte expansionismo imperialista, que desembocó en la Segunda Guerra Mundial. Tras la contienda, Japón ha vivido un proceso de democratización y desarrollo económico que la ha convertido en una de las principales potencias económicas mundiales y centro puntero en producción industrial e innovación tecnológica. A la era Meiji sucedieron las eras Taishō (1912-1926), Shōwa (1926-1989), Heisei (1989-2019) y Reiwa (2019-).
Desde 1930, la progresiva militarización y la expansión por China y el sur de Asia, con el consiguiente incremento de recursos destinados al presupuesto militar, provocó una caída en el mecenazgo artístico. Sin embargo, con el despegue económico de la posguerra y la nueva prosperidad conseguida con la industrialización del país, las artes renacieron, inmersas ya plenamente en los movimientos artísticos internacionales debidos al proceso de globalización cultural. Asimismo, la prosperidad económica favoreció el coleccionismo, creándose numerosos museos y centros de exposiciones que han ayudado a la difusión y conservación del arte japonés e internacional.
En el ámbito religioso, la instauración durante la era Meiji del sintoísmo como única religión oficial (Shinbutsu bunri) propició el abandono y la destrucción de los templos y obras de arte budista, que habría sido irreparable sin la intervención de Ernest Fenollosa, catedrático de filosofía de la Universidad Imperial de Tokio, que junto al magnate y mecenas William Bigelow rescataron gran cantidad de obras que nutrieron la colección de arte budista del Museum of Fine Arts de Boston y la Freer Gallery of Art de Washington D. C., dos de las mejores colecciones de arte asiático del mundo.

#### Arquitectura

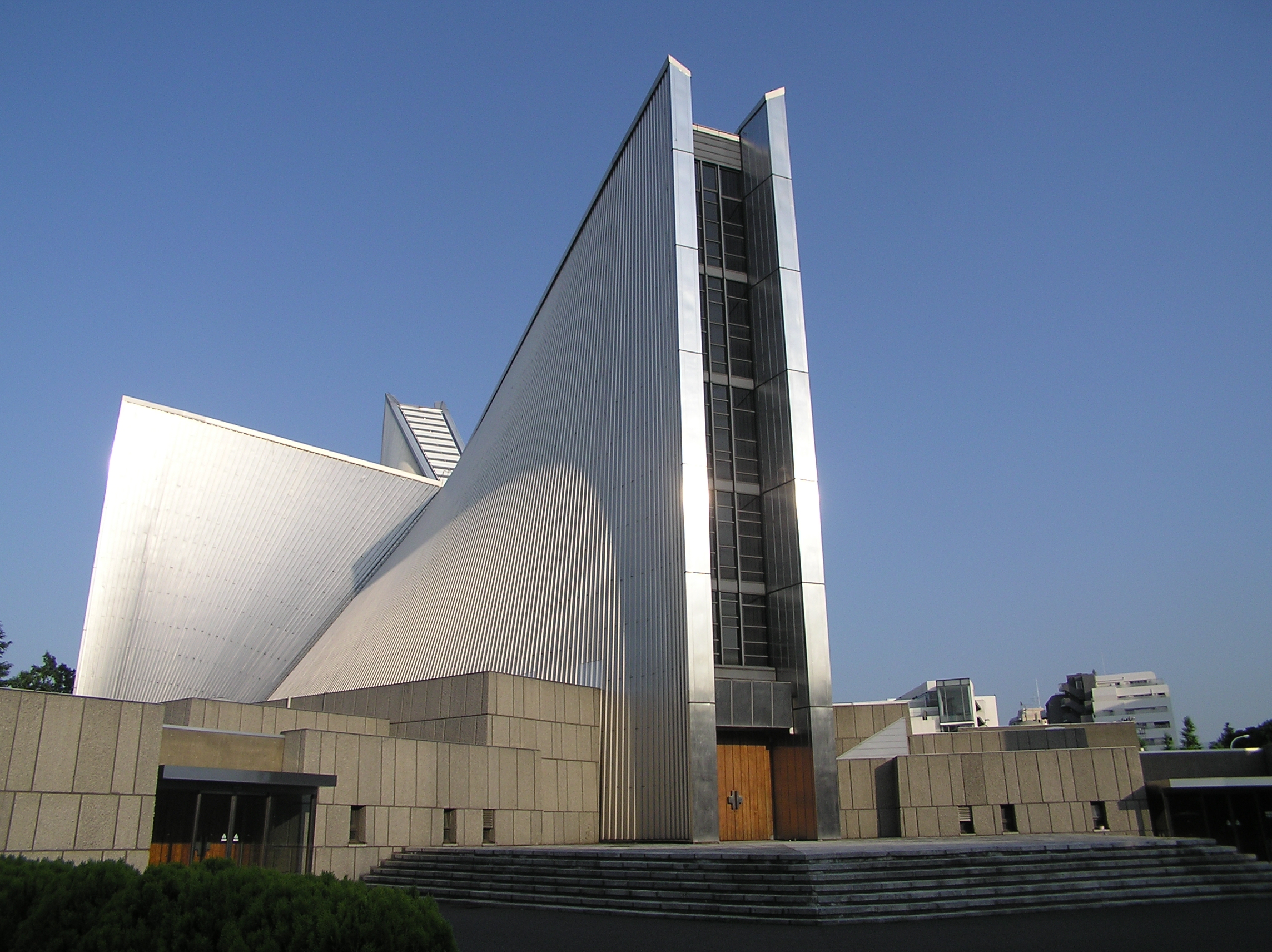
Catedral de Santa María de Tokio (1961-1964), de Kenzō Tange

La arquitectura presenta una doble dirección: la tradicional (santuario Yasukuni, templos de Heian Jingu y de Meiji, en Tokio) y la de influencia europea, que incorpora las nuevas tecnologías (Museo Yamato Bunkakan, de Isohachi Yoshida, en Nara). La occidentalización conllevó la construcción de nuevos edificios como bancos, fábricas, estaciones de tren y edificios públicos, construidos con materiales y técnicas occidentales, emulando en un principio (finales del siglo XIX) la arquitectura victoriana inglesa. También trabajaron en Japón algunos arquitectos extranjeros, como Frank Lloyd Wright (Hotel Imperial, Tokio, 1919).
En los años 1920-1930 se recibió la influencia del racionalismo, introducido por el arquitecto checoamericano Antonin Raymond. Surgió entonces un grupo de jóvenes arquitectos japoneses llamado Grupo de Secesión (Bunri-ha), compuesto principalmente por Mamoru Yamada (Oficina General de Telefónica, 1926-1927; Laboratorio Eléctrico de Tokio, 1929), Tetsurō Yoshida (Oficina General de Correos de Tokio, 1931-1933) y Kikuji Ishimoto (oficinas del aeropuerto de Haneda, Tokio, 1932). En esos años algunos arquitectos como Iwao Yamawaki estudiaron en la Bauhaus, mientras que otros como Kunio Maekawa y Junzō Sakakura se formaron en el taller de Le Corbusier. Maekawa fue autor de los apartamentos Harumi en Tokio (1956-1957), inspirados en la Unité d'Habitation lecorbusieriana.

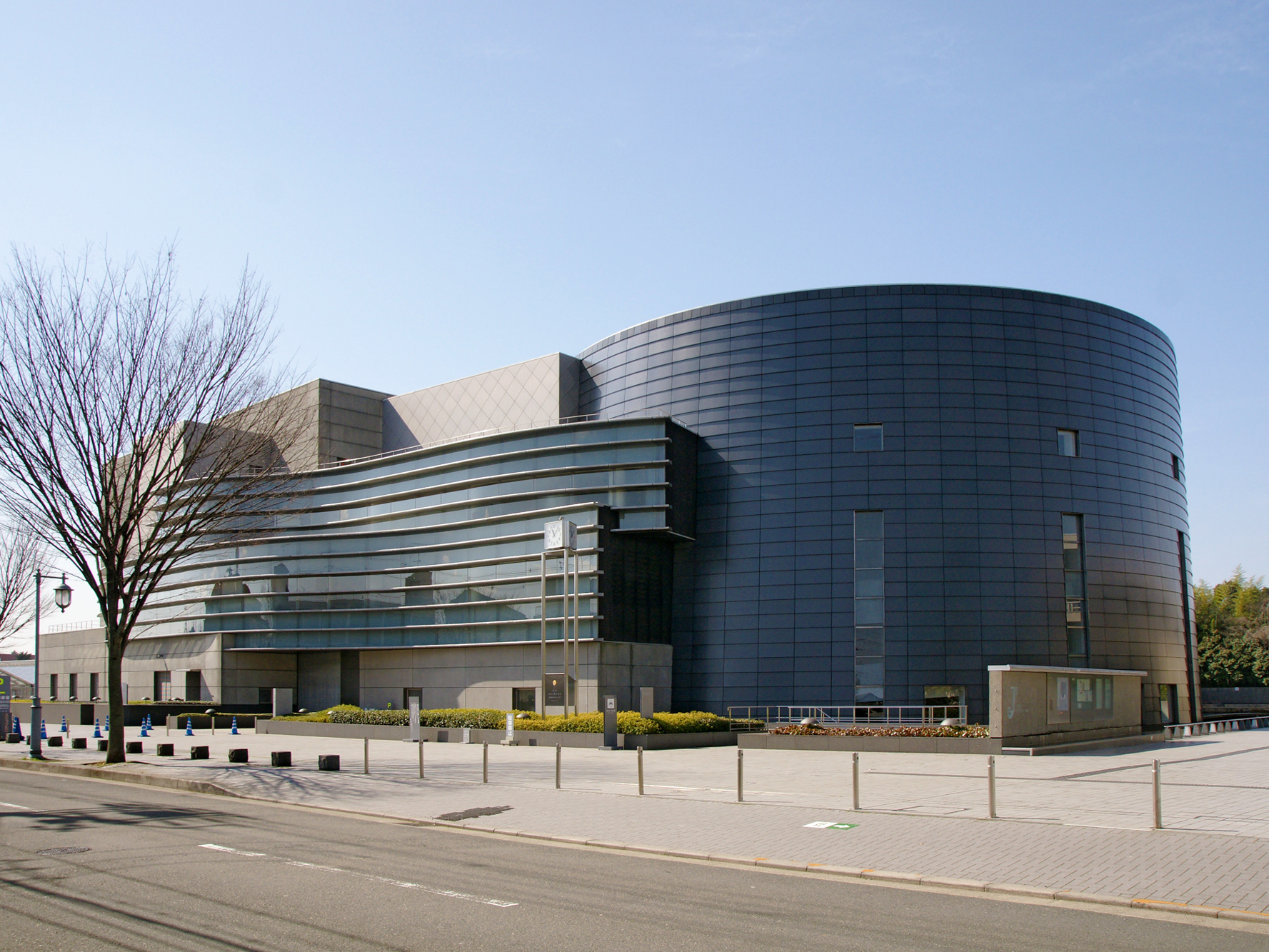
Kioto Concert Hall (1995), de Arata Isozaki.

La arquitectura y el urbanismo recibieron un gran impulso tras la Segunda Guerra Mundial, debido a la necesidad de reconstruir el país. Surgió entonces una nueva generación de arquitectos encabezada por Kenzō Tange, que adaptó el estilo racionalista a la especial sensibilidad artística nipona. En sus inicios trabajó en el estudio de Kunio Maekawa y, en 1946, abrió su estudio en Tokio. Su primera obra relevante fue el Museo Memorial de la Paz de Hiroshima (1949-1956), un homenaje a la ciudad de la primera bomba atómica. La construcción del Ayuntamiento de Tokio (1955-1956), edificado sobre los clásicos pilotis lecorbusierianos, generó cierta polémica en el ámbito cultural nipón, aunque Tange incluyó un jardín tradicional japonés bajo el edificio. Entre 1955 y 1959 construyó la Prefectura de Kagawa en Takamatsu, una fusión entre el racionalismo y la arquitectura tradicional budista y sintoísta. Posteriormente construyó la Catedral de Santa María de Tokio (1961-1964), el edificio de la agencia de prensa y televisión Yamanashi (1961-1967) y el complejo deportivo de los Juegos Olímpicos de Tokio de 1964 (Estadio Olímpico, Gimnasio Nacional Yoyogi).
Desde los años 1960, Tange formó parte del Movimiento Metabolista, una manera de concebir la arquitectura a través de megaestructuras ampliables teóricamente hasta el infinito, al igual que los metabolismos animales, considerando los edificios como formas orgánicas que deben adaptarse a las necesidades funcionales. Entre sus miembros contó con Kishō Kurokawa, Akira Shibuya, Youji Watanabe y Kiyonori Kikutake, así como Fumihiko Maki, interesado especialmente en las nuevas tecnologías y el diseño racional, elaboró diversos proyectos de tipo modular y con elementos prefabricados, entre los que destacan el Salón Conmemorativo de la Universidad de Nagoya (1959) y los apartamentos aterrazados Hillside en Daikanyama, Tokio (1966-1979).. El grupo se disolvió tras la Exposición Internacional de Osaka de 1970.
A partir de los años 1980 tuvo una fuerte implantación en Japón el arte posmoderno, ya que desde antaño ha sido característica la fusión entre el elemento popular y la sofisticación de las formas. Este estilo ha estado representado fundamentalmente por Arata Isozaki, autor del Museo de Arte de Kitakyūshū (1974), el Centro Cívico de Tsukuba (1982), la Sala de conciertos de Kioto (1995) y el Palacio de Congresos de Nara (1998). Isozaki estudió con Tange y, en su obra, sintetizó los conceptos occidentales con ideas espaciales, funcionales y decorativas típicas de Japón. Por su parte, Tadao Andō desarrolló un estilo minimalista, con gran preocupación por el aporte de luz y espacios abiertos al aire exterior (Capilla sobre el Agua, Tomanu, Hokkaidō, 1991; Iglesia de la Luz, Ibaraki, Osaka, 1988-1989). Shigeru Ban se ha caracterizado por el uso de materiales no convencionales, como papel o plástico: tras el terremoto de Kōbe de 1995, que dejó a muchas personas sin casa, Ban contribuyó diseñando La casa de papel y La iglesia de papel. Toyō Itō exploró la imagen física de la ciudad de la era digital (Torre de los Vientos, Yokohama, 1986; Museo Municipal de Yatsushiro, 1991; Mediateca de Sendai, Sendai, 1995). Kazuyo Sejima trabajó para Toyō Itō hasta que fundó su propio estudio en 1987, abordando en su obra el uso de materiales alternativos como el vidrio, el plástico y el tejido sintético (Platform II, Yamanashi, 1989). Por último, Riken Yamamoto también ha experimentado con materiales industriales, al tiempo que reinterpretaba elementos de la arquitectura vernácula (viviendas colectivas Hotakubo, Kumamoto, 1991).

#### Artes visuales

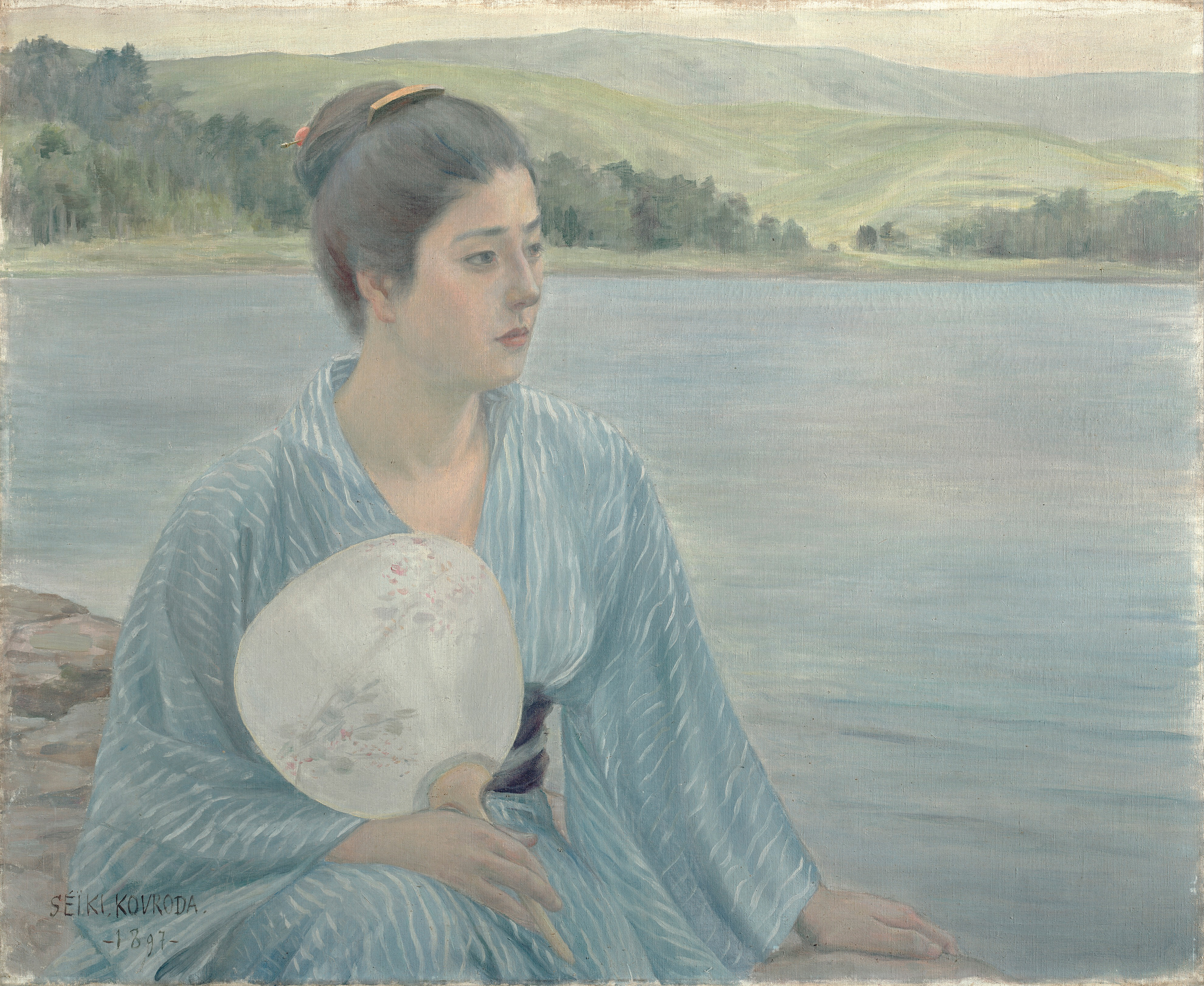
La orilla del lago (1897), de Kuroda Seiki, pintura de estilo occidental (yōga).

La pintura también siguió dos corrientes: tradicional (nihonga) y occidentalista (yōga), aunque independiente de ambas destacó a principios del siglo XX la figura de Tomioka Tessai. El estilo nihonga fue promovido a finales del siglo XIX por el crítico de arte Okakura Kakuzō y por el educador Ernest Fenollosa, buscando en el arte tradicional la forma de expresión arquetípica de la sensibilidad nipona, aunque este estilo también recibió alguna influencia occidental, sobre todo del prerrafaelismo y el romanticismo. Estuvo representado principalmente por Hishida Shunsō, Yokoyama Taikan, Shimomura Kanzan, Maeda Seison y Kobayashi Kokei. La pintura de corte europeísta se nutrió en principio de las técnicas y temáticas vigentes en Europa a finales del siglo XIX, vinculadas principalmente al academicismo –como en el caso de Kuroda Seiki, que estudió nueve años en París–, pero más adelante siguió las distintas corrientes que se fueron produciendo en el arte occidental: el grupo Hakubakai recogió la influencia impresionista; la pintura abstracta tuvo como figuras principales a Takeo Yamaguchi y Masanari Munai; entre los artistas figurativos destacaron Fukuda Heichachirō, Tokuoka Shinsen y Higashiyama Kaii. Algunos artistas se establecieron fuera de su país, como Gen'ichirō Inokuma en Estados Unidos y Tsuguharu Foujita en Francia.

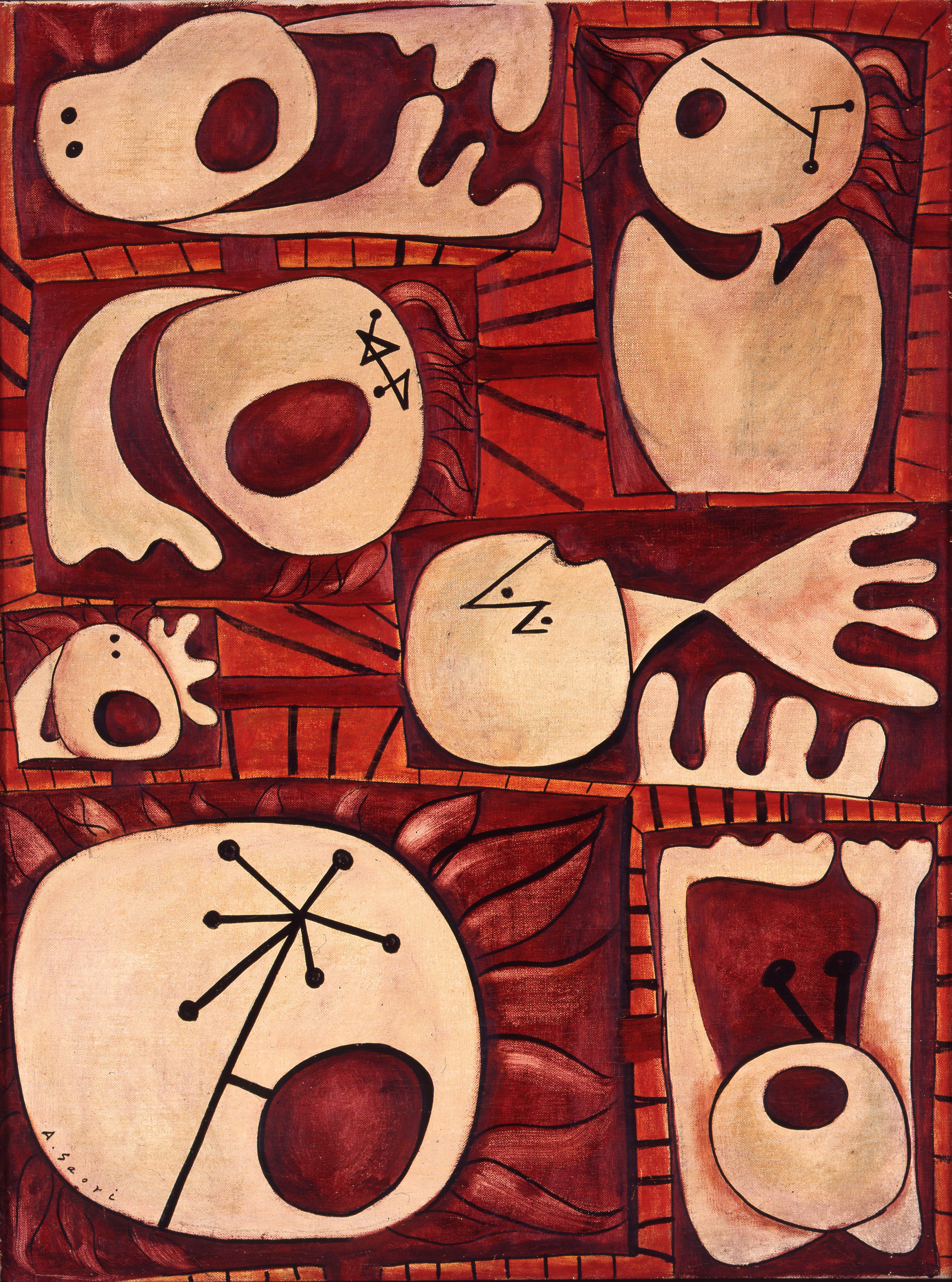
Rostro de mujer I (c. 1950), de Madokoro Saori, Museo de Arte de Toyohashi

En el período Taishō predominó el estilo yōga sobre el nihonga, aunque el aumento en la utilización de la luz y la perspectiva occidentales disminuyó las diferencias entre ambas corrientes. Así como el nihonga adoptó en buena medida las innovaciones del postimpresionismo, el yōga manifestó una inclinación por el eclecticismo, surgiendo una gran diversidad de movimientos artísticos divergentes. Durante esta época se creó la Academia de Bellas Artes de Japón (Nihon Bijutsuin). La pintura de la era Shōwa estuvo marcada por la obra de Yasurio Sotaro y Umehara Ryūzaburō, quienes introdujeron los conceptos de arte puro y pintura abstracta a la tradición nihonga. En 1931 se creó la Asociación de Arte Independiente (Dokuritsu Bijutsu Kyōkai) para promover el arte de vanguardia. Uno de sus miembros más destacados fue Ichirō Fukuzawa, que estudió en París y recibió la influencia de Max Ernst y Giorgio De Chirico, desarrollando una obra cercana al surrealismo. En 1939 fundó la Asociación Cultural de Arte (Bijutsu Bunka Kyōkai), que reunía a una serie de artistas de tendencia surrealista. Encarcelado durante la Segunda Guerra Mundial, con posterioridad siguió promoviendo el arte de vanguardia a través de la fundación del Club de Pintores Japoneses de Vanguardia (Nihon Avangarudo Bijutsuka Kurabu).

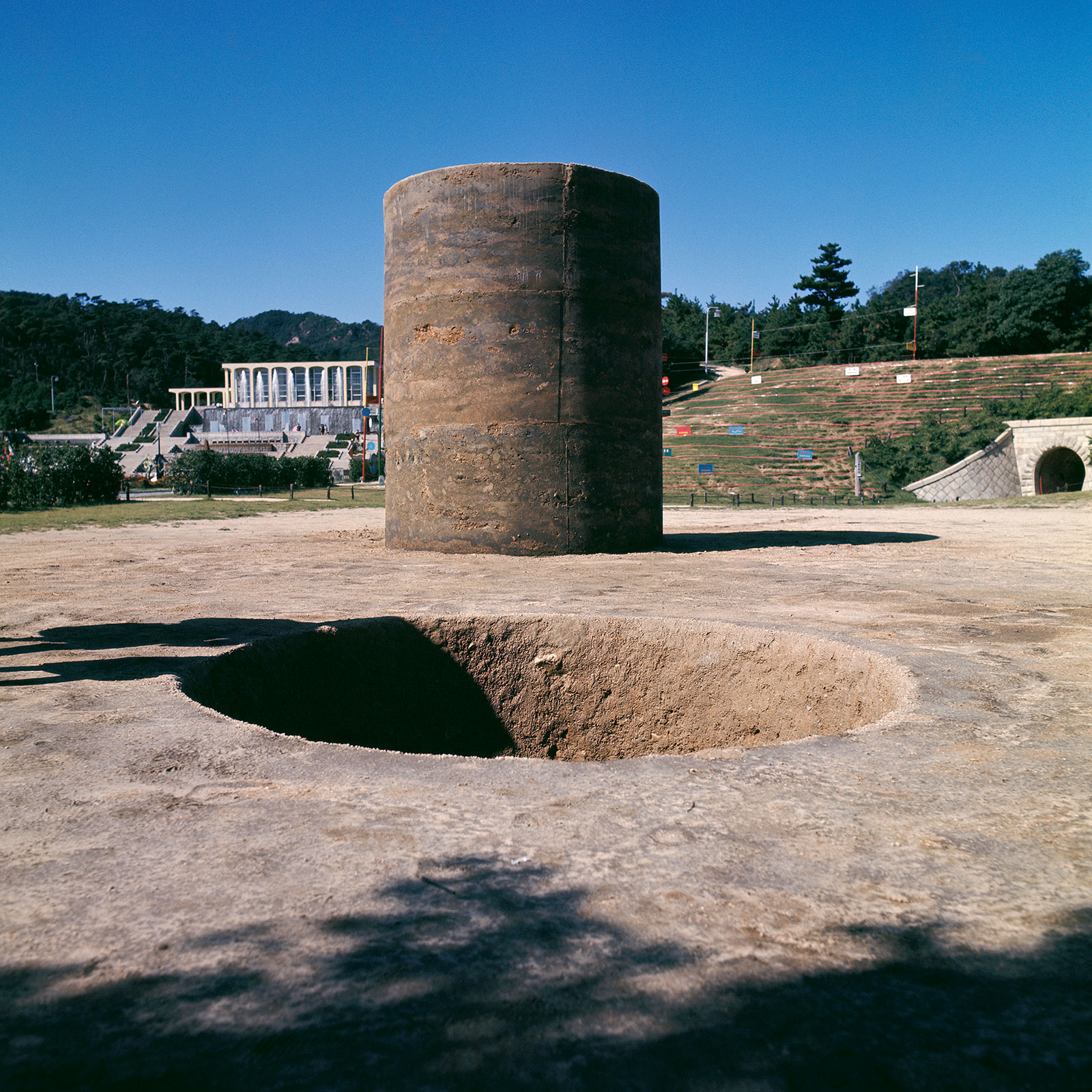
Fase 1. Tierra (1968), de Nobuo Sekine

Durante la Segunda Guerra Mundial, la censura y los controles gubernamentales permitieron únicamente la expresión de temas patrióticos. Surgió entonces el estilo senso-ga («pintura de guerra»), cercano al realismo socialista, un estilo de corte realista y propagandista que enfatizaba los valores patrióticos, el nacionalismo y el belicismo. Muchos artistas, tanto nihonga como yōga, fueron enrolados para efectuar este tipo de arte, entre ellos el mismo Tsuguharu Foujita. Tras la guerra, los artistas japoneses prosperaron en las grandes ciudades –particularmente en Tokio–, creando un arte urbano y cosmopolita, que fue siguiendo con devoción las innovaciones estilísticas producidas a nivel internacional, especialmente en París y Nueva York. En 1949, el crítico Hanada Kiyoteru y el artista Tarō Okamoto fundaron el Grupo de Estudio de las Vanguardias, de cara a fomentar el arte moderno en Japón. Promovieron un estilo de pintura a medio camino entre el surrealismo y la abstracción, con temas sociales que denunciaban los horrores de la guerra, en un formato que fue llamado de «reportaje», por lo que su estilo se conoce como reportage painting. Otros artistas del grupo fueron Ikeda Tatsuo y Madokoro Saori. Otro grupo, activo entre 1951 y 1957, fue el Taller Experimental (Jikken Kōbō), en el que figuraban artistas, poetas y compositores, que intentaron aglutinar todas las artes en espectáculos visuales que combinaban imagen, música y poesía, que denominaban «poemas sintéticos». Entre sus miembros se encontraban Tōru Takemitsu, Hideko Fukushima, Shōzō Kitadai y Katsuhiro Yamaguchi.
En los años 1950-1960 estuvo activo el grupo Gutai («encarnación»), que asimiló la experiencia de la Segunda Guerra Mundial a través de acciones cargadas de ironía, con un gran sentimiento de crispación y una agresividad latente. En contraposición a la abstracción, buscan lo «concreto» en el arte —de ahí el nombre del grupo—, por lo que se centran en la materia, a través de happenings que buscan un nuevo modo de expresión que refleje sus inquietudes políticas y sociales. Algunas de sus intervenciones se consideran pioneras del land-art y el body-art. Entre sus miembros destacan: Jirō Yoshihara, Sadamasa Motonaga, Shozo Shimamoto y Katsuō Shiraga. El grupo se disolvió en 1972, tras la muerte de Yoshihara.

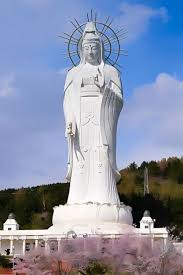
Dai Kannon del parque Kita no Miyako, Ashibetsu (1989), estatua más alta del mundo entre 1989 y 1991

En los primeros años 1960 se recibió la influencia del neodadaísmo de Jasper Johns y Robert Rauschemberg, lo que conllevó a la creación del grupo Neo-Dadaism Organizers, formado, entre otros, por Shūsaku Arakawa, Tomio Miki y Tesumi Kudo. Centrados en el acto de creación artística, rechazan el arte tradicional y utilizan objetos cotidianos para elaborar sus propuestas, muchas veces efímeras, por lo que muchas de sus obras no han perdurado. Entre 1967 y 1974 estuvo activa la Escuela de las Cosas (Mono-ha), un grupo de artistas que tenían como base la protesta política por la continuidad de Japón de su alianza con Estados Unidos, así como por la guerra de Vietnam. En paralelo al arte povera italiano —aunque sin conocerse—, sus obras eran instalaciones efímeras elaboradas con materiales humildes, sin afán mercantilista, por lo que solían destruirlas tras ser expuestas. Entre sus artistas destacaron Nobuo Sekine, Susumu Koshimizu, Jirō Takamatsu y el coreano Lee Ufan. Igualmente, entre 1968 y 1974, surgió el grupo Bikyōtō (de Bijutsuka Kyōtō Kaigi, «lucha conjunta de artistas»), un movimiento vinculado a la izquierda política que protestaba contra la rápida modernización de Japón y que preconizaba el «no arte», que practicaban a través de happenings realizados en la calle, que defendían como el sitio adecuado para el arte, en vez de los museos. Entre sus miembros se encontraban Naoyoshi Hikosaka, Miyako Ishiuchi, Ryūji Miyamoto y Kōsai Hori.
Después de los estilos abstractos de los años 1960, en los 1970 se volvió al realismo favorecido por el pop-art, como se denota en la obra de Shinohara Ushio. Aun así, a finales de los años 1970 hubo un retorno al arte tradicional japonés, en el que veían una mayor expresividad y fuerza emocional. La tradición del grabado continuó en el siglo XX en un estilo de «grabados creativos» (sosaku hanga) dibujados y tallados por artistas preferentemente de estilo nihonga, como Kawase Hasui, Yoshida Hiroshi y Munakata Shiko. En escultura existió igualmente la dualidad tradición-vanguardia, destacando los nombres de Yoshi Kinuchi y Romorini Toyofuku, además de los abstractos Masakazu Horiuchi y Yasuo Mizui, este último instalado en Francia. Isamu Noguchi y Nagare Masayuki recogieron la rica tradición escultórica de su país en obras que estudian el contraste entre la rugosidad y la pulidez de la materia. Vinculados al arte posmoderno figuran varios artistas, inmersos en el fenómeno reciente de la globalización, marcada por la multiculturalidad de las expresiones artísticas: Shigeo Toya, Yasumasa Morimura. Otros artistas destacados del Japón contemporáneo son: Chuta Kimura, Leiko Ikemura, Michiko Noda, Yayoi Kusama, Yoshitaka Amano, Shigeo Fukuda, Shigeko Kubota, Yoshitomo Nara, Takashi Murakami, Mariko Mori y Hiroshi Sugimoto.

## Otras expresiones artísticas

### Literatura

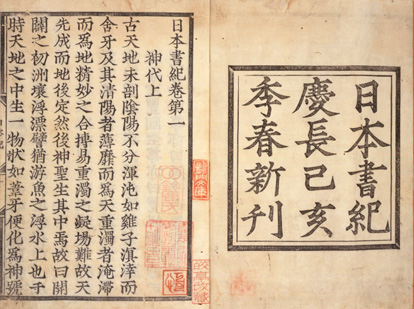
Páginas del Nihonshoki.

La literatura japonesa tiene una fuerte influencia china, debido sobre todo a la adopción de la escritura china. El testimonio más antiguo conservado es el Kojiki (Relatos de cosas antiguas), especie de historia universal de corte mítico y teogónico. Otro testimonio de relevancia es el Nihonshoki (Anales de Japón). La poesía está representada por el Man'yōshū (Colección de diez mil hojas), antología de poemas de diverso signo, con gran variedad temática y estilística, redactado por varios autores entre los que destacan Otomo Yakamochi y Yamanoue Okura.
Durante la Edad Media japonesa la literatura continuó bajo el influjo de la china, sobre todo en poesía, donde la mayor producción fue en lengua china, considerada más culta: tenemos así el Kaifuso (Tiernos recuerdos de poesía, 751), antología de varios poetas. En época Heian hubo un renacer de las letras japonesas, destacando la narrativa: Genji Monogatari (Relato de Genji), de Murasaki Shikibu, es un clásico de la literatura nipona, describiendo el mundo de la nobleza en un lenguaje sencillo, de tono a veces erótico. La poesía de la época fue compilada en la antología imperial Kokinshu, donde se exaltaba preferentemente la naturaleza, escrita en waka (composición de 31 sílabas). En el período Kamakura la literatura se vio afectada por las constantes guerras feudales, reflejadas en una narrativa de tono pesimista y desolado: Hojoki (Narración de mi cabaña), de Kamo no Chomei. Del período Muromachi cabe destacar el Tsurezuregusa (Ensayos en ocio), de Yoshida Kenkō, y el Sannin Hoshi (Los tres sacerdotes), anónimo.
Durante el período Edo la literatura evolucionó hacia un mayor realismo, generalmente de tono costumbrista y con una sutil vena humorística, como se aprecia en la obra de Saikaku Ihara, Jippensha Ikku y Ejima Kiseki. En poesía, la principal modalidad es el haiku, composición de 17 sílabas, generalmente de tono bucólico, centradas en la naturaleza y el paisaje, destacando Matsuo Bashō, Yosa Buson y Kobayashi Issa. Continuó el género de la waka, generalmente en chino, representada principalmente por Rai Sanyo. En el siglo XIX destacó el novelista Takizawa Bakin, autor de Satomi Kakkenden (Vidas de ocho perros).
En época contemporánea la literatura ha recibido -como en el resto de las artes- la influencia occidental, perceptible desde finales del siglo XIX en el influjo ejercido por autores como Victor Hugo y Lev Tolstói, principalmente en novelistas como Mazamune Hakucho, Kafū Nagai, Natsume Sōseki, Morita Sohei, Yasunari Kawabata (premio Nobel de literatura en 1968), etc. Esta generación se vio truncada con la Segunda Guerra Mundial, donde se impuso una estricta censura. Con posterioridad, las letras japonesas se han visto inmersas en las corrientes vanguardistas, aunque algunos escritores han continuado con el estilo tradicional, como Shōhei Ōka, Hotta Yoshie y Fukuda Tsuneari. Entre los principales escritores contemporáneos se encuentran: Yukio Mishima, Kōbō Abe, Shintarō Ishihara, Ito Sei, Murō Saisei, Miki Rofu, Satō Haruo y Kenzaburō Ōe (premio Nobel en 1994).

### Música
La música japonesa tuvo sus primeras manifestaciones en las honkyoku («piezas originales»), que se remontan al siglo XIX a. C., así como el min'yō, canciones folklóricas japonesas. Los ritos sintoístas tenían coros que recitaban un trino lento acompañado de flauta de bambú (yamate-bue) y cítara de seis cuerdas (yamato-goto). La principal modalidad de música y danza sintoísta es la kagura, sobre el mito de Amaterasu, diosa del sol. Se ejecuta con los instrumentos mencionados, y otros como el hichiriki (oboe) y tambores como el o-kakko y el o-daiko.
La llegada del budismo comportó la influencia extranjera, surgiendo dos corrientes: la música izquierda, de origen indio y chino; y la música derecha, de origen manchú y coreano. Estas modalidades empleaban instrumentos como el biwa (laúd de cuello corto), el taiko (tambor japonés), el kakko (tambor chino), el shôko (gong), el sô-no-koto (cítara), el koma-bue (flauta), el hichiriki (oboe), el ôteki (flauta travesera) y el shô (órgano soplado). Asimismo había una gran variedad de tipos de música tradicional: dos de los estilos más antiguos eran shōmyō («hombre gordo que canta») y gagaku («música graciosa»), ambos provenientes de los períodos Nara y Heian. Adicionalmente, el gagaku se divide en sōgaku (música instrumental) y bugaku (música y danza).
Durante el período Edo la música fue principalmente de cámara, de tipo profano, desarrollada con diversos instrumentos entre los que destacan el shamisen (laúd de tres cuerdas), el shakuhachi (flauta de bambú) y el koto (cítara de 13 cuerdas). El koto, principalmente, tuvo un gran auge a partir del siglo XVII, siendo popularizado por el músico ciego Yatsushashi. Se tocaba solo, con diversas variaciones (dan) de 52 compases (hyoshi),  o acompañado de voz (kumi).

### Artes escénicas

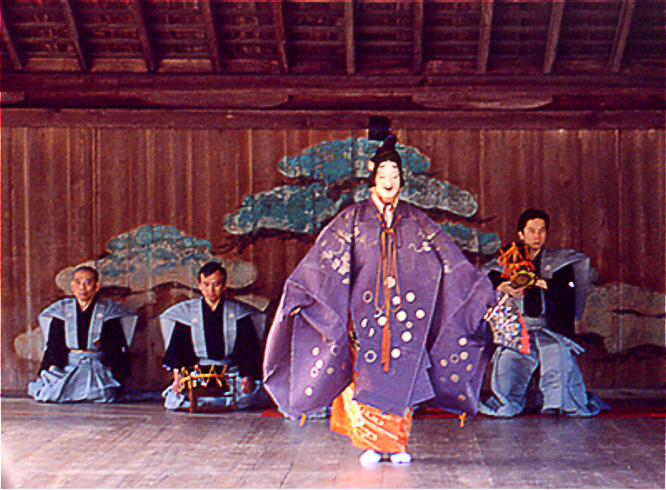
Interpretación de teatro nō en el Templo Itsukushima (Hiroshima).

En teatro apareció en el siglo XIV la modalidad denominada nō, drama lírico-musical en prosa o verso, de tema histórico o mitológico. Su origen se sitúa en el antiguo baile kakura y en la liturgia sintoísta, aunque posteriormente fue asimilado por el budismo. Está caracterizado por una trama esquemática, con tres personajes principales: el protagonista (waki), un monje itinerante y un intermediario. La narración es recitada por un coro, mientras los actores principales se desenvuelven de forma gestual, en movimientos rítmicos. Los decorados son austeros, frente a la magnificencia de vestidos y máscaras. Su principal exponente fue Chikamatsu Monzaemon.
Durante el período Edo surgió la modalidad del kabuki, que sintetizó las antiguas tradiciones tanto musicales e interpretativas como de mímica y danza, con temáticas desde las más mundanas hasta las más místicas. Así como el nō era de tono aristocrático, el kabuki sería la expresión del pueblo y la burguesía. La puesta en escena era de gran riqueza, con decorados donde destacaba la composición cromática, vestidos de lujo y maquillaje de tono simbólico, representando según el color diversos personajes o estados anímicos. La dicción era de tipo ritual, mezcla de canto y recitativo, en ondulaciones que expresaban la posición o el carácter del personaje.

### Cine

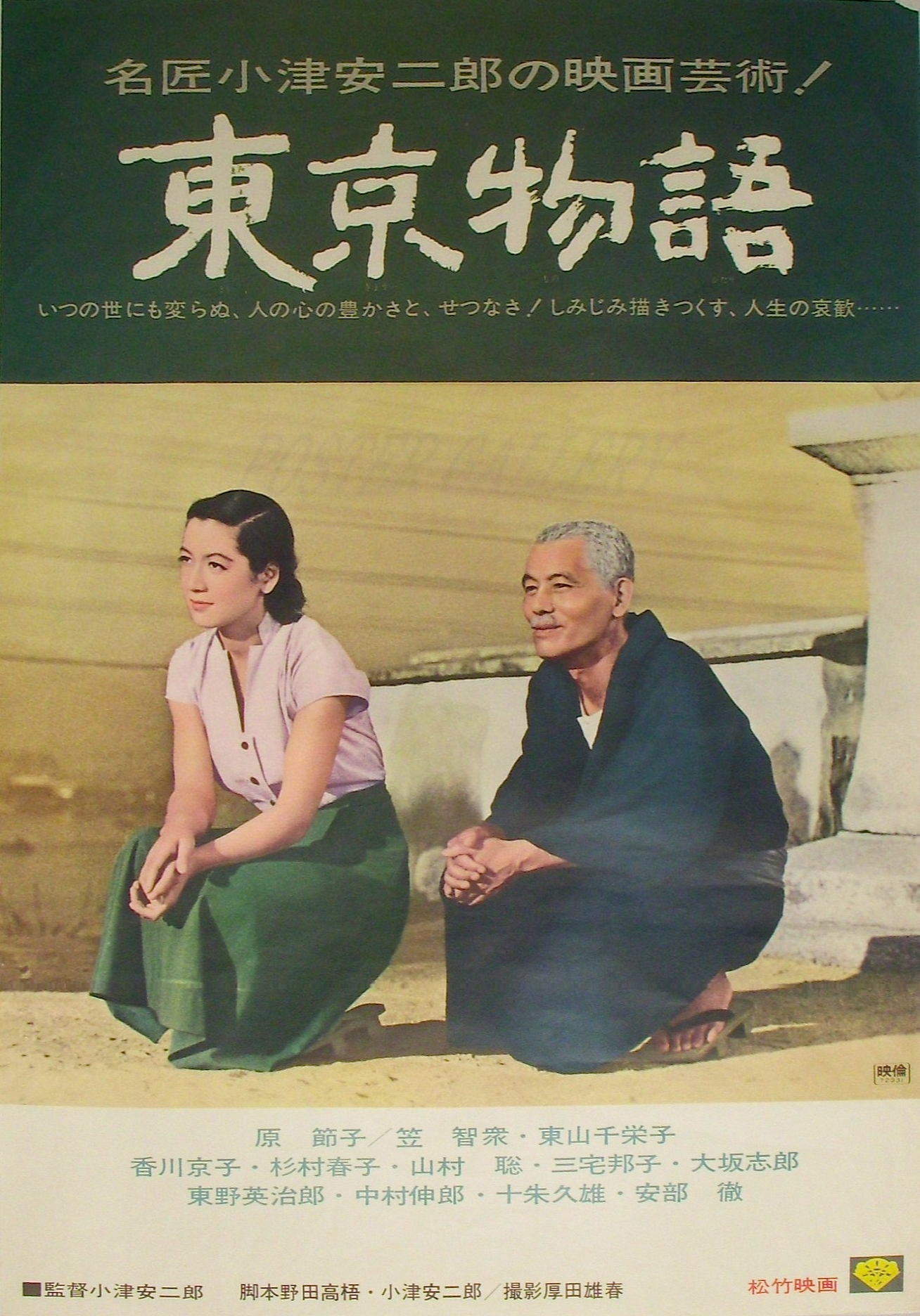
Cuentos de Tokio, de Yasujirō Ozu.

El cine japonés aúna la moderna tecnología con la temática tradicional, con un particular sentido estético que otorga gran importancia a la lírica visual. Introducido en 1896, siempre ha gozado de gran popularidad. En 1908 se crearon los primeros estudios cinematográficos japoneses, destacando con posterioridad la Nikkatsu (creada en 1912) y la Shōchiku (aparecida en 1920). Desde el principio el cine tomó numerosos préstamos del teatro tradicional japonés, y se dividió en dos tendencias: gendai-geki, de tema contemporáneo, y jidai-geki, de tema histórico. El cine mudo incorporó figuras como el onnagata, actor que representa un rol femenino, y el benshi, recitador que comenta la película durante la proyección. Entre los primeros realizadores destacan Yasujirō Ozu y Mikio Naruse. En 1931 se introdujo el cine sonoro, surgiendo la gran figura de Kenji Mizoguchi (Las hermanas de Gion, 1936). Con el conflicto chino-japonés se pusieron de moda los filmes bélicos, y durante la contienda mundial el cine fue un instrumento de propaganda nacionalista. En la posguerra se recibió una mayor influencia occidental y vanguardista, con un estilo entre tradicional e innovador que, junto a elaborados guiones, destacaba por su idealización visual y el valor otorgado a la fotografía. El principal exponente de esta etapa fue Akira Kurosawa, autor de obras como Rashōmon (1950), Los siete samuráis (1954), Yojimbo (1961), Dersu Uzala (1975), Kagemusha (1980) y Ran (1985). Posteriormente han destacado directores como Nagisa Ōshima, Hiroshi Inagaki, Kon Ichikawa, Masaki Kobayashi, Shohei Imamura, Kinji Fukasaku, Hayao Miyazaki, Takeshi Kitano, Takashi Miike, Mamoru Oshii, Hirokazu Koreeda, etc.

### Historieta
Japón es el centro productor del manga, un género de historieta que ha tenido gran éxito a nivel internacional desde los años 1980. Se caracteriza por largas epopeyas de gran dinamismo, con abundantes efectos sonoros, teniendo un punto de origen en la tradición gráfica del ukiyo-e. Aunque su inicio se vincula a la revista Manga Shōnen (1947), de Osamu Tezuka, sería a finales de los 1980 cuando alcanzaría su mayor repercusión, con Akira de Katsuhiro Otomo (1982-93) y Dragon Ball de Akira Toriyama (1984-95). Desde unos inicios con una estética un tanto infantil, el manga ha evolucionado a un estilo más realista y de tono fotográfico, abriéndose a nuevos géneros y tipologías e incorporando elementos satíricos, humorísticos, terroríficos, violentos y eróticos (hentai). Entre los principales creadores de estos últimos años destacan: Fujio Akatsuka, Tetsuya Chiba, Riyoko Ikeda, Shigeru Mizuki, Gō Nagai, Keiji Nakazawa, Monkey Punch, Tsukasa Hōjō, Ryōichi Ikegami, Masakazu Katsura, Mitsuru Adachi, Jirō Taniguchi, Takehiko Inoue, Eiichirō Oda, Masashi Kishimoto, Masami Kurumada, Naoko Takeuchi, Chiho Saito y Hiro Mashima.

### Videojuegos

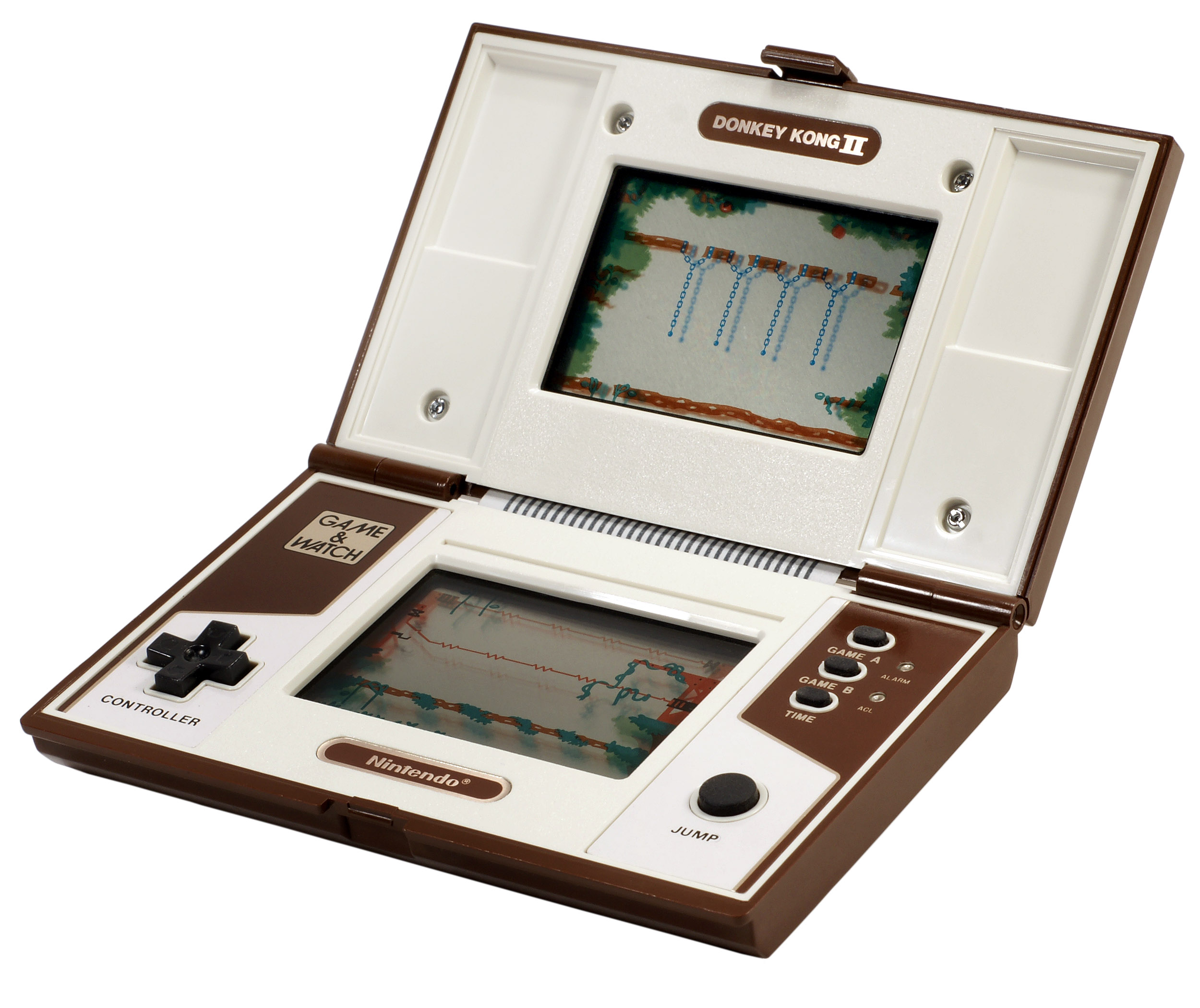
Donkey Kong II, un título de la serie Nintendo Game & Watch (1980).

Japón es uno de los principales países productores de videojuegos, género artístico reconocido en Europa por los premios BAFTA y recientemente en Estados Unidos por la NEA. Los videojuegos tuvieron una crisis en 1983, pero gracias al diseñador de videojuegos japonés Shigeru Miyamoto lograron salir adelante y siguen formando parte de la cultura contemporánea de Japón. Uno de los primeros éxitos de la industria de videojuegos japonesa fue Space Invaders, de la Corporación Taito (1978). Posteriormente, la principal productora de videojuegos en Japón ha sido Nintendo, dirigida por Hiroshi Yamauchi, que convirtió una pequeña empresa familiar de cartas hanafuda en una multimillonaria compañía de videojuegos reconocida mundialmente. Fue Yamauchi quien contrató a Shigeru Miyamoto, y juntos revolucionaron el mundo del videojuego. El primer éxito de Nintendo fue la serie Game & Watch, unas máquinas de tecnología LCD que hacían las veces de reloj, ideadas por Gunpei Yokoi. En 1983 lanzaron al mercado su consola Famicom, que obtuvo un gran éxito, y que contaba en su catálogo con juegos como el clásico Donkey Kong. Posteriormente surgieron videojuegos de tanto éxito como Tennis, Dragon Quest, The Legend of Zelda o Final Fantasy. En los años 1980 también surgieron otras empresas -generalmente dedicadas al arcade- como Capcom, Konami, Irem, Jaleco, SNK o Sega. Tras la crisis de 1983 Nintendo reconvirtió la Famicom en Nintendo Entertainment System, con la que se lanzó a la conquista del mercado americano y europeo, y que con la nueva creación de Miyamoto, Super Mario Bros., cosechó un gran éxito. Desde entonces, la constante innovación en el mundo de las consolas (Sega Mega Drive, Super Nintendo, Game Boy, PlayStation de Sony, Nintendo DS, PlayStation Portable, Nintendo Wii) han hecho de la industria japonesa una de las principales productoras de videojuegos a nivel mundial.